# محافظة الفيوم
محافظة الفيوم هي إحدى محافظات مصر وعاصمتها مدينة الفيوم وهي أكبر واحة طبيعية في مصر. تقع المحافظة في إقليم شمال الصعيد الذي يضم ثلاث محافظات هي الفيوم، بني سويف، المنيا. وتتوسط محافظات مصر الوسطى الجيزة، بني سويف، المنيا. تحيط الصحراء بالمحافظة من كل جانب فيما عدا جنوبها الشرقي الذي يتصل بمحافظة بني سويف. تشتهر الفيوم بوجود العديد من الأماكن الطبيعية أشهرها محمية بحيرة قارون، محمية وادي الريان، محمية وادي الحيتان المسجلة ضمن مواقع التراث العالمي، بجانب مناخها المعتدل وموقعها القريب من العاصمة المصرية القاهرة، كذلك تمتلك مجموعة متنوعة من الآثار الفرعونية والرومانية والقبطية والإسلامية، مما أهّلها لتكون إحدى قبلات الجذب السياحي المصرية.:7:113 تحتفل المحافظة بعيدها القومي يوم 15 مارس من كل عام، تخليداً لوقفة شعب الفيوم ضد الاحتلال الإنجليزي إبان ثورة 1919 بقيادة حمد باشا الباسل.

## التسمية
| pA | A | i | i | G20 | mw · N36 |

| pA | A | i | i | G20 | mw · N36 |

اختلفت الأقاويل حول أصل اسم «الفيوم» فالمرجح أنها كانت قديماً تدعى «Chdat أو Chedit» ومعناه الجزيرة، لأنها كانت وقت تكوينها واقعة في بحيرة موريس «بحيرة قارون حالياً»، وكان اسمها الديني «Per Sebek» ومعناه دار التمساح، لأنه كان معبود أهل الفيوم قديماً، ولهذا أسماها الرومان «Crocodilopolis» بمعنى مدينة التمساح. وفي أوائل حكم البطالمة سماها بطليموس الثاني فيلادف «Arsinoe» نسبة إلى زوجته أرسينويه، كما سمى الإقليم أيضاً بهذا الاسم، ثم سماها القبط «Piom» ومعناها قاعدة بلاد البحيرة، لأن كلمة «Piom» التي عرفت فيما بعد باسم «Phiom» تتكون من كلمتين وهما «Pi» وتدل على المكان والتعريف، وكلمة «Im» ومعناها اليم أو البحيرة أو البحر، ومن «Phiom» أخذ العرب كلمة «فيوم»، وأضافوا إليها أداة التعريف، فأصبح «الفيوم» هو اسمها العربي.:ق2-ج3-ص96 وهناك رأي آخر يقول أن اسمها جاء في النصوص المتأخرة من العهد الفرعوني «بيوم» بمعنى البحيرة أو الماء، ثم وردت في القبطية باسم «فيوم»، ومع انتشار العربية أضيف إليها أداة التعريف فأصبح «الفيوم» هو اسمها العربي.:113 يطلق على المحافظة «مصر الصغرى» نظراً لما تمثله من صورة جغرافية مصغرة للقطر المصري حيث يماثل بحر يوسف بالنسبة للفيوم نهر النيل بالنسبة لمصر وتماثل بحيرة قارون ساحلها الشمالي كما يمثل البحر المتوسط بالنسبة لمصر.:ج1ص769:770 فيما تواردت بعض الأقاويل الضعيفة التي تنسب الاسم إلى عهد النبي يوسف لما استغرقه بناء المدينة من وقت قدر بـ «ألف يوم».:11

## التاريخ

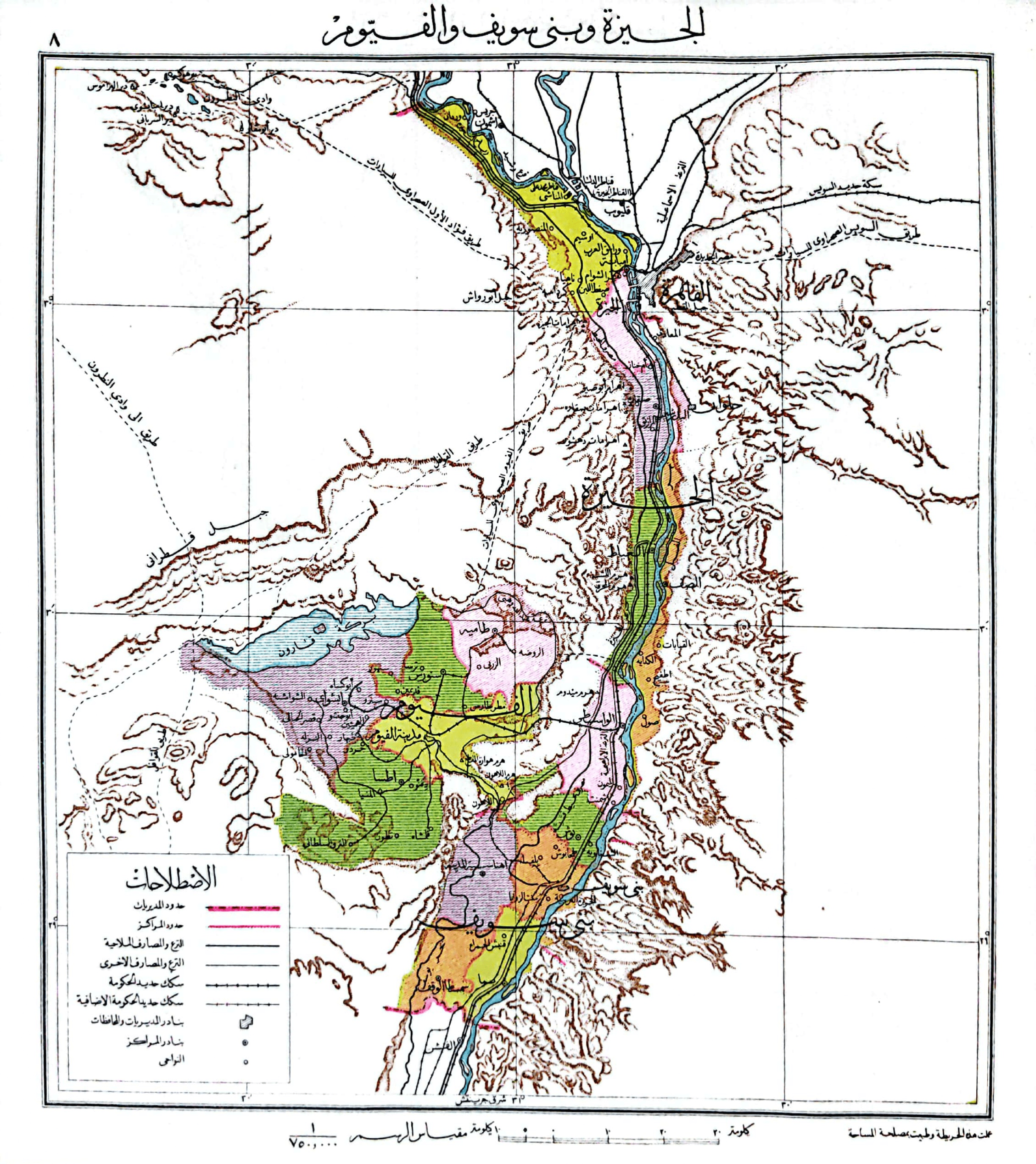
خريطة مديريات الجيزة وبني سويف والفيوم ومراكزها سنة 1951

كانت الفيوم خلال العصر الفرعوني جزءاً من المقاطعة العشرين من مقاطعات الوجه القبلي والتي كانت عاصمتها إهناسيا - أحد مراكز محافظة بني سويف حالياً -، وكانت تعتبر مركزاً للصيد يتمحور حول بحيرة موريس - بحيرة قارون حالياً -. ومع دخول العصر البطلمي أنشئت مدينة كرانيس التي تقع إلى الشمال من مدينة الفيوم الحالية وإلى الشرق من بحيرة قارون، والتي استمرت في الازدهار حتى العصر الروماني ثم تدهورت مع نهاية القرن الثالث الميلادي وبداية القرن الرابع، وكان السبب وراء إنشائها هو تسكين المهاجرين الإغريق وكانت منطقة زراعية منذ عصر البطالمة حتى العصر الروماني. واختلف المؤرخون حول تاريخ الحملة التي أرسلها عمرو بن العاص لفتح إقليم الفيوم فمنهم من يرى أنه أرسل في يونيو عام 640 فرقة لمهاجمة الفيوم وذلك أثناء حصاره لحصن بابليون، بينما يرى الفريق الآخر أن المسلمين لم يسمعوا عن الفيوم إلا بعد مرور عام على دخولهم مصر وبعد سقوط حصن بابليون، وذلك حتى دلهم إليها بعض المصريين.:ج1ص77:78 خلال العصر الحديث شارك شعب الفيوم في الوقوف ضد الاحتلال الإنجليزي إبان ثورة 1919 بقيادة حمد باشا الباسل واعتبر يوم ثورتهم في الخامس عشر من مارس عيداً قومياً للمحافظة.

## الجغرافيا والسكان
تعد المحافظة أكبر واحة طبيعية في مصر، حيث تمثل منخفض عميق في الهضبة الجيرية للصحراء الغربية، وهي محاطة بالصحراء من كل جانب عدا الجنوب الشرقي حيث تتصل بمحافظة بني سويف، وتتبع إقليم شمال الصعيد على مسافة 92 كم جنوب غرب محافظة القاهرة. تبلغ المساحة الكلية للمحافظة 6068.70 كم²، وتلتقي على أرضها البحيرات والعيون والخضرة والصحراء لتمثل صورة طبيعية متنوعة بجانب بمناخها المعتدل طوال العام. وأراضي الفيوم ليست مستوية ولكن تأخذ في الانحدار التدريجي من الجنوب إلى الشمال على هيئة مدرجات متتابعة، فالأرض مسطحة بشكل أكبر ناحية الشرق آخذة في الانحدار نحو الشمال الغربي في مستويات ثلاثة رئيسية هي:
- المدرج الأول: من قناطر اللاهون حتى مدينة الفيوم (+5ر22م)
- المدرج الثاني: من مدينة الفيوم حتى قرية سنهور (-10م)
- المدرج الثالث: من سنهور حتى شكشوك إلى ساحل بحيرة قارون (-43م).[17][18][19]:70:72

ويشبه هذا المنخفض منخفضات الصحراء الغربية حيث تقع أغلب أجزائه تحت مستوى سطح البحر، ويعتبر منطقة ذات تصريف داخلي إلا أنه يختلف عنها في اتصاله بنهر النيل عن طريق ترعة بحر يوسف التي غطت أراضيه بطمي الحبشة ولذلك يعتبر جزء من وادي النيل. ونشأ هذا المنخفض نتيجة تطور جيولوجي على مدار الزمن تكون بفعل التعرية الهوائية وعوامل أخرى طبيعية باطنية وسطحية.:113:114
والفيوم أساساً تجويف محفور في نطاق الإيوسين، غير أن طبقات الإيوسين تختفي معظمها تحت التكوينات التالية الأحدث التي تشمل (الأوليغوسين، الميوسين، البليوسين، البليستوسين) وتقع إما خارج المنخفض أو على جوانبه أو داخله فيما تظهر طبقات الإيوسين على حواف المنخفض في توزيع حلقي يلفت النظر فيه طبقات طفلة لبقايا حيوانية فقارية أرضية ضخمة وشاطئية أضخم كالحيتان والتماسيح والسلاحف والقواقع البحرية، مما يدل على نهر قديم كانت تمثله الفيوم منذ آلاف السنين، كذلك تكثر بنفس الطبقات آثار لبعض النباتات القديمة. وفي طبقات الأوليغوسين الرسوبية بقايا أشجار مترملة وحيوانات برية ضخمة كالأرسينويثيريم والتماسيح والسلاحف، وهذا كله يشير إلى بيئة بحرية كانت قائمة في موقع الفيوم.:ج1ص758:760

### التقسيم الإداري
تنقسم المحافظة إلى عدد 6 مراكز إدارية هي:
| المركز      | عدد المدن | عدد الأحياء | عدد الوحدات المحلية | عدد القرى | عدد الكفور/النجوع/العزب |
| ----------- | --------- | ----------- | ------------------- | --------- | ----------------------- |
| الفيوم      | 1         | 4           | 13                  | 40        | 463                     |
| سنورس       | 1         | ـ           | 12                  | 24        | 253                     |
| إبشواي      | 1         | ـ           | 7                   | 18        | 166                     |
| إطسا        | 1         | ـ           | 12                  | 49        | 414                     |
| طامية       | 1         | ـ           | 10                  | 20        | 419                     |
| يوسف الصديق | 1         | ـ           | 7                   | 18        | 196                     |
| الإجمالي    | 6         | 4           | 61                  | 169       | 1911                    |

### المناخ
| البيانات المناخية لـلفيوم                       | البيانات المناخية لـلفيوم | البيانات المناخية لـلفيوم | البيانات المناخية لـلفيوم | البيانات المناخية لـلفيوم | البيانات المناخية لـلفيوم | البيانات المناخية لـلفيوم | البيانات المناخية لـلفيوم | البيانات المناخية لـلفيوم | البيانات المناخية لـلفيوم | البيانات المناخية لـلفيوم | البيانات المناخية لـلفيوم | البيانات المناخية لـلفيوم | البيانات المناخية لـلفيوم |
| الشهر                                           | يناير                     | فبراير                    | مارس                      | أبريل                     | مايو                      | يونيو                     | يوليو                     | أغسطس                     | سبتمبر                    | أكتوبر                    | نوفمبر                    | ديسمبر                    | المعدل السنوي             |
| ----------------------------------------------- | ------------------------- | ------------------------- | ------------------------- | ------------------------- | ------------------------- | ------------------------- | ------------------------- | ------------------------- | ------------------------- | ------------------------- | ------------------------- | ------------------------- | ------------------------- |
| الدرجة القصوى °م (°ف)                           | 28 (82)                   | 30 (86)                   | 36 (97)                   | 41 (106)                  | 43 (109)                  | 46 (115)                  | 41 (106)                  | 43 (109)                  | 39 (102)                  | 40 (104)                  | 36 (97)                   | 30 (86)                   | 46 (115)                  |
| متوسط درجة الحرارة الكبرى °م (°ف)               | 18.9 (66.0)               | 20.9 (69.6)               | 24.1 (75.4)               | 29 (84)                   | 33.6 (92.5)               | 35.5 (95.9)               | 36.1 (97.0)               | 35.8 (96.4)               | 33.2 (91.8)               | 30.7 (87.3)               | 25.7 (78.3)               | 20.4 (68.7)               | 28.7 (83.6)               |
| المتوسط اليومي °م (°ف)                          | 11.6 (52.9)               | 13.2 (55.8)               | 16.1 (61.0)               | 20.4 (68.7)               | 24.9 (76.8)               | 27.1 (80.8)               | 28.2 (82.8)               | 28.1 (82.6)               | 25.7 (78.3)               | 23.1 (73.6)               | 18.6 (65.5)               | 13.5 (56.3)               | 20.9 (69.6)               |
| متوسط درجة الحرارة الصغرى °م (°ف)               | 4.3 (39.7)                | 5.5 (41.9)                | 8.2 (46.8)                | 11.8 (53.2)               | 16.3 (61.3)               | 18.8 (65.8)               | 20.3 (68.5)               | 20.4 (68.7)               | 18.2 (64.8)               | 15.6 (60.1)               | 11.6 (52.9)               | 6.6 (43.9)                | 13.1 (55.6)               |
| أدنى درجة حرارة °م (°ف)                         | 2 (36)                    | 4 (39)                    | 5 (41)                    | 8 (46)                    | 11 (52)                   | 16 (61)                   | 13 (55)                   | 13 (55)                   | 10 (50)                   | 11 (52)                   | 4 (39)                    | 4 (39)                    | 2 (36)                    |
| الهطول مم (إنش)                                 | 1 (0.0)                   | 1 (0.0)                   | 1 (0.0)                   | 1 (0.0)                   | 0 (0)                     | 0 (0)                     | 0 (0)                     | 0 (0)                     | 0 (0)                     | 0 (0)                     | 1 (0.0)                   | 2 (0.1)                   | 7 (0.1)                   |
| المصدر #1: Climate-Data.org                     |                           |                           |                           |                           |                           |                           |                           |                           |                           |                           |                           |                           |                           |
| المصدر #2: Voodoo Skies for record temperatures |                           |                           |                           |                           |                           |                           |                           |                           |                           |                           |                           |                           |                           |

### السكان
في عام 2014 بلغ عدد سكان المحافظة حوالي 3115000 نسمة. يتميز المجتمع الفيومي بتعدد الملامح الثقافية، وينقسم إلى مجتمع بدوي وآخر ريفي لكل منهما تقاليده وعاداته وثقافته.

## المعالم الطبيعية والسياحية

### المحميات الطبيعية

#### محمية قارون
تتبع المحمية إدارياً مركز يوسف الصديق ومحورها بحيرة قارون التي تعد الأثر المتبقي لبحيرة موريس القديمة والتي كانت من أغنى مراكز الصيد القديمة ولذلك تعد من أقدم البحيرات الطبيعية. تحدث هيرودوت عن بحيرة صناعية غير طبيعية حفرتها أيدى البشر في عهد الملك أمينوفيس وكانت مساحتها تقرب من نحو 2800 كم²، أي بما يزيد على مساحة بحيرة قارون الحالية بأكثر من مائة مرة، كما كانت أعمق منها بكثير وكان في وسطها هرمان يغمرهما الماء إلى منتصفهما وقت الفيضان. وكانت تلك البحيرة تغص بالصيادين الذين كانوا يؤدون ضريبة على محصول الصيد للخزانة الفرعونية. تعتبر بحيرة قارون حالياً من البحيرات الداخلية حيث لا تتصل بالبحر، وتبلغ مساحتها حوالي 250 كم² بما يعادل 55 ألف فدان.
كانت مياه البحيرة عذبة ومصايدها مزدهرة حتى عهد قريب، ولكن قل إنتاجها من الأسماك النيلية بسبب حرمانها من مياه الفيضان العذبة المحملة بالمخصبات وزيادة معدل البخر وتراكم أملاح مياه الصرف دون معالجة مما أدى إلى ارتفاع ملوحة مياهها، فأصبحت بيئتها تقترب من البيئة البحرية فانقرضت بذلك أنواع الأسماك النيلية مثل القرموط والثعابين والبني واللبيس والبياض فيما عدا البلطي الأخضر الذي له القدرة على التكيف مع الملوحة بدرجه عالية، وازدهرت فيها أسماك البوري والطوبار التي تنقل زريعتها للبحيرة بالملايين سنوياً وتأقلم بها أيضاً أسماك الموسى وزريعة أسماك الدنيس والقاروص وبعض القشريات (الجمبري) ونجحت تربيتها في البحيرة. ونتج عن نقل زريعة الأسماك البحرية إلى البحيرة أن عمرت البحيرة ببعض الأحياء النباتية والحيوانية الأخرى التي تعيش في البحر المتوسط والتي يصلح بعضها كغذاء لأسماك البحيرة ومن ضمن تلك الأحياء طحلب أحمر من نوع «بوليسيفونيا».
أعلنت منطقة بحيرة قارون محمية طبيعية بقرار رئيس مجلس الوزراء رقم 943 لسنة 1989 والمعدل بالقرار رقم 2954 لسنة 1997 بمساحة إجمالية حوالى 1385 كم². يشتمل الجزء الشمالي للبحيرة على منطقة جبل قطراني التي اشتهرت يتوافر رواسب حفرية بحرية ونهرية وقارية يرجع عمرها إلى حوالي 40 مليون سنة، وحفريات ثديية عمرها حوالى 3 - 10 مليون سنة والتي ظهر فيها حفريات أقدم قرد في العالم يسمى ايجيبتوثكس، وحيوان الأرسينويثيريم «حيوان الفيوم القديم - يشبه الخرتيت في الشكل ويختلف عنه في وجود أربعة قرون ممتدة من الجمجمة وليس قرنين من الطبقة الجلدية»، كما يوجد أسلاف فرس النهر، والدرافيل، وأسماك القرش، وأسلاف الطيور، وبعض الأشجار المتحجرة. وكذلك توجد بعض التكوينات الجيولوجية في شمال شرق البحيرة وبعض المستنقعات المائية التي تضم مجموعات نباتية متنوعة تتوافد إليها كثير من الطيور المهاجرة والمقيمة في فصل الشتاء كما توجد منطقة بطن البقرة في منتصف الساحل الشمالي وجزيرة القرن الذهبي في منتصف البحيرة التي يتجمع بها ما لا يقل عن 20 ألف طائر من طيور النورس سنوياً. كما تحتوي الجزيرة على 7 هياكل للحيتان، وتجمعات من الحمام البري بالإضافة إلى الضب المصري والورل وغيرها. كما توجد بعض المناطق الأثرية في مواقع على سواحل البحيرة منها منطقة الكنائس ومعبد قصر الصاغة ومنطقة أهربت ودير أبو ليفة وغيرها، وبعض الآثار لإنسان ما قبل التاريخ. وفي شمال قارون توجد المحاجر الفرعونية المعروفة باسم «ودان الفرس» التي تتكون من عدة وحدات أثرية مترابطة وتعتبر من أقدم المحاجر التي يرجع تاريخها إلى حوالى 2500 سنة ق.م. أما الساحل الجنوبي فيتميز ببيئة زراعية وأنشطة سياحية وصيد الأسماك ويشتمل على مناطق تحتوي على آثار تاريخية مثل «معبد قصر قارون، فيلادلفيا، واطفة» كما توجد بعض المنشآت السياحية المقامة حول سواحل البحيرة وبعض القرى التي يشتغل أهلها بصيد الأسماك وبعض من البدو الرحل الذين يقومون برعي الأغنام والإبل بالمنطقة.

#### محمية وادي الريان
وادي الريان هو منخفض عميق من الحجر الجيري الإيسوني، وتقع المحمية على مسافة 170 كم تقريباً من القاهرة جنوب غرب منخفض الفيوم، وتتبع إدارياً مركز يوسف الصديق، فيما تقدر مساحتها الإجمالية بنحو 1759 كم²، وينخفض مستوى الوادي عن مستوى سطح البحر بحوالي 42 متر. يشتهر الوادي بشلالاته العديدة وجماله الطبيعي حيث يعتبر بيئة طبيعية للحيوانات البرية والطيور المهاجرة النادرة. أعلنت منطقة وادي الريان محمية طبيعية بقرار رئيس مجلس الوزراء رقم 943 لسنة 1989 والمعدل بالقرار رقم 2954 لسنة 1997 بهدف حماية الموارد البيولوجية والجيولوجية الفريدة بالمنقطة.
بدأت البحيرتان الموجودتان في وادي الريان في التشكل عام 1973 عندما تم غمر المنخفض الصحراوي بالوادي بفائض مياه الصرف الزراعي، فتشكلت البحيرة العليا ومساحتها حوالي 55 كم² والبحيرة السفلى ومساحتها حوالي 58 كم² ونشأت حول شواطئها أحراش من البوص موفرة بيئة طبيعية وهادئة وخالية من التلوث. فيما يصل بين البحيرتين، شلالات وادي الريان الشهيرة.
تنقسم المحمية إلى ثلاث مناطق بهدف الحماية وهي: منطقة حماية طبيعية وتشمل الجزء الجنوبي من الوادي بمساحة حوالى 160 كم² وتتميز بكساء نباتي يحتوى على عدة أنواع من النباتات البرية مثل الأتل والعاقول والغردق والحلفا والغاب وأشجار النخيل، ويحظر الصيد فيها بجميع أنواعه كما يحظر بأية أعمال من شأنها تدمير البيئة الطبيعية أو تغييرها مثل الرعي أو تقطيع النباتات أو أية أنشطة أخرى. منطقة محايدة شمال المنطقة الأولى شرقاً وغرباً وتقدر مساحتها بحوالي 25 كم² وتحتوى على صخرة المدورة ويحظر الصيد فيها بكافة أنواعه. منطقة استغلال وجذب سياحي وتشمل الجزء الشمالي والشمالي الشرقي من الوادي وتبلغ مساحتها 125 كم².
يتضمن الوادي عدة مناطق هامة هي: منطقة الشلالات التي تصل بين البحيرتين، منطقة عيون الريان أو «واحة العيوان» وتقع في الجنوب الغربي من المحمية وتبلغ مساحتها حوالي 23 كم² وتتكون من كثبان رملية كثيفة متحركة ويوجد بها أربعة عيون طبيعية كبريتية وتحتوي على 16 نوعاً من النباتات الصحراوية وبالقرب منها يوجد نخيل البلح والعبل والحجنة وحوالي 15 نوعاً من الحيوانات أهمها الغزال المصري والفك وثعلب الرمال والثعلب الأحمر والذئب المصري وحوالي 16 نوعاً من الطيور المقيمة والمهاجرة، منطقة جبل الريان أو «مناقير الريان» وتحيط بالمنطقة الجنوبية والجنوبية الغربية لمنطقة العيون وتوجد بها أنواعاً مختلفة من الطيور المهاجرة والمقيمة وأهمها صقر شاهين والصقر الحر كما تحتوي على حفريات بحرية وبعض الآثار، منطقة جبل المدورة وتقع بالقرب من البحيرة السفلى وبه جبل بين النهدين كما تحتوي الصخور الجيرية بجبل المدورة على حفريات متنوعة أخرى لكائنات بحرية من عصر الأيوسين المتوسط.
:57:58

#### محمية وادي الحيتان

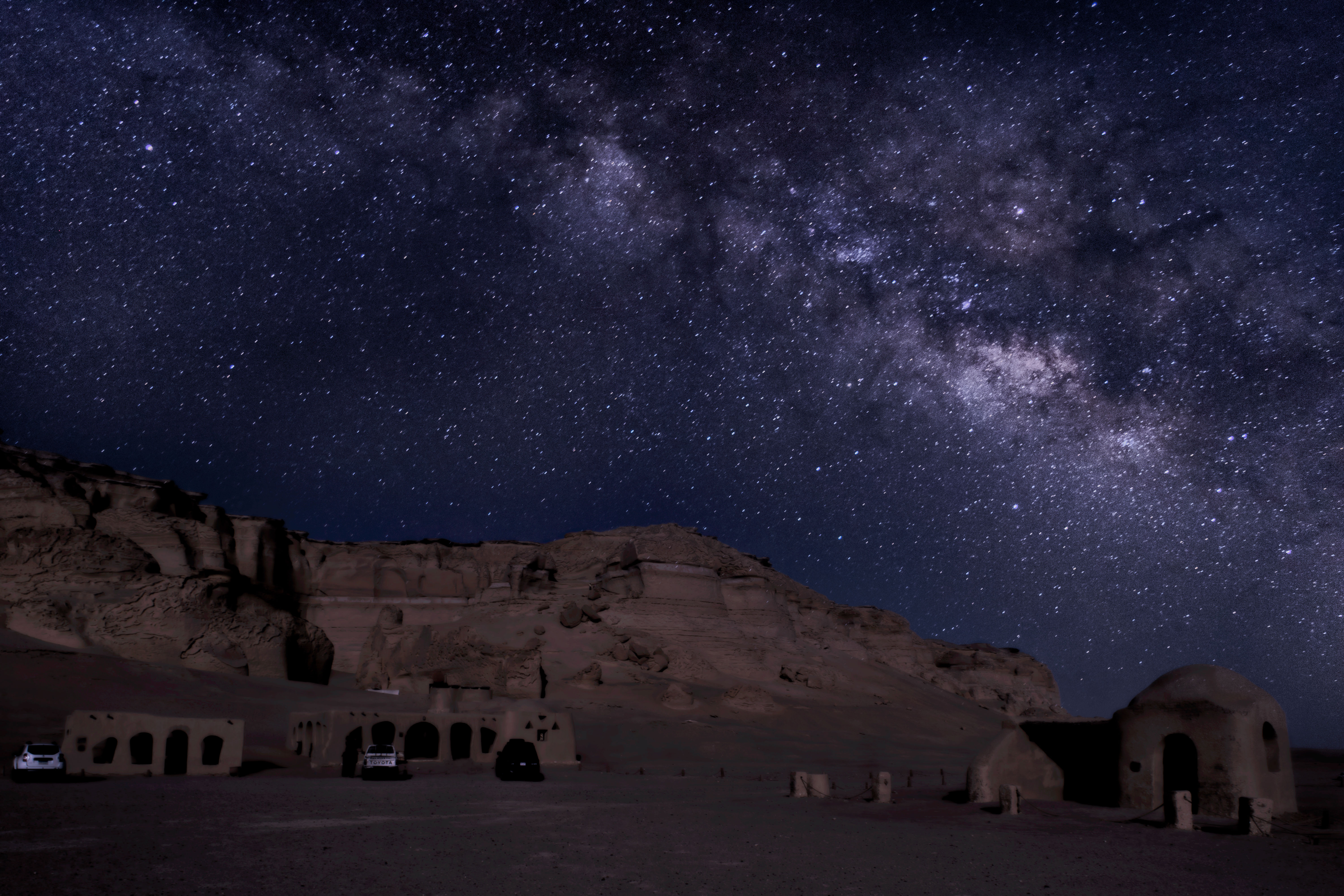
وادي الحيتان

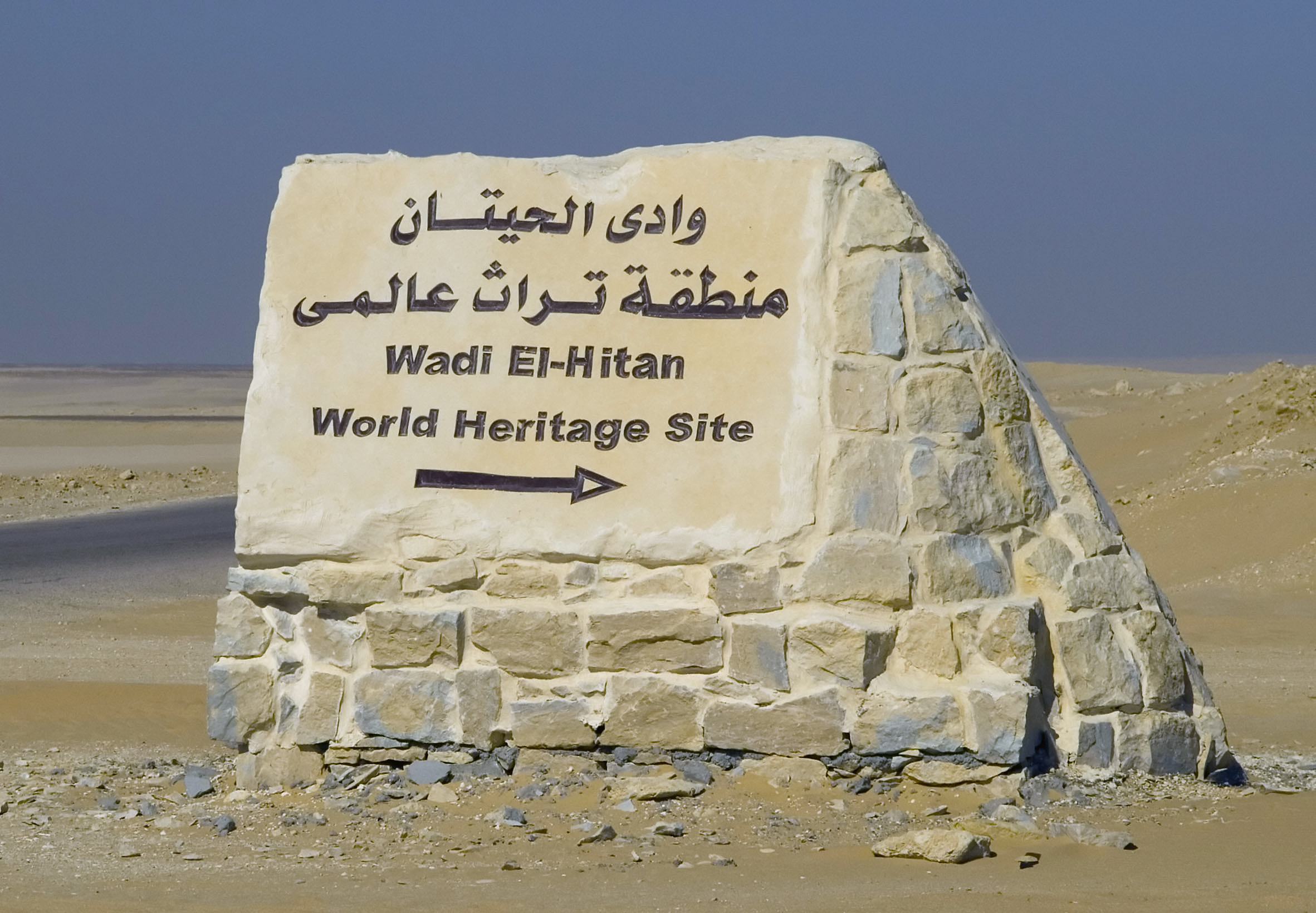
وادي الحيتان

يقع وادي الحيتان «منطقة جارة جهنم» بالشمال الغربي لمحمية وادي الريان، ويتضمّن بقايا أحفوريّة متحجّرة يرجع عمرها إلى حوالي 40 مليون عام لهياكل متحجرة لحيتان بدائية وأسنان سمك القرش وأصداف وغيرها من الحيوانات البحرية المنقرضة. يعتبر الوادي متحفاً مفتوحاً وتمثّل تلك البقايا المتحجرة التي تحتضنها إحدى أبرز محطات تطوّر الحيتان من ثدييات بريّة إلى ثدييات بحريّة، وهو أكبر مواقع العالم الشاهدة على هذه المرحلة من التطوّر حيث يعكس طبيعة الحيتان وحياتها في خلال فترة تحوّلها. في يوليو 2005 قررت اليونسكو في اجتماع لجنة التراث العالمي الذي استضافته مدينة دربن بجنوب أفريقيا تسجيل المنطقة بقائمة المحميات الطبيعية كأول موقع طبيعي مصري يتم تسجيله بالقائمة كتراث طبيعي عالمي، وذلك لما ساهم به اكتشاف الوادي من مساعدة العلماء على معرفة مراحل تطور حياة هذا الكائن الثديي.
في 14 يناير 2016 افتتح متحف الحفريات وتغير المناخ في محمية وادي الحيتان، وأنشئ من قبل برنامج الأمم المتحدة الإنمائي بالتعاون مع الحكومة المصرية ودعم الحكومة الإيطالية ضمن مجموعة من الإجراءات التي يتم تنفيذها لدعم الحفاظ على المحميات الطبيعية وتشجيع السياحة البيئية. يعرض المتحف حوت «الباسيلو سورس إيزيس» وهو أضخم حوت متحجر، بالإضافة إلى مجموعة فريدة من حفريات الفقريات ذات القيمة العلمية بتلك المنطقة والتي تظهر تحول وادي الحيتان نتيجة لتغير المناخ من بحر إلى صحراء خلال ملايين السنين. يعد المتحف هو الأول من نوعه في الشرق الأوسط، ويمتاز بتصميمه المعماري المتماشي مع طبيعة المكان.

### الآثار الفرعونية

#### منطقة كيمان فارس / «أرسينوى» / «شيدت»
تقع داخل مدينة الفيوم بحي الجامعة وكانت تبلغ مساحتها 220 فدان لهذا تعد أطلالها من أوسع ما عرف من بقايا المدن المصرية. تعد أصل مدينة الفيوم القديمة وتأسست في عهد الأسرة الخامسة، وازدهرت في عهد الأسرة الثانية عشر. أنشأ بها الملك إمنمحات الثالث معبد الإله سبك وأطلق عليها اسم «شيدت» ثم سميت «أرسينوى» تكريماً لزوجته. يقع إلى الشمال منها المعبد الرئيسي من عصر الدولة الوسطى، كما عثر بها على آثار تضم تمثالاً لإمنحات الثالث من الجرانيت الأسود، وبرديات، وعملات برونزية، وتماثيل فخارية.

#### هرم هوارة
هو أحد الأهرام المصرية القديمة. يقع بقرية هوارة على بعد 9 كم جنوب شرق مدينة الفيوم ومنها اتخذ اسمه. شيد الهرم من الطوب اللبن ثم كسى من الخارج بالحجر الجيري. يبلغ ارتفاعه 58 متر وطول كل ضلع 100 متر. في عام 1889 نجح العالم الإنجليزي فلندرز بيتري في دخول الهرم والوصول إلى حجرة الدفن والتي تتكون من كتلة واحدة ضخمة من حجر الكوارتزيت ويصل وزنها إلى 110 طن وليس لها باب ولكن اللصوص تمكنوا من الوصول إليها عن طريق فتحة في السقف ونهبوا أهم محتوياتها. بنى الهرم الملك إمنمحات الثالث من ملوك الأسرة الثانية عشر. وتضم المنطقة المحيطة بالهرم مجموعة من الآثار منها مقبرة الأميرة نفرو بتاح وبقايا قصر اللابرنت وجبانات من العصر المتأخر والتي عثر فيها على بورتريهات الفيوم.

#### أطلال مدينة ماضي
تقع على بعد حوالي 35 كم جنوب غرب مدينة الفيوم بالقرب من عزبة الكاشف جنوب بحر البنات وتضم أطلال معبد من عصر الأسرة الثانية عشر بناه كل من الملك إمنحمات الثالث والرابع، ثم أضيفت إليه إضافات في العصر الروماني، حيث وضعت به تماثيل أسود لها رؤوس آدمية، ويعتبر أكبر معبد باقي من عهد الدولة الوسطى.

#### قصر اللابرنت
قصر اللابرنت أو قصر التيه يقع بمنطقة هوارة وهو معبد بناه أمنمحات الثالث ملاصقاً لهرم هوارة وكان يضم 12 بهواً كلها مسقوفه، ستة منها تتجه شمالاً وستة تتجه جنوباً ولها بوابات تقابل الواحدة الأخرى تماماً، ويحيط البناء كله جدار واحد، كما كان يوجد بالمبنى نوعان من الحجرات نصفها تحت الأرض والنصف الآخر على سطح الأرض، ويقدر عدد هذه الحجرات بـ 300 حجرة، والحجرات السفلية بها ضريح الملك وأحزمة التماسيح المقدسة، ولم يتبقى من هذا الأثر حتى الآن إلا بعض آثار أعمدة الطابق العلوي ولم يكشف عن الطابق السفلى بعد.

#### مقبرة الأميرة نفرو بتاح
تقع قبل هرم هوارة بحوالي 1.5 كم على ترعة بحر يوسف، وهى مقبرة مبنية من الحجر الجيري. يوجد بها تابوت من الجرانيت تم نقله إلى هيئة الآثار، وقد عثر بهذه المقبرة على مائدة وقرابين وثلاثة أواني من الفضة الخالصة، وقلادة قيمة للأميرة نفرو بتاح ابنة الملك إمنمحات الثالث.

#### هرم اللاهون

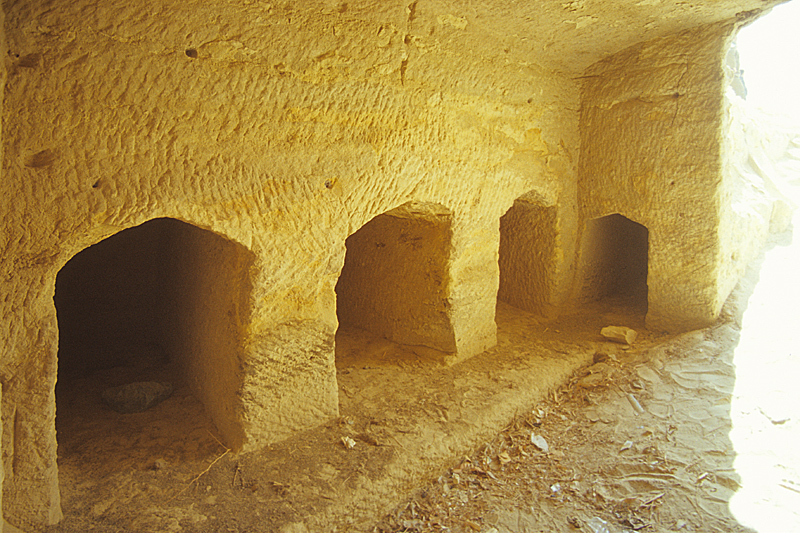
مقابر اللاهون

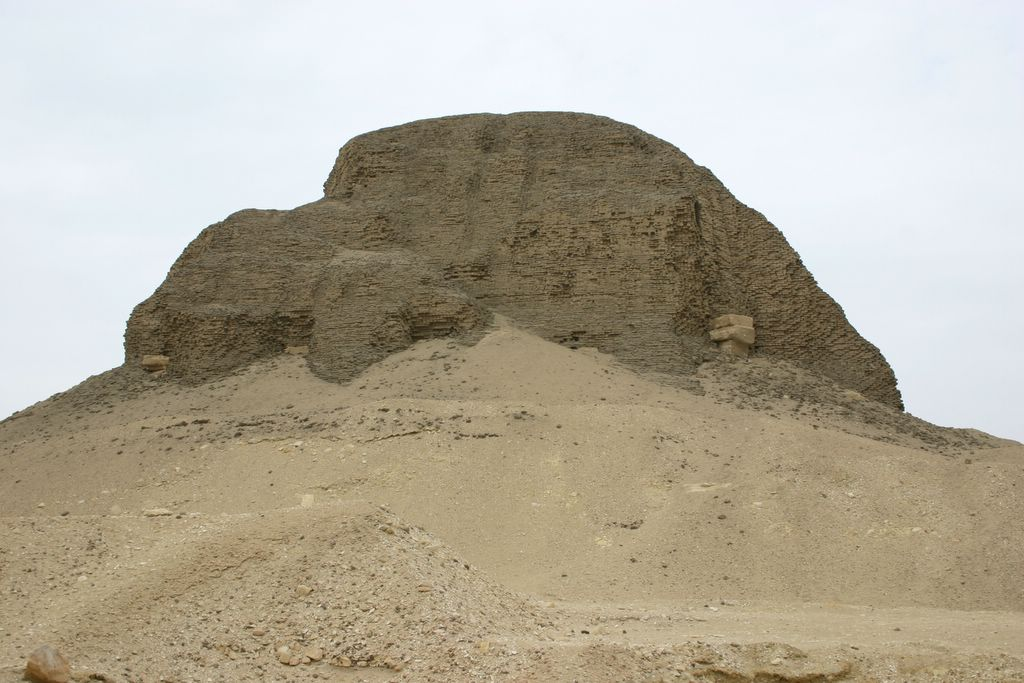
هرم اللاهون

هو أحد الأهرام المصرية القديمة. بناه الملك سنوسرت الثاني من الأسرة الثانية عشر ويبعد عن مدينة الفيوم 22 كم. بني من الطوب اللبن وكان مكسو بالحجر الجيري ويبلغ ارتفاعه 48 متر وطول قاعدته 106 متر. يقع مدخله في الجانب الجنوبي وكان مبنى فوق ربوة عالية ارتفاعها 12 متراً. فتح الهرم بمعرفة العالم الإنجليزي فلندرز بيتري عام 1889 وعثر بداخله على الصل الذهبي الوحيد الذي كان يوضع فوق التاج الملكي والذي نقل إلى المتحف المصري. بجوار الهرم تم الكشف عن مقبرة الأميرة سات حاتحور والتي نقلت كنوزها إلى المتحف المصري أيضاً.
- جبانة اللاهون: تقع الجبانة على مقربة من هرم اللاهون وتضم مقبرة مهندس الهرم «إنبي» وفي الجنوب 9 مصاطب كانت مقابر لأفراد الأسرة المالكة من بينها مقبرة سات حتحورات أيونت.[12][24]
- مدينة عمال اللاهون: تقع حول هرم اللاهون وترجع أهميتها في أنها أقدم المدن المصرية القديمة الواضحة المعالم.[12][24]
- مقبرة مكت: هي مقبرة في منطقة اللاهون لشخص يدعى مكت من الأسرة الثانية عشر.[12][24]

#### أخرى

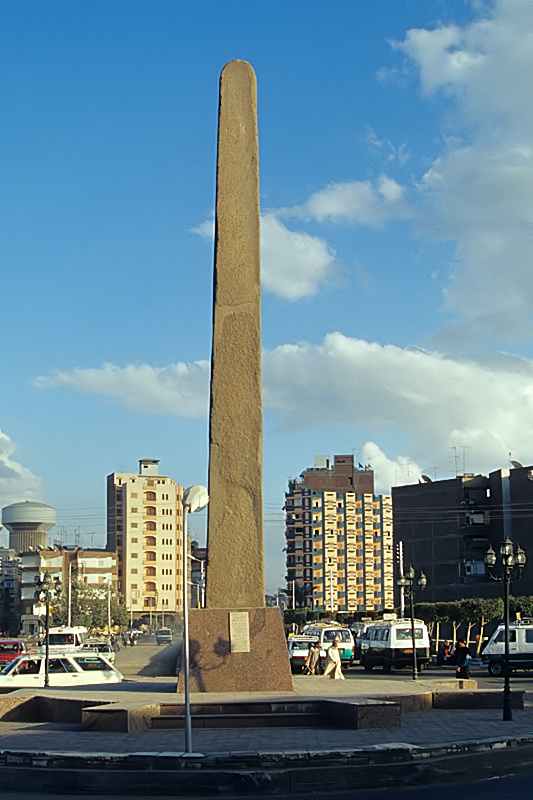
مسلة سنوسرت

- منطقة جرزة: عثر بها على جبانة تمثل الطور الأخير لعصر ما قبل الأسرات.[12][24]
- منطقة طرخان: يعود تاريخها إلى عهد الأسرتين الأولى والثانية، حيث عثر بها على جبانة تخص الأسرتين، ومصطبة كبيرة من عهد الأسرة الأولى لها واجهة من الطوب اللبن، ومقابر صغيرة من عصر الأسرة الأولى.[12][24]
- هرم سيلا: يعود تاريخ إنشاء الهرم إلى عهد الأسرة الثالثة وهو مبنى على مرتفع وله شكل مدرج ويقع على الحافة الشرقية لمنخفض الفيوم مواجهاً لقرية الروبيات شرق الفيوم.[12][24]
- قصر الصاغة: يقع قصر الصاغة على بعد 8 كم شمال بحيرة قارون وهو مبنى من الحجر الجيري والرملي ويضم سبع مقصورات، وتبلغ مساحته حوالي 180 متراً، ويقع في الجنوب منه جبانة من عصر الدولة الوسطى.[12][24]
- مسلة سنوسرت: هي مسلة من الجرانيت ارتفاعها 13 متر وقمتها مستديرة وبها ثقب لتثبيت تاج أو تمثال الملك. أقامها الملك سنوسرت الأول من ملوك الأسرة الثانية عشر تخليداً لذكرى بدء تحويل أرض الفيوم إلى أرض زراعية. نقلت المسلة من مكانها الأصلي بقرية أبجيج إلى موقعها الحال بمدخل مدينه الفيوم عام 1972.[12][24]
- قاعدتا تمثالا إمنمحات الثاني: هما قاعدتين مبنيتين من الحجر الجيري تقعا بقرية بهمو على بعد 7 كم من مدينة الفيوم. أقامهما الملك إمنمحات الثاني كقاعدتين منحوتتين في الكوارتز لتمثالين كبيرين له ولزوجته ليطلا على بحيرة موريس القديمة «بحيرة قارون»، وكان يبلغ ارتفاع التمثالين 30 متراً ويبلغ ارتفاع كل قاعدة 4 أمتار.[12][24]

### الآثار الرومانية واليونانية

#### قصر قارون «ديونسياس»
يقع على الطرف الجنوبي الغربي لبحيرة قارون على بعد 50 كم من مدينة الفيوم، ولا يزال محتفظاً بجميع تفاصيله وشكله العام ويزين مدخله قرص الشمس كما تزين مداخله رسوم بارزة. يعد القصر من بقايا مدينة ديونسياس التي تأسست في القرن الثالث، وازدهرت في العصر الروماني.

#### مدينة كرانيس
تقع بمنطقة كوم أوشيم حالياً على طريق الفيوم القاهرة الصحراوي على بعد 33 كم من الفيوم و109 كم من القاهرة. يرجع تاريخ المدينة إلى القرن الثالث قبل الميلاد، وتضم بقايا معبدين كانا مكرسين لعبادة الإله سوبك (التمساح) إله المنطقة، كما تضم حمام روماني ومجموعة من المنازل.

#### أم البريجات «تبتونس»
هي أطلال لمدينة تبتونس الرومانية. تقع على بعد 30 كم جنوب غرب الفيوم بالقرب من قرية قصر الباسل، وكانت قديماً تطل على شاطئ بحيرة موريس القديمة «بحيرة قارون» وكان بها معبد خلال عهد الأسرة الثانية عشر إلا أنها ازدهرت في العصر اليوناني وحالياً يوجد بها معبد وبقايا المدينة الرومانية.

#### مدينة ديمية السباع «سكنوبايوس»
هي عبارة عن آثار لأطلال مدينة يونانية قديمة تقع على بعد 3 كم شمال بحيرة قارون، كان يبدأ منها سير القوافل المتجهة إلى الجنوب وواحات الصحراء، وبها آثار معبد صغير من الحجر المربع ولا تزال أسوا حوائط المدينة قائم حتى الآن.

#### أخرى
- قلعة دقلاطيان: تعد بقايا القلعة من أطلال مدينة ديونسياس التي تأسست في القرن الثالث.[36][37]
- بطن إهريت: هي أطلال قرية شمال غرب الفيوم أنشئت في العصر البطلمي وعثر فيها على نقوش وبرديات.[36][37]
- مدينة أم الأتل «باكخياس»: أم الأتل هي أطلال مدينة باكخياس الرومانية القديمة وكانت مركزاً للوحي، وبها معبد مبنى بالطوب اللبن ومجموعه من المنازل، وتقع على بعد 8 كم شرق مدينة كرانيس.[36][37]
- مدينة فيلادلفيا: هي أطلال مدينة فيلادلفيا التي أنشئت في القرن الثالث قبل الميلاد، وذكرت البرديات اليونانية أنها كانت مركزاً للوحي للآلهة آمون وإيزيس وتضم آثار بعض الضيع اليونانية مثل أبولونيوس.[36][37]
- مدينتي ثيودلفيا وإيهمريا: هي آثار لأطلال مدينتين من المدن اليونانية القديمة بالفيوم.[36][37]

### الآثار الإسلامية

#### مسجد الأمير سليمان «المسجد المعلق»
شيده الأمير «سليمان بن جانم بن قصروه» - حاكم البهنساوية والفيوم - وافتتح في شهر رجب سنة 966هـ/1560م في أوائل العصر العثماني. يقع المسجد وسط مدينة الفيوم وعرف باسم «المعلق» لارتفاعه عن سطح الأرض حيث بني على ربوة عالية بالإضافة إلى وجود حوانيت أو دكاكين أسفله كان يخصص ريعها للإنفاق على صيانة المسجد والحفاظ عليه. يطلق على المسجد أيضاً «أزهر الفيوم» نظراً للتشابه الكبير في شكل الصحن الداخلي بينه وبين الجامع الأزهر.

#### مسجد خوند أصلباي «مسجد قايتباي»
بني المسجد في العصر المملوكي عام 1476 على يد «خوند أصلباي» زوجة السلطان قايتباي في زمن سلطنة ابنها السلطان الناصر محمد بن قايتباي. يقع المسجد في أقصى الطرف الشمالي للقسم الغربي من مدينة الفيوم على ضفاف ترعة بحر يوسف. ومن معالم المسجد الأثرية دكة المقرئ والباب والمنبر الذي يمكن فكه وتركيبه والمطعم بسن الفيل الذي استورد خصيصاً له من الصومال.

#### مسجد الروبي
شيد المسجد السلطان برقوق عام 893 هـ تكريماً للشيخ علي الروبي الذي عاش في الفيوم ويمتد نسبه إلى العباس عم الرسول «صلى الله عليه وسلم». يقع المسجد بشارع الصوفي وبنيت قبته من الطوب اللبن كما بنيت مئذنته على طراز إحدى مآذن الجامع الأزهر. وجدد المسجد في عهد الأمير عبد الرحمن كتخدا سنة 1120 هـ/1780م.

#### أخرى
- قنطرة اللاهون «قنطرة بيبرس»: شيد الظاهر بيبرس قنطرة اللاهون من الحجر الصلب عند مدخل بحر يوسف لتقليل اندفاع تيار مياه بحر يوسف، وهي مكونة من قنطرتين منفصلتين، يبلغ طول واجهتها 21 متراً، وتم ترميمها في عهد السلطان الغوري الذي زار الفيوم عام 1512.[40]
- قنطرة خوند أصلباي: يعود تاريخ تشييد القنطرة إلى القرن التاسع الهجري، وشيدتها خوند أصلباي زوجة السلطان قايتباي عام 1894، ويعرفها العامة بقنطرة باب الوداع.[40]
- وكالة المغاربة: تقع وكالة المغاربة بشارع القصبة «سوق القنطرة» بمدينة الفيوم، وهي ذات بوابات خشبية وصحن أوسط به دكاكين، ويعلوها خان للتجار المغاربة وتعتبر مركز الفيوم التجاري القديم.[40]

### الآثار القبطية

#### دير العزب «ديموشيه»

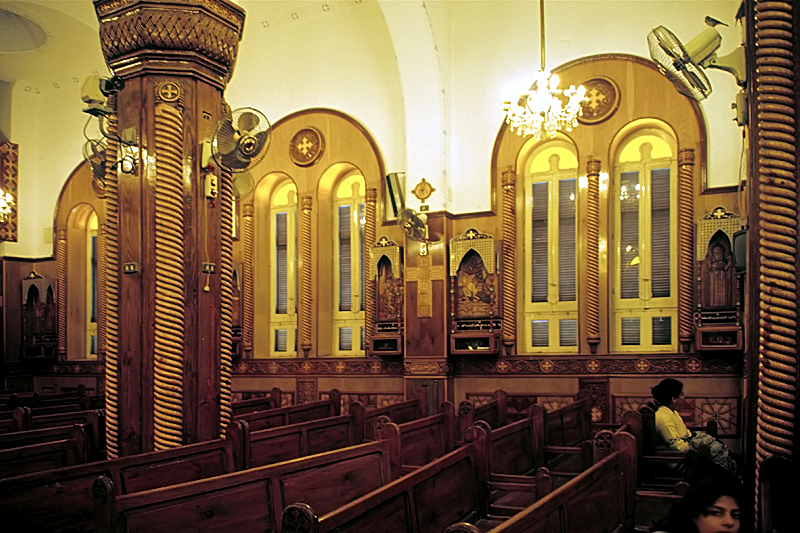
دير العزب من الداخل

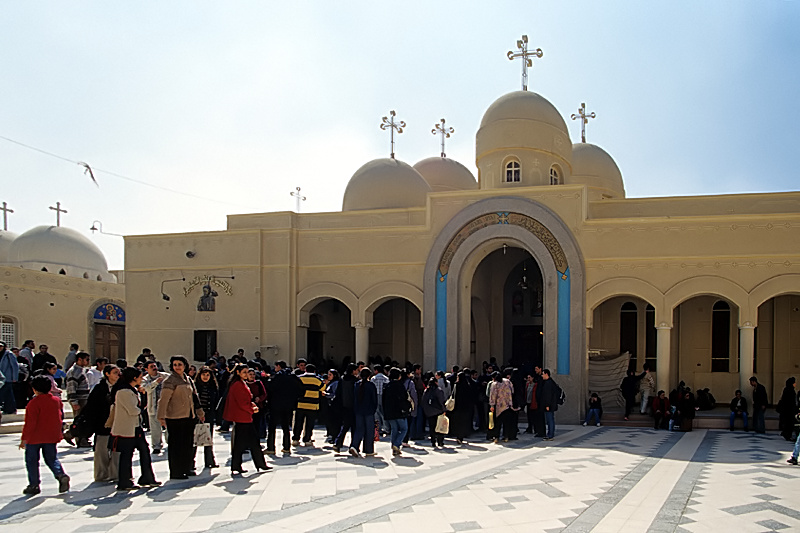
دير العزب من الخارج

يعود تاريخ الدير إلى العصر الروماني. يقع بقرية العزب على بعد 5 كم جنوب الفيوم. عرف باسم دير السيدة العذراء مريم والشهيد أبو سيفين وسمي بدير القديس الأنبا إبرآم لوجود جسد القديس الأنبا إبرآم فيه. يضم الدير كنيسة قديمة وكنيسة حديثة ومزار للأنبا إبرآم ومتحفاً للكنيسة، وقد تبقى من هذا الدير كنيسة أثرية قديمة في الركن الجنوبي الشرقي من الفناء تعرف باسم كنيسة السيدة العذراء. يضم الدير خمسة كنائس هي (كنيسة السيدة العذراء، كنيسة الأنبا بيشوي، كنيسة الشهيد أبو سيفين، كنيسة الأنبا صموئيل، كنيسة الأنبا إبرآم)، كما يضم أماكن للخلوات ومكتبة وحديقة وبيت للمكرسات ومبنى للخدمات والمؤتمرات. يضم الدير أيضاً أجزاء من رفات الشهداء والقديسين منهم (القديس يوحنا المعمدان، القديس مارمرقس الرسول، القديس أبو سيفين، القديس الشهيد مارجرجس الروماني، القديسة دميانة، القديس مارمينا العجايبي، القديس سمعان الدباغ، القديس مارجرجس المزاحم، القديس ميخائيل البحيري المحرقي تلميذ الأنبا إبرآم، القديس صليب الجديد، الأنبا أبللو تلميذ القديس الأنبا صموئيل المعترف، القديس القمص ميخائيل الطوخي، الشهيدة بربارا، والشهيد يوحنا الهرقلي، القمص عبد المسيح المناهري، أجزاء من رفات شهداء الفيوم، شهداء إخميم، الشهداء الخمسة، قديسين السيدة العذراء بالمعادي، تلميذ القديس توماس السائح، القديس سيدهم).

#### دير الملاك «غبريال»
يقع على بعد 16 كم جنوب شرق مدينة الفيوم بجبل النقلون مركز إطسا ويمكن الوصول إليه عن طريق قرية العزب. يعود تاريخ الدير إلى القرن الثالث الميلادي، ويعرف باسم دير أبي خشبة، وقد تم الكشف عن المغارات التي كان يلجأ إليها المسيحيون الأوائل في فترة الاضطهاد الروماني للمسيحية. بدأت حياة الرهبنة في الدير في القرن الرابع وهو ما يؤيده وجود مخطوطات تحوى قوانين رهبانية أرسلها الأنبا أنطونيوس لرهبان الدير، وهو يعتبر الدير الوحيد في مصر الذي يحمل اسم الملاك غبريال أو جبرائيل وقد دامت فيه الرهبنة حتى القرن الثامن عشر، وعاش الأنبا صموئيل المعترف في المغارات القريبة منه 35 عاماً.

### المتاحف

#### متحف كوم أوشيم «كرانيس»
يقع متحف كوم أوشيم عند مدخل مدينة كرانيس الأثرية، ويعتبر المتحف الأثري الوحيد بالمحافظة. أنشئ عام 1974، وتم زيادة مساحته في عام 1993، حيث الحق به دوراً علوياً، وفي عام 2006 أغلق لمدة عشر سنوات، وافتتح مرة أخرى في 3 نوفمبر 2016 بعد أن تم الانتهاء من ترميمه وتطويره وإعادة تأهيله بتكلفة بلغت 650 ألف جنيهاً، شملت تطوير المبنى وأنظمة التأمين والكاميرات. يحتوي المتحف على 320 قطعة أثرية، يحكي من خلالها سيناريو العرض المتحفي تاريخ محافظة الفيوم، وعادات وتقاليد قاطنيها، منذ أقدم العصور، وكذلك الفكر الديني الذي اعتنقه أهل المحافظة على مر العصور.

#### متحف الكاريكاتير
هو أول متحف لفن الكاريكاتير بالشرق الأوسط، ويقع بقرية تونس المطلة على بحيرة قارون، ويعد قبلة لمحبي الفن الساخر وفناني هذا المجال. يضم المتحف حوالي 350 لوحة كاريكاتيرية من بداية القرن العشرين حتى الوقت الحاضر، بمشاركة أربعين فناناً منهم أحمد طوغان، جورج البهجوري، صاروخان، مصطفى حسين، ومعظم اللوحات أصلية سوى بعض اللوحات القليلة المأخوذة من صحف ومجلات، وتعود أقدم رسومات المجموعة لعام 1927. تأسيس المتحف عام 2009 على يد الفنان التشكيلي محمد عبلة بمجهود شخصي.

### معالم أخرى

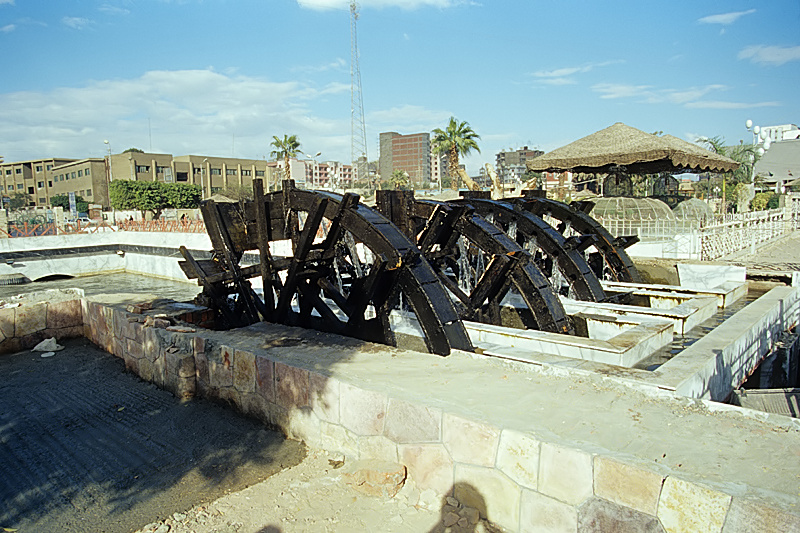
سواقي الفيوم

#### سواقي الهدير
تشتهر الفيوم بنصاعة سواقي الهدير التي تدار بقوة دفع المياه وتستخدم في نقل المياه من منسوب أدنى إلى منسوب أعلى دون وجود دواب أو آلات. وبالمحافظة أكثر من 200 ساقية موزعة في جميع أنحائها، ويعد أشهرها السواقي الأربع الموجودة في ميدان شهير بمدينة الفيوم. يعود تصنيع سواقي الهدير بالفيوم إلى ما يربو على الألفي عام، حيث ابتكرت في العصر البطلمي بعد أن اتجه المصري القديم إلى الزراعة في الفيوم ذات الطبيعة الخاصة فهي عبارة عن منحدرات تبدأ في الجنوب عن ارتفاع 26 متراً فوق سطح البحر، وتنتهي بارتفاع 44 متراً تحت سطح البحر شمال المحافظة عند شواطئ بحيرة قارون، ولحاجة الفلاح القديم لري أراضيه من منسوب أدنى إلى منسوب أعلى كان عليه أن يفكر في وسيلة لرفع الماء إلى الأرض الزراعية.

#### حديقة حيوان الفيوم
أنشئت الحديقة في عام 1984، وتعد قبلة لأهل المحافظة خصوصاً في الأعياد والعطلات. تضم الحديقة مجموعة متنوعة من الحيوانات والطيور منها الأسد، غزال دوركاس، تمساح النيل، إوز صيني، بجع أبيض، ضأن بربري، ماعز بري، لاما، تيل أحمر، طاووس هندي، مها أبو حراب، دجاج وادي غرب أفريقيا، فرس النهر، فرس قزم.

#### حدائق عين السيليين
تقع الحدائق في منتصف المسافة بين مدينة الفيوم التي تبعد عنها مسافة 8 كم وبحيرة قارون التي بعد عنها مسافة 13 كم. وتعتبر من أشهر مناطق الجذب السياحي بالفيوم حيث تتمتع بالخضرة، والمدرجات الخضراء، وهدارات المياه والطاحونة القديمة، وينابيع الماء، وبها فنادق ومطاعم وأسواق للمنتجات التذكارية. وبمنطقة الحدائق تقع «عين السيليين» التي اتخذت منها الحدائق اسمها و«عين الشاعر»، وهي عيون مياه طبيعية توقفت عن ضخ المياه، وكانت مقصداً لتصوير الأعمال السينمائية والتليفزيونية.

## الثقافة

### العمارة

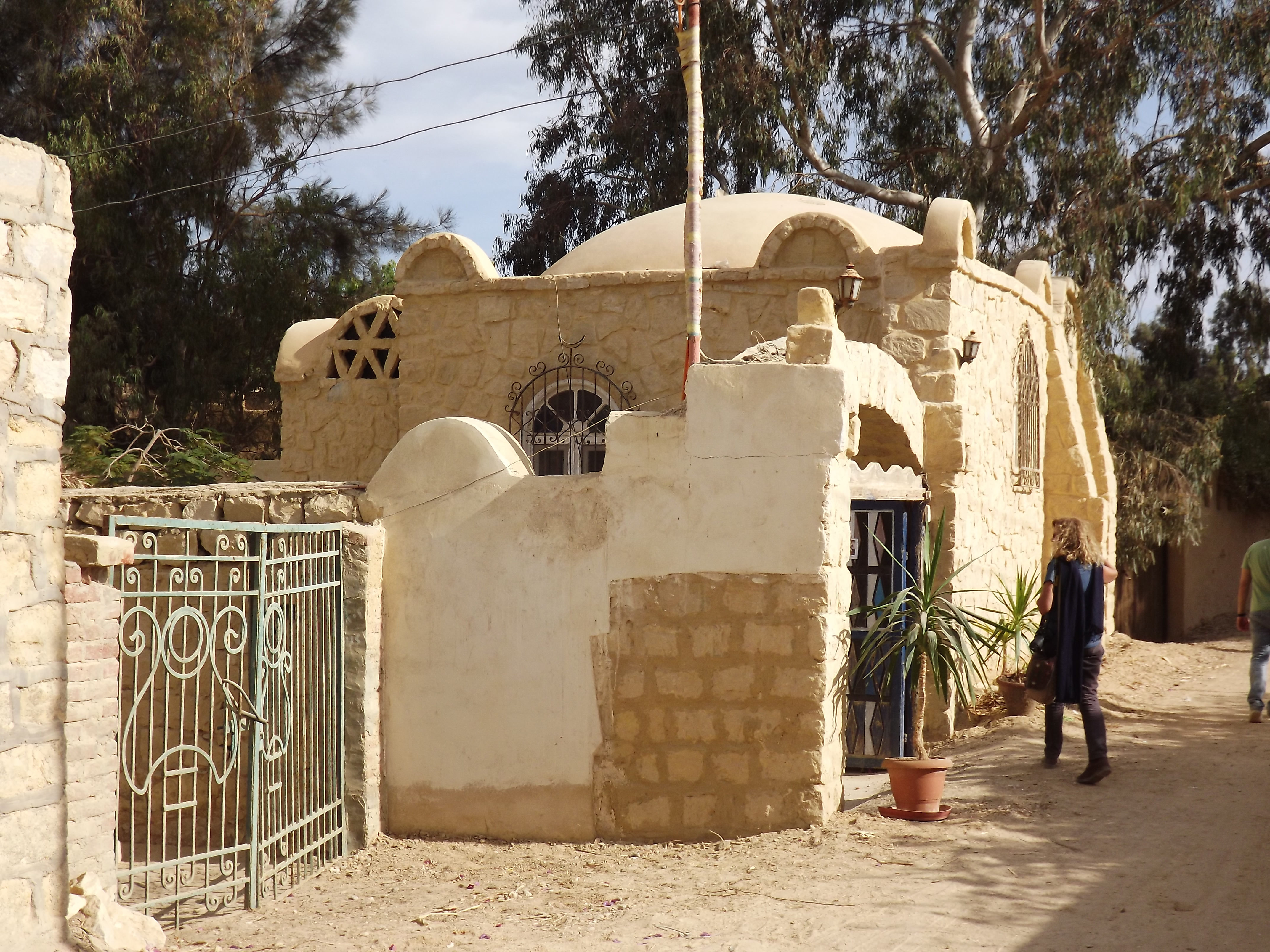
منزل بقرية تونس

لقرى الفيوم طابع معماري متميز خاصة المصممة منها من الطين والقباب، وتظهر تلك التصميمات بوضوح في قرية تونس التي تقع شرق مدينة الفيوم على بعد 55 كم بمركز يوسف الصديق، حيث تضم منازل على نفس النهج المعماري للفنان المعماري العالمي حسن فتحي، الذي يتميز بناؤه بأنه من الطين والقباب، مما يسمح له بأن يظل بارداً طوال الصيف دافئاً خلال الشتاء، وروعي في تصميمها شكل الطابع الريفي البسيط الذي يجمع روعة التصميم، والطلاء والنقوش المعبر عن كل العصور التي عرفتها الحضارة المصرية وتكوينه الذي يرتفع عن سطح الأرض إلا بطابق واحد وفناؤه الداخلي الذي يحتضن غرف المنزل في خصوصية تضمن لساكنيه الرحابة والحياة المريحة إلى جانب منازل الفلاحين من أبناء القرية. ومن المعالم التي تميّزت بها الفيوم، «أبراج الحمام» التي بناها القدماء المصريون من الطين والفخار، وكانت تستخدم قديماً كمراكز للبريد الجوي.
تضم الفيوم عدة قصور أثرية تم تشييدها في القرنين الثامن والتاسع عشر، أهمهما قصر أنيسا ويصا، المشيد على الطراز المعماري الأوروبي ويرجع تاريخ بناءه لعام 1899. يشتمل القصر على 4 واجهات حرة تحيط بها حديقة ومشيد من الأخشاب على 3 طوابق، الأول للاستقبال والثاني لحجرات النوم والثالث لحجرات الخدم وتخزين المؤن إضافة إلى الطابق تحت الأرضي. ظل القصر محتفظا بقيمته المعمارية حتى عام 1997، حيث تحول بعدها إلى مقر للحزب الوطني، ثم خصصته محافظة الفيوم كفرع لمجلس الدولة. وثاني القصور التي لا زالت محتفظة بقيمتها المعمارية هو قصر الأميرة فوزية، الذي شيده الملك فاروق على شاطئ بحيرة قارون عام 1940، ليكون استراحة لشقيقته فوزية، وتحول بعدها إلى استراحة لمحافظي الفيوم، وتحول الآن إلى مبنى مهجور. فيما لا تزال بعض القصور المميز تحت الملكية الخاصة مثل قصرا عبد العزيز بك الجمال، وقصر حمد باشا الباسل، وقصر عبد القادر باشا الباسل، وقصر طنطاوي باشا.

### المهرجانات
تُنظم المحافظة عدداً من المهرجانات لأهداف مختلفة منها الفني والمجتمعي والثقافي والسياحي ومن تلك المهرجانات «مهرجان الفيوم القومي للثقافة»، «مهرجان قرية تونس الدولي للخزف والفخار والحرف اليدوية»، «مهرجان الفيوم الدولي لموسيقى الشعوب»، «المهرجان الإقليمي لنوادي المسرح»، «مهرجان الفيوم تقرأ»، «مهرجان الفيوم الدولي لسينما الشباب»، «مهرجان الفيوم للخيول العربية الأصلية»، «مهرجان متحدي الإعاقة»، «مهرجان الدراجات»، «مهرجان الاحتفال بتعامد الشمس على قدس الأقداس بمعبد قصر قارون».

### الفنون

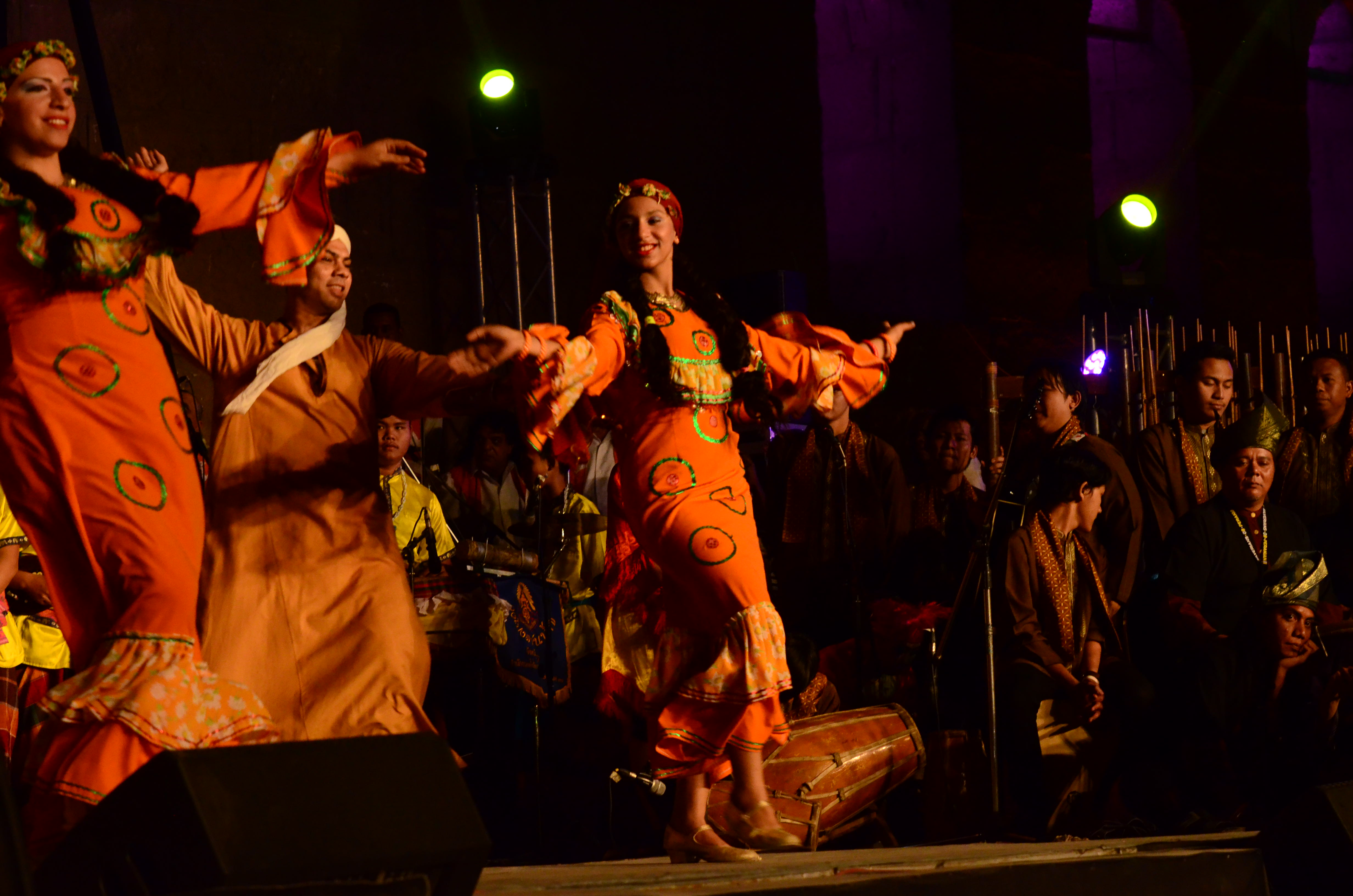
عرض للفنون الشعبية بالفيوم

يقوم على تنظيم ورعاية الأنشطة والورش الثقافية بالمحافظة قصر ثقافة الفيوم الذي أنشئ عام 1983 على مساحة 1900 متر²، وافتتح عام 2000. يرعى القصر أنشطة مكتبة الطفل، مكتبة الطلائع، المكتبة العامة، الفنون التشكيلية، الفرق الفنية المختلفة بما في ذلك «الموسيقى العربية - عرب الفيوم البدوية - الفنون الشعبية».

#### كتاب الفيوم
كتاب الفيوم هو عبارة عن كتاب مجمع من أوراق البردي التي تتميز بحالة جيدة حول تاريخ مصر القديمة في الفيوم تم تجميعها بواسطة متحف والترز للفنون في بلتيمور بمشاركة متحف مورجان في نيويورك لعرضها معاً لأول مرة منذ اكتشافها. تضم أوراق البردي مخطوطات بالحبر الأسود يرجع تاريخها إلى أكثر من ألفي عام تكشف وجها مختلفاً لمصر القديمة بعيداً عن التماثيل الفرعونية والمومياوات والأهرام، حيث تعرض صوراً لمئات الآلهة والأماكن المقدسة التي كانت موجودة في الفيوم ومنها صوراً نادرة للإله سوبك وهو على هيئة تمساح والذي يرمز للمياه وخصوبة التربة في الفيوم التي كانت تعد «سلة الغذاء» لمصر القديمة.

#### بورتريهات الفيوم
تعتبر بورتيرهات الفيوم أو وجوه الفيوم واحدة من أهم المكتشفات الأثرية بالقرن العشرين، حيث تعد حلقة الوصل الوحيدة بين فن التصوير قديماً، وفن العصور الوسطى، مما عظم من أهميتها التاريخية، علاوة على جمالها الفني. كما تعتبر البداية الحقيقية لعصر «الأيقونة القبطية»، ومحاولات رسم الشخصية بدلاً من الرمزية. وهي امتداد للفن الجنائزي المصري القديم، الذي كان يهتم بوضع صورة للمتوفى فوق المومياء حتى تتعرف عليها روح المتوفى، حيث كانت هذه اللوح تصنع في حياة الشخص وهذا هو السبب في ظهور مسحة الحزن فيها وكانت تصنع منها صورتان صورة توضع مع المتوفى وصورة تعلق في منزله، وهذا متواجد إلى الآن حيث توضع صورة المتوفى في قداس الأربعين بالكنيسة أثناء الصلاة ثم تعلق بعد ذلك في منزله.
يرجع تاريخ «بورتريهات الفيوم» إلى الفترة ما بين منتصف القرن الأول وحتى آخر القرن الرابع الميلادي. وعثر عليها عالم الآثار البريطاني فلندرز بيتري عام 1888 في الجبانة الرومانية في هوارة. خرجت اللوحات من مصر إلى أوروبا وحالياً هي مبعثرة بين قاعات المزايدات والمتاحف العالمية مثل المتحف البريطاني ومتحف اللوفر ومتحف برلين المصري وغيرها من المتاحف.

## الاقتصاد

### السياحة
تعد سياحة اليوم الواحد أحد الأنشطة الرئيسية للمحافظة حيث تمثل المقومات السياحية والبيئية والأثرية والمناخية للمنطقة عامل جذب فعال لأماكن مثل محمية وادي الريان وبحيرة قارون، والتي يمارس بها الوافدون رياضات التزحلق على الرمال والمظلات «البراشوت» الأرضية ورحلات المراكب في بحيرة قارون، بالإضافة إلى زيارة قرية تونس. ويقوم على رعاية تلك الأنشطة هيئة تنشيط السياحة بالمحافظة. كما ينظم مركز حضارة وتراث الفيوم بالتعاون مع كلية السياحة والفنادق بجامعة الفيوم ووزارة السياحة بعض البرامج لتشجيع السياحية بالمحافظة. كما تعد المنطقة قبلة لهواة صيد الطيور المهاجرة.

### الزراعة
تبلغ المساحة الزراعية بالمحافظة 434.6 ألف فدان وتشتهر بزراعة الفاكهة وعلى رأسها العنب والتين. كما يزرع بها جميع المحاصيل التقليدية وأشهرها القمح والقطن والأرز والذرة الشامية وبنجر السكر وعباد الشمس.:7

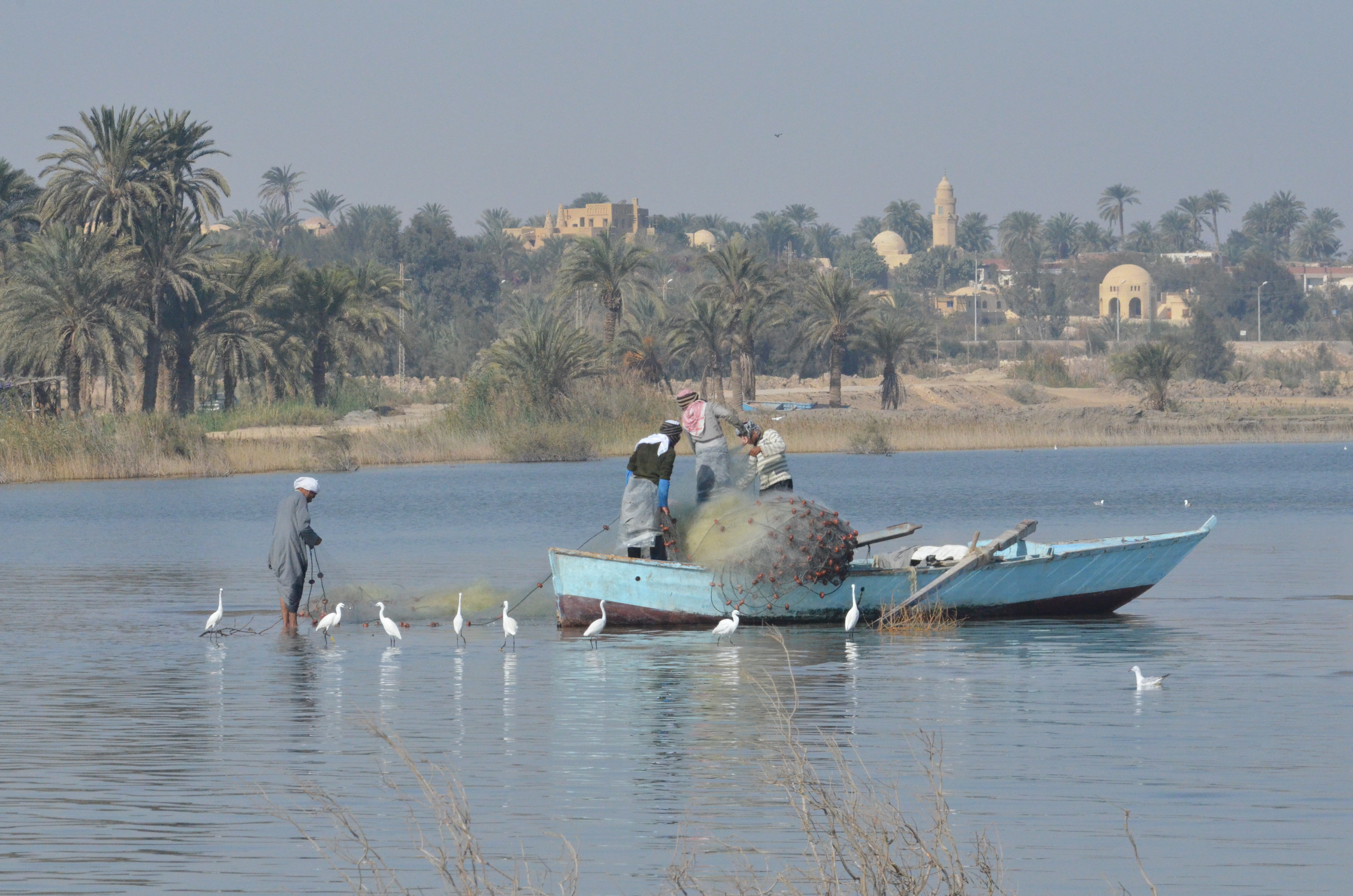
الصيد بقرية تونس

### المزارع السمكية
تمتلك محافظة الفيوم مساحة شاسعة من المسطحات المائية ممثلة في كل من بحيرة قارون ومسطحات الريان والتي تبلغ مساحتهما معاً حوالى 90 ألف فدان وتمثلان مصدراً هاماً من المصادر الرئيسية للثروة السمكية في مصر. بالإضافة إلى المزارع السمكية الأهلية التي تستغل الأراضي البور الغير صالحه للزراعة، وبدأت تلك المشاريع بعدد 2 مزرعة مساحتهما 19 فدان عام 1984 إلى أن بلغ عددها 209 بمساحة تقديرية 2496.15 فدان حتى نهاية عام 2010 موزعة ما بين مزارع سمكية وأقفاص سمكية ومرابي طبيعية. وذلك تحت إشراف الهيئة العامة لتنمية الثروة السمكية.

### البترول
تقود أعمال الكشف عن زيت البترول الخام بالمحافظة شركة قارون للبترول التي تقوم بالشراكة مع الشركات الأجنبية وتحت إشراف الهيئة المصرية العامة للبترول باستخراج البترول من عدة آبار داخل حقول متفرقة في جهات متعددة من أنحاء المحافظة، لعل أشهرها مناطق وادي الريان وبحيرة قارون وقرية سيلا. وتتم عمليات الحفر بتلك المناطق بأسلوب اقتصادي لا يحتاج إلى معدات ثقيلة أو مساحات كبيرة، مع مراعاة الاشتراطات البيئية.

### الصناعة

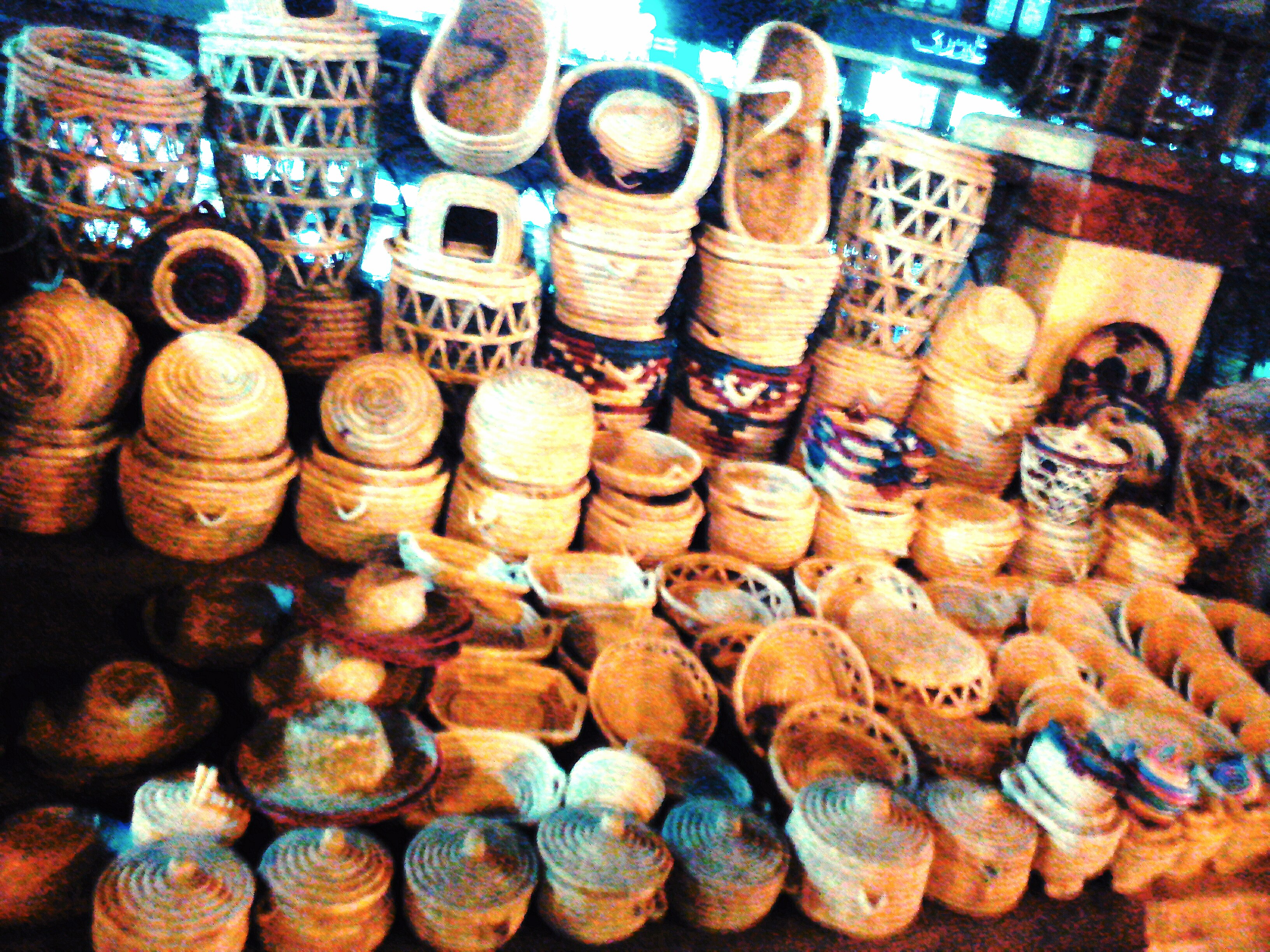
بعض المصنوعات اليدوية بالمحافظة

في الفيوم منطقتين صناعيتين هما مدينة الفتح الصناعية بكوم أوشيم وتقع على مساحة 1102 فدان، والثانية بنقطة قوتة وتقع على مساحة 2000 فدان، وتضم المنطقتين عدة مشروعات تعمل في إنتاج زيت عباد الشمس والسيراميك والثلاجات وصناعة المسامير والبويات. وذلك بالإضافة إلى وجود صناعات تعمل خارج المناطق الصناعية في مجالات غزل القطن وتصنيع الأعلاف والخزف والفخار وسكر البنجر وصناعات الكليم والسجاد.:7

#### الحرف اليدوية
تعد الحرف اليدوية بالمحافظة أحد مصادر الدخل الهامة لمواطنيها وعلى رأسها (صناعة السجاد اليدوي، صناعة السلال والدوبار، صناعة تجفيف المواد الغذائية) وشجعت الدولة تلك الصناعة بإنشاء المركز الحرفي أو مركز الحرف اليدوية بعين السيليين بتكلفة إجمالية بلغت 3360000 جنيه. يهدف المركز إلى عرض وإحياء المنتجات اليدوية المحلية وإحياء الحرف التقليدية وإتاحة الفرصة للحرفيين لتطوير ورشهم وزيادة دخل الأسر العاملة بتلك الحرف.

## البنية التحتية

شعار جامعة الفيوم

### التعليم
تضم المحافظة منشآت تعليمية لجميع المراحل التعليمية سواء الابتدائي أو الإعدادي أو الثانوي أو الجامعي. وتتنوع المنشآت الخاصة بالتعليم ما قبل الجامعي ما بين حكومية (حكومية عربي/رسمية عربي/رسمية للغات/رسمية متميزة للغات)، خاصة (عربي/لغات)، وأزهرية. أما التعليم الثانوي فيمتد لمدة 3 سنوات ما بين أنظمة العام والخدمات والتعليم الفني/المهني الذي تتوزع مدارسه ما بين (زراعي/تجاري/صناعي) بجانب وجود نظام الخمس سنوات للتعليم الصناعي. وبالنسبة للتعليم الجامعي فيقع بالمحافظة جامعة الفيوم التي أنشئت أول كلياتها في عام 1975 وكانت تتبع وقتها جامعة القاهرة، وفي عام 1983 صدر قرار جمهوري باعتبار فرع الجامعة بالفيوم فرعاً مستقلاً لجامعة القاهرة، وذلك حتى عام 2005 حين صدر قرار جمهوري بإنشاء جامعة الفيوم، والتي تضم حالياً 16 كلية بالإضافة إلى معهد التمريض ومعهد دول حوض النيل.

### الصحة
تضم المحافظة مجموعة متنوعة من مستشفيات القطاع الخاص والمستشفيات العامة والمركزية والتخصصية والتعليمية والوحدات الصحية القروية ووحدات تنظيم الأسرة منها مستشفى الفيوم العام، مستشفى الفيوم الجامعي، مستشفى الصدر، مستشفى إطسا المركزي، مستشفى سنورس المركزي، مستشفى أبشواي المركزي، مستشفى طامية المركزي.

### الرياضة
يقع بالمحافظة عدة منشآت رياضية لخدمة أبنائها تتنوع ما بين مراكز الشباب والأندية الرياضية التي تشارك في البطولات الرياضية المختلفة وعلى رأسها كرة القدم ومنها نادي مصر للمقاصة الذي يشارك بالدوري المصري الممتاز، نادي محافظة الفيوم الرياضي، نادي منية الحيط، نادي مطرطارس، نادي شباب ناصر، نادي الشواشنة، نادي شباب إطسا، نادي السلام الوطني، نادي كفر محفوظ الرياضي، نادي السيليين الرياضي، نادي أبوكساه الرياضي، نادي النصر بطامية، نادي العبور، نادي أهلي الغرق، نادي وطني الغرق، نادي الهلال الرياضي، نادي الشبان المسلمين، نادي الفرسان الرياضي، نادي أبشواي الرياضي، نادي متحدي الإعاقة، نادي اليرموك، نادي نطون الرياضي، نادي السرسناوي الرياضي، نادي قلمشاه الرياضي. ويبقى استاد الفيوم الرياضي هو المنشأة المجهزة لاستقبال الأحداث الرياضية الدولية.

### الفنادق
نظراً لطبيعة المحافظة السياحية أنشئت بها عدة فنادق ومنتجعات لخدمة زائريها ومنها هلنان أوبرج الفيوم، أواسيس ريزورت، منتجع وسبا لازيب إن، فندق القوات المسلحة، فندق بانوراما الفيوم، فندق ليالي العرب، زاد المسافر.

### النقل والمواصلات
يربط الفيوم بالعاصمة المصرية القاهرة طريق «القاهرة/الفيوم الصحراوي»، ويربطها مع المدن المجاورة طريق «الفيوم/بني سويف»، كما يجري إنشاء طريق جديد بين المحافظتين بطول 28 كم. ويجري العمل حالياً على مشروع إنشاء طريق «جنوب الفيوم/الواحات» بطول 125 كم بهدف تخفيف الأحمال المرورية عن طريق «القاهرة /الفيوم الصحراوي»، كما يخدم مناطق المحميات الطبيعية غرب الفيوم (وادي الريان - وادي الحيتان) وصولاً إلى الواحات.

## أعلام المحافظة
- إبراهيم بن موسى الفيومي، شيخ الأزهر الأسبق.[86]
- حمد باشا الباسل، أحد أبرز زعماء حزب الوفد وأحد الزعماء المشاركين بثورة 1919.[87]
- صوفي أبو طالب، رئيس مجلس الشعب الأسبق وشغل منصب رئيس مؤقت لجمهورية مصر العربية.[88]
- علي والي، وزير البترول الأسبق.[89]
- يوسف والي، وزير الزراعة الأسبق.[14]
- أحمد والي، سفير مصر بالدنمارك الأسبق.[14]
- زكريا أحمد، موسيقي وملحن.[90]
- يوسف وهبي، فنان وممثل.[91]
- مريم فخر الدين، فنانة وممثلة.[92]
- نجلاء فتحي، فنانة وممثلة.[93]
- سيد عبد الحفيظ، لاعب كرة قدم سابق بالنادي الأهلي المصري.[94]
- سيد معوض، لاعب كرة قدم سابق بالنادي الأهلي المصري.[95]
- محمد عبد الوهاب، لاعب كرة قدم سابق بالنادي الأهلي المصري.[85]
- أحمد صديق، لاعب كرة قدم سابق بالنادي الأهلي المصري.[96]
- السيد حمدي، لاعب كرة قدم سابق بالنادي الأهلي المصري.[97]
- صبري رحيل، لاعب كرة قدم سابق بنادي الزمالك وحالي بالنادي الأهلي المصري.[98]

## معرض صور

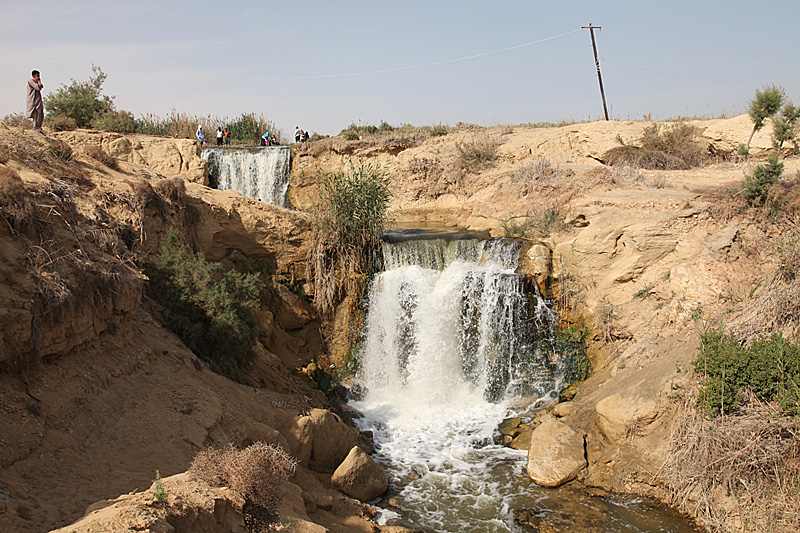
شلالات وادي الريان
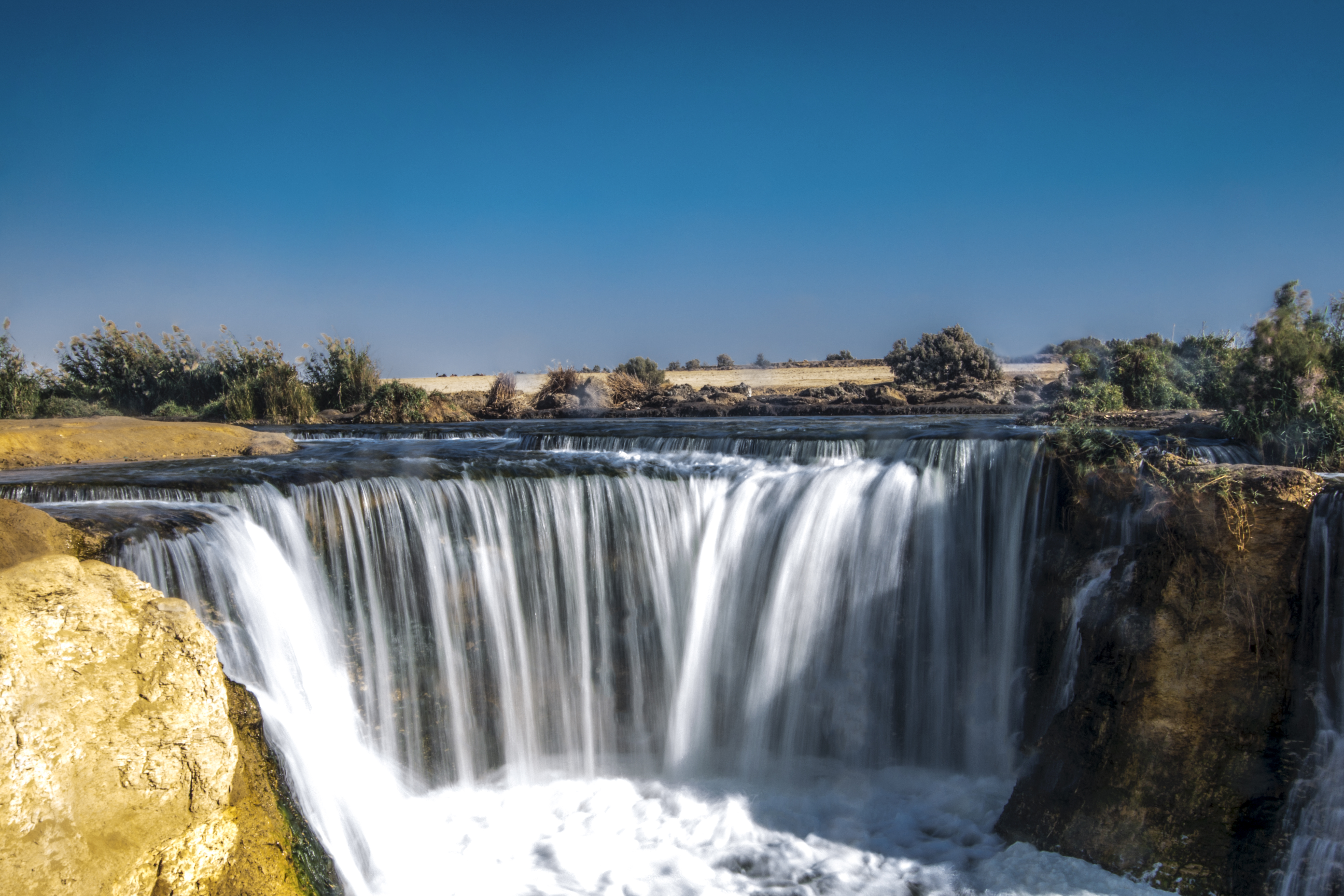
شلالات وادي الريان
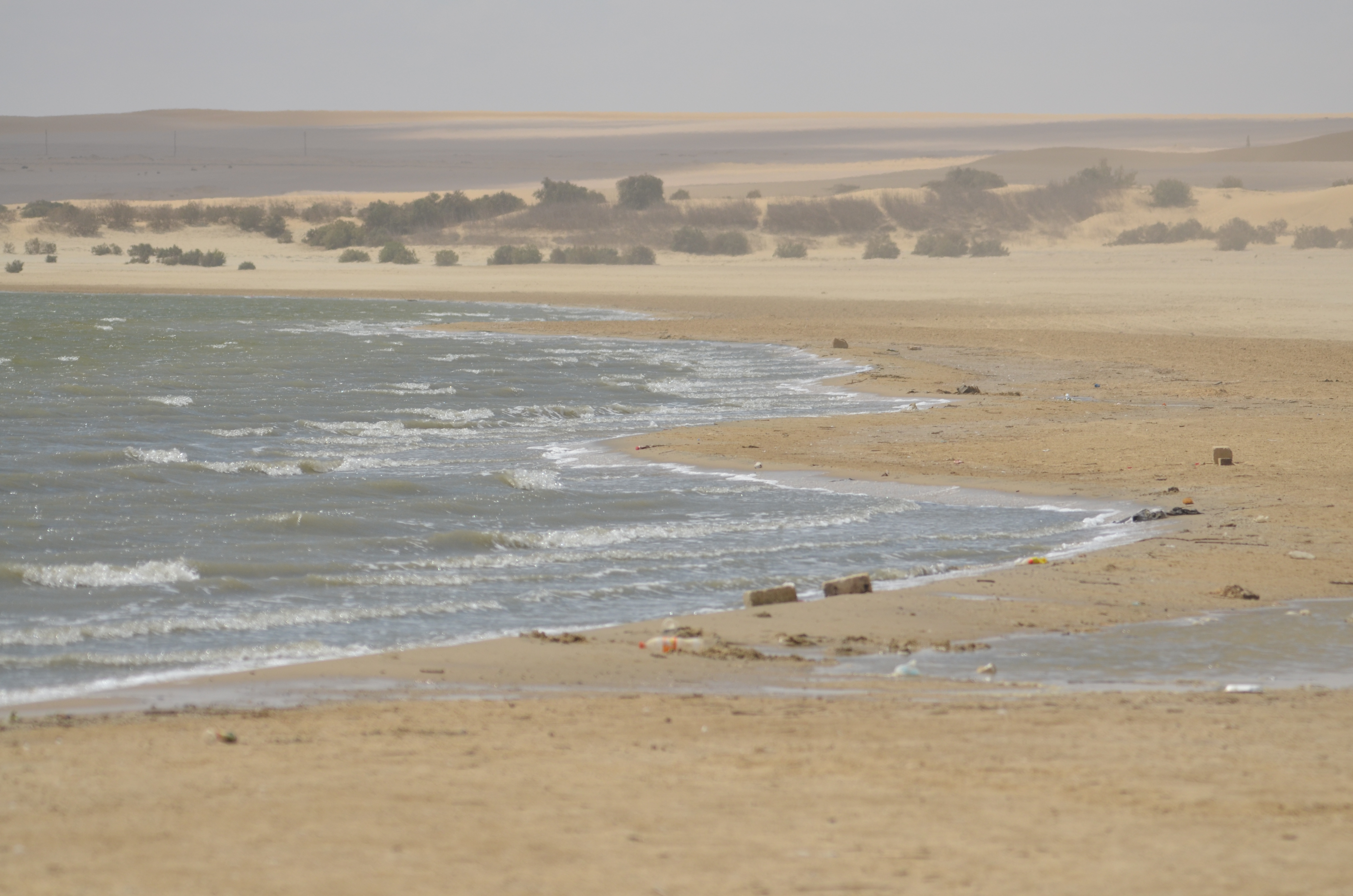
وادي الريان
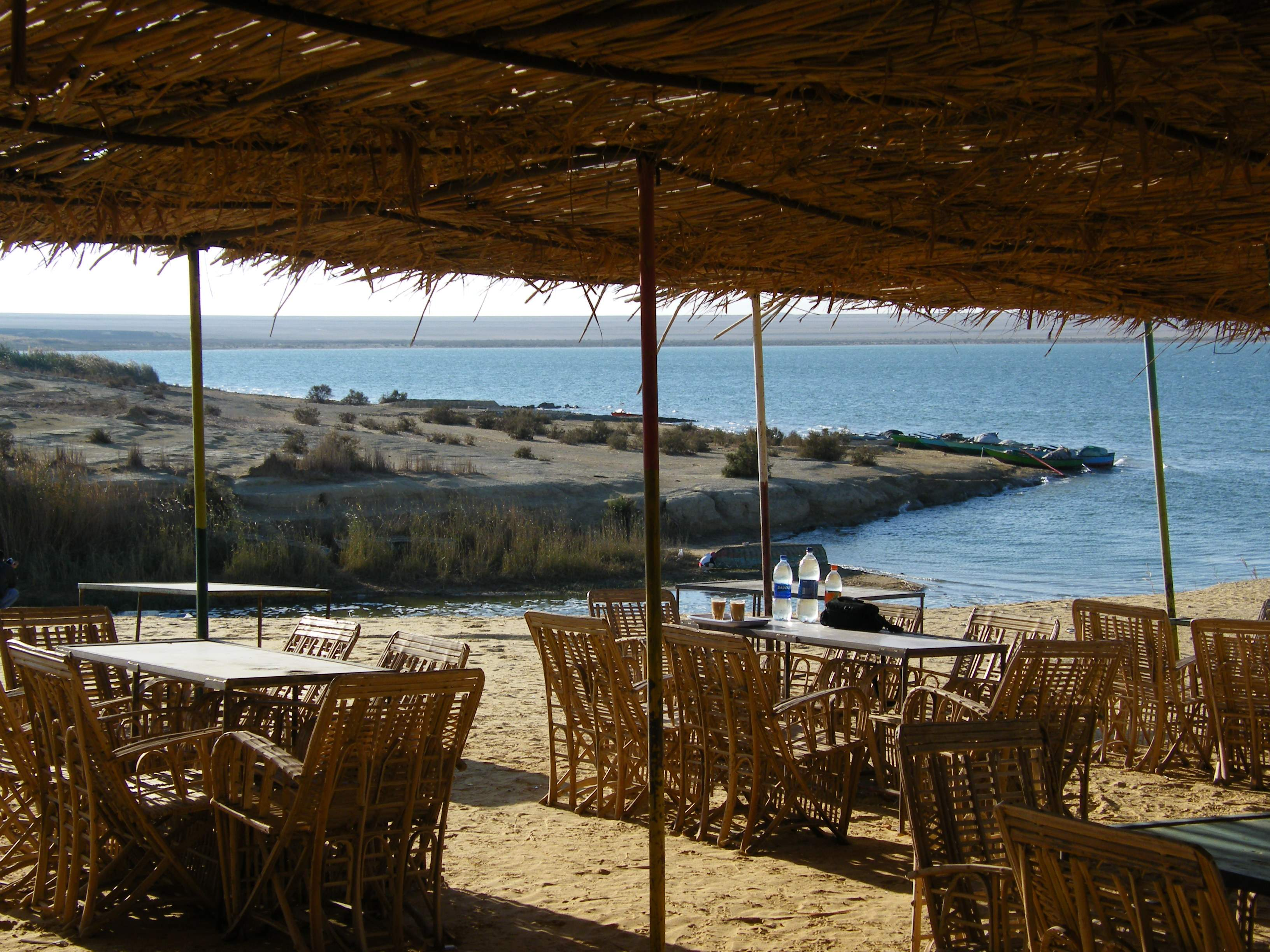
وادي الريان
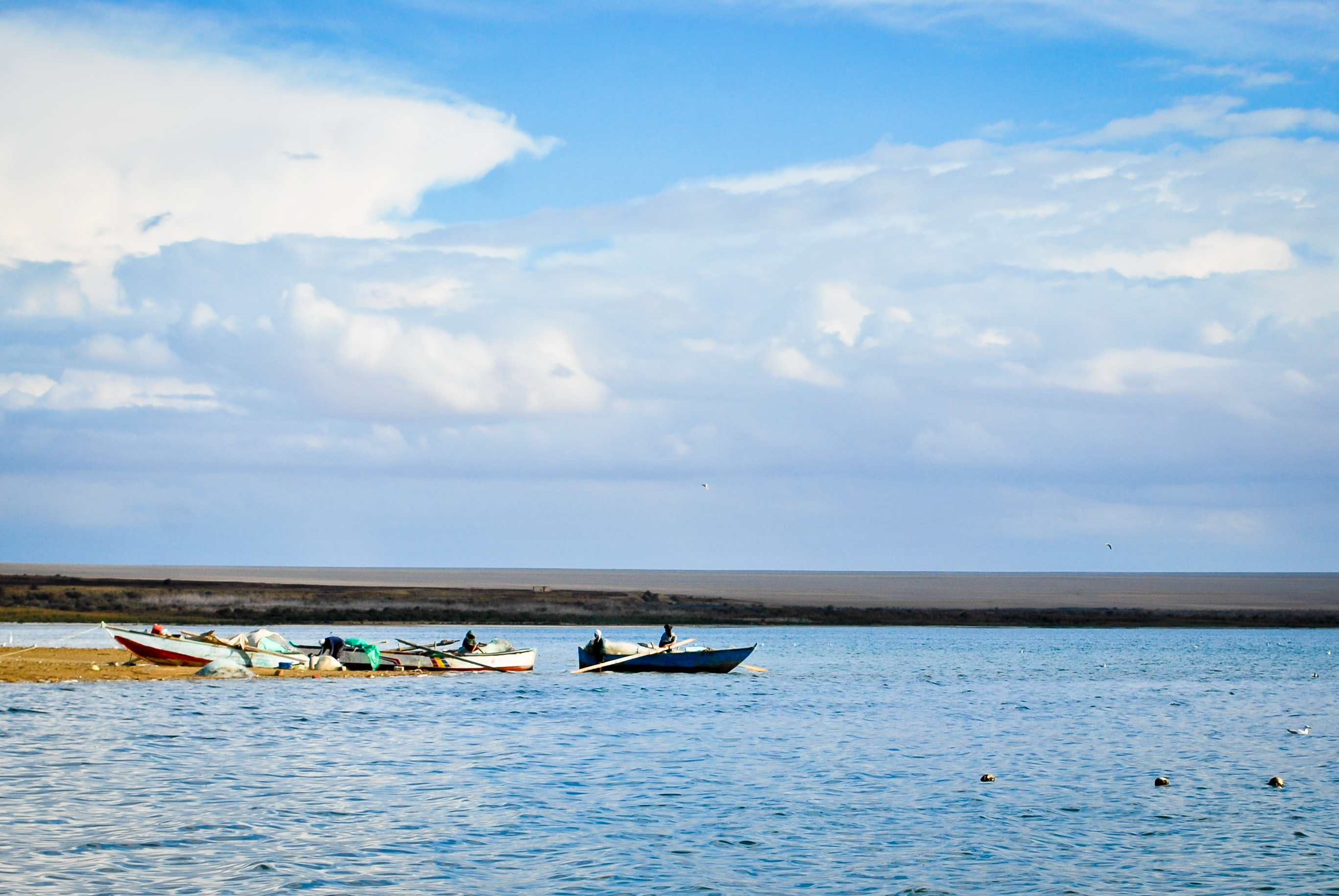
وادي الريان
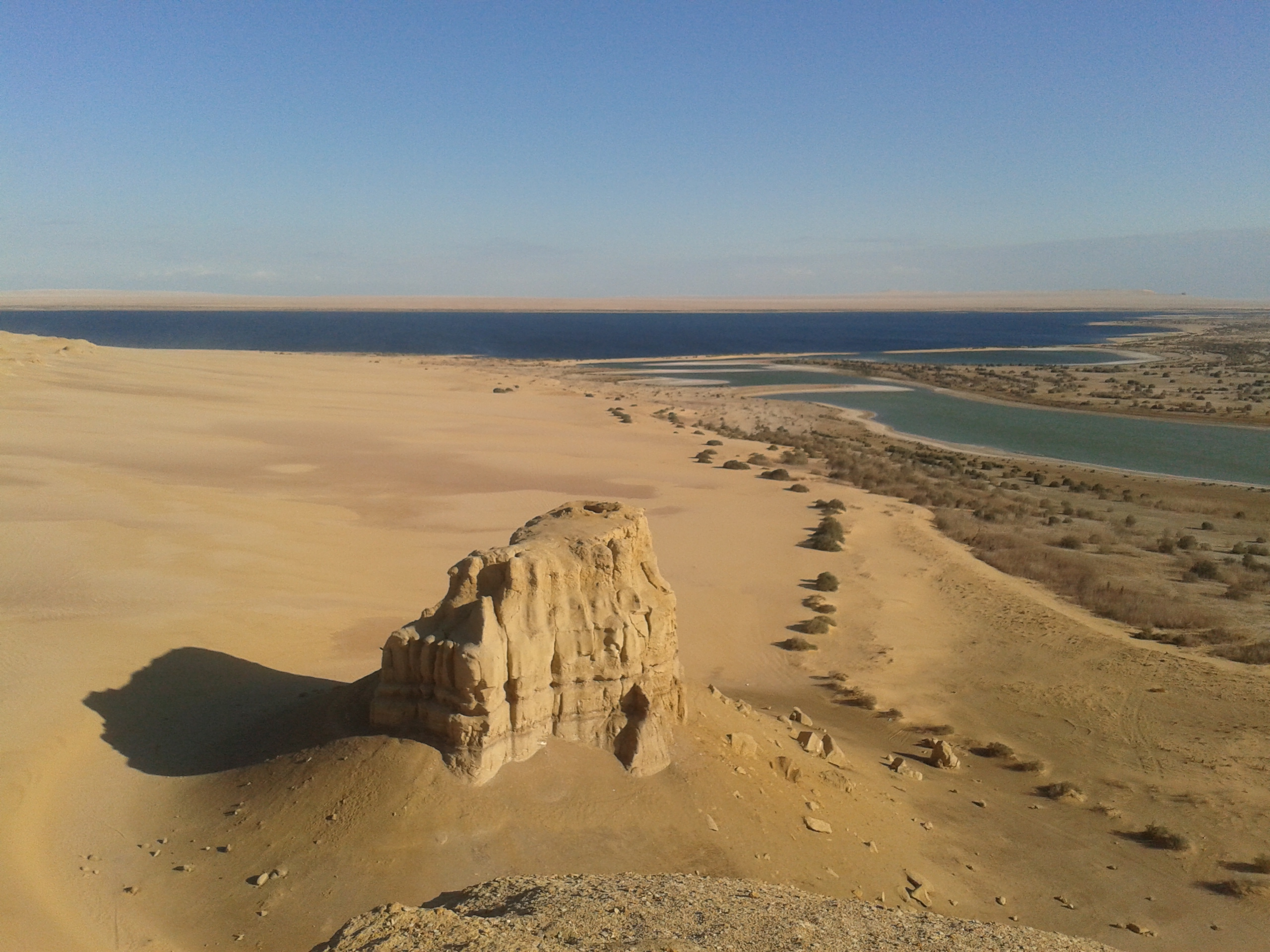
وادي الريان
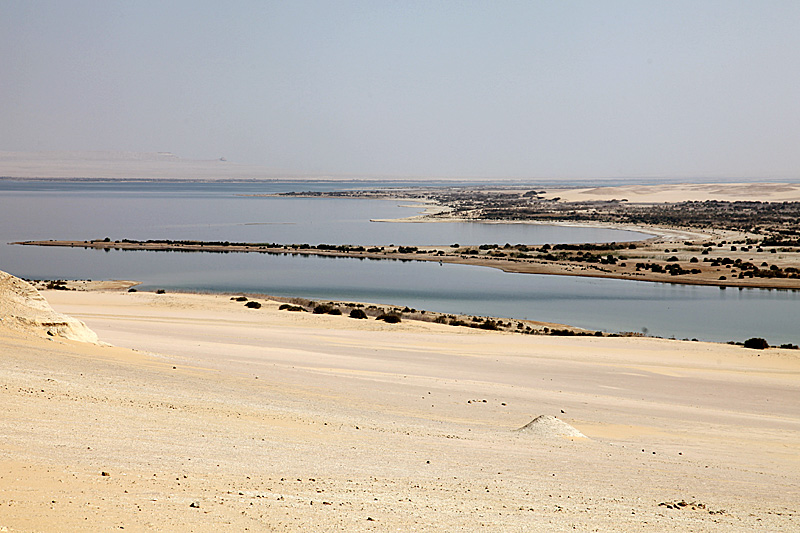
وادي الريان
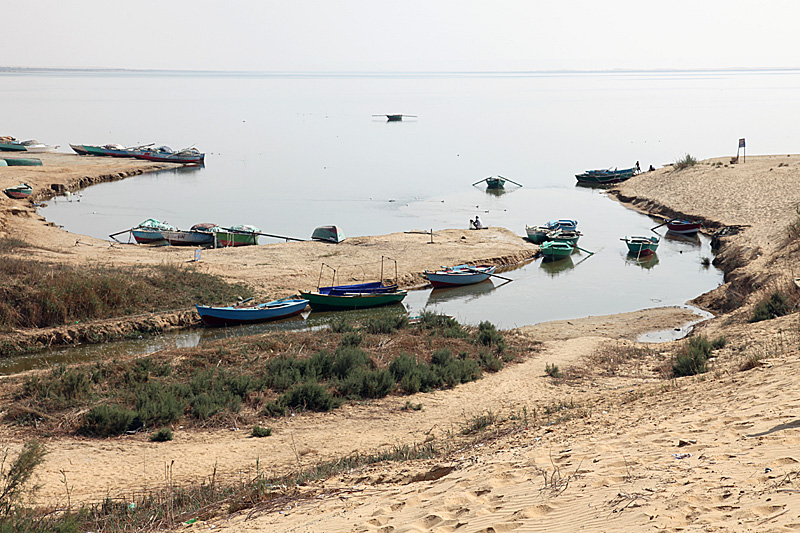
وادي الريان
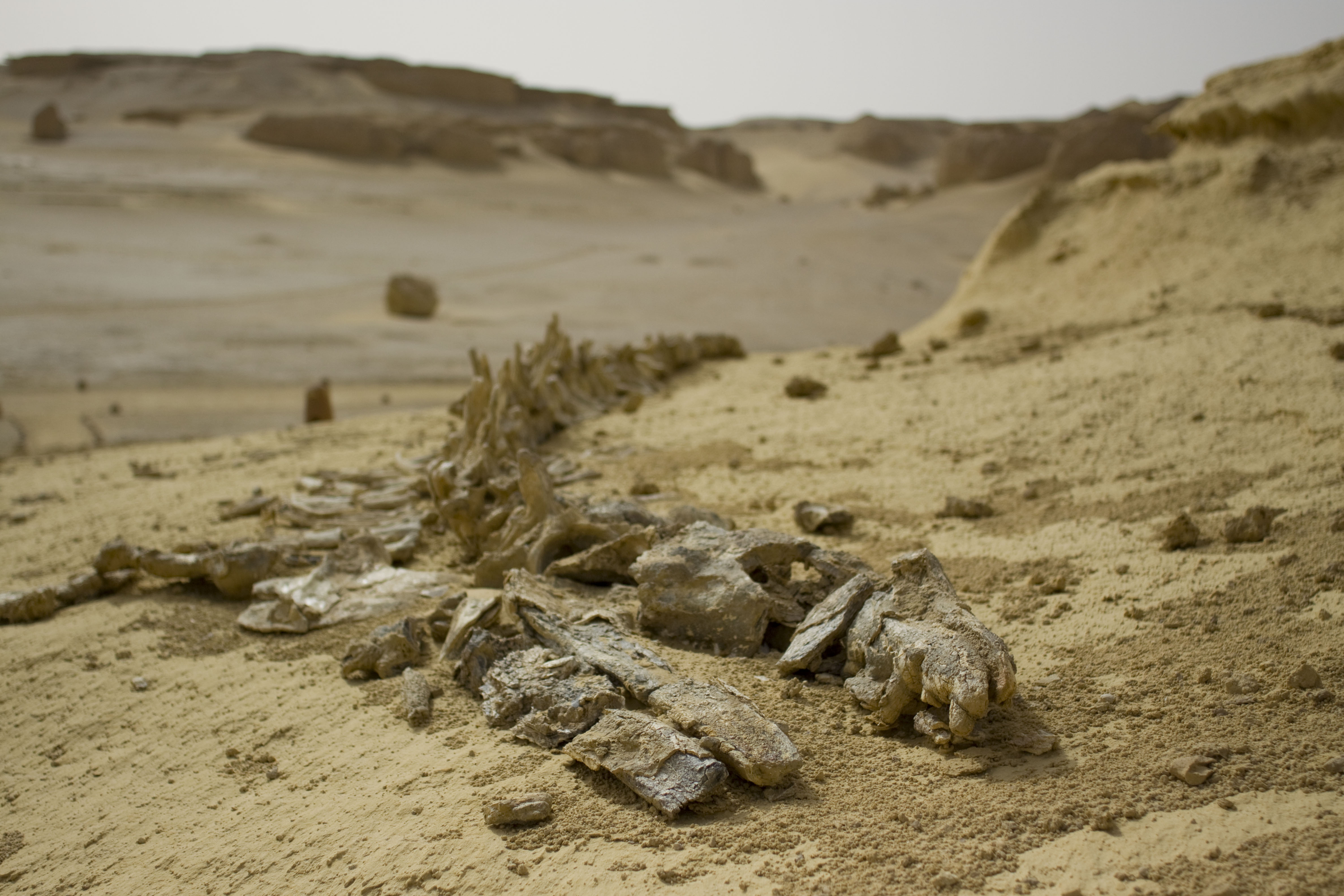
وادي الحيتان
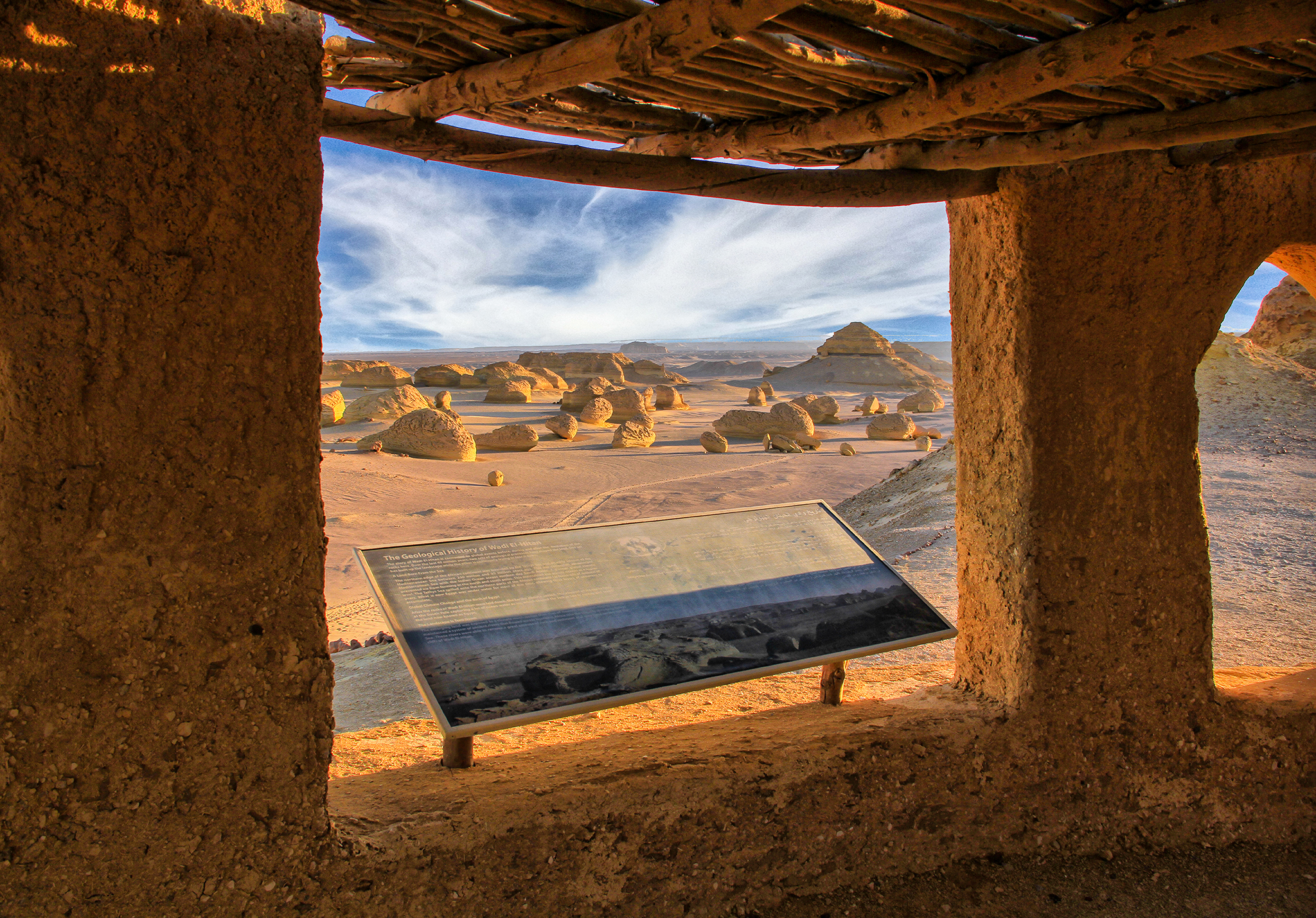
وادي الحيتان
وادي الحيتان
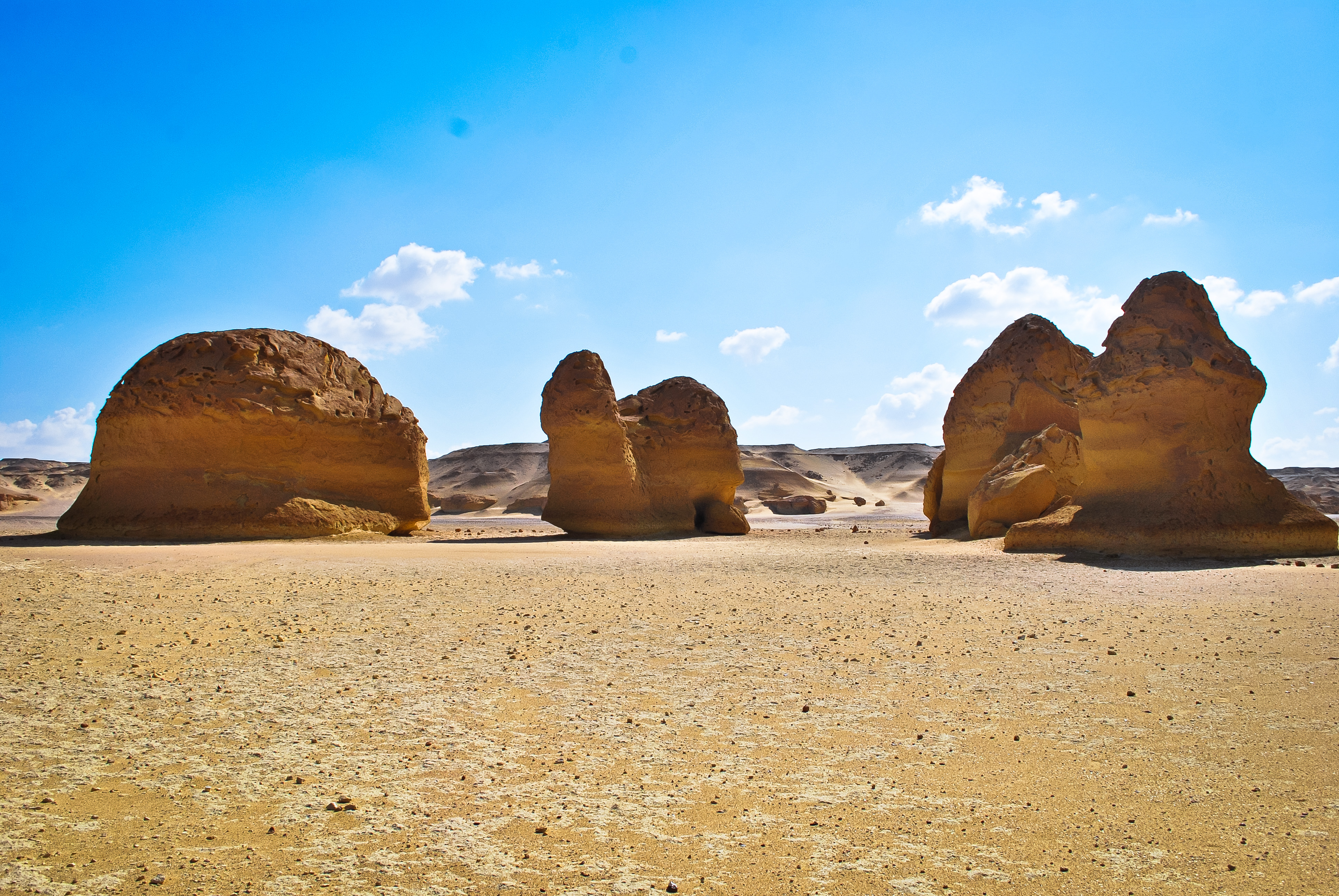
وادي الحيتان
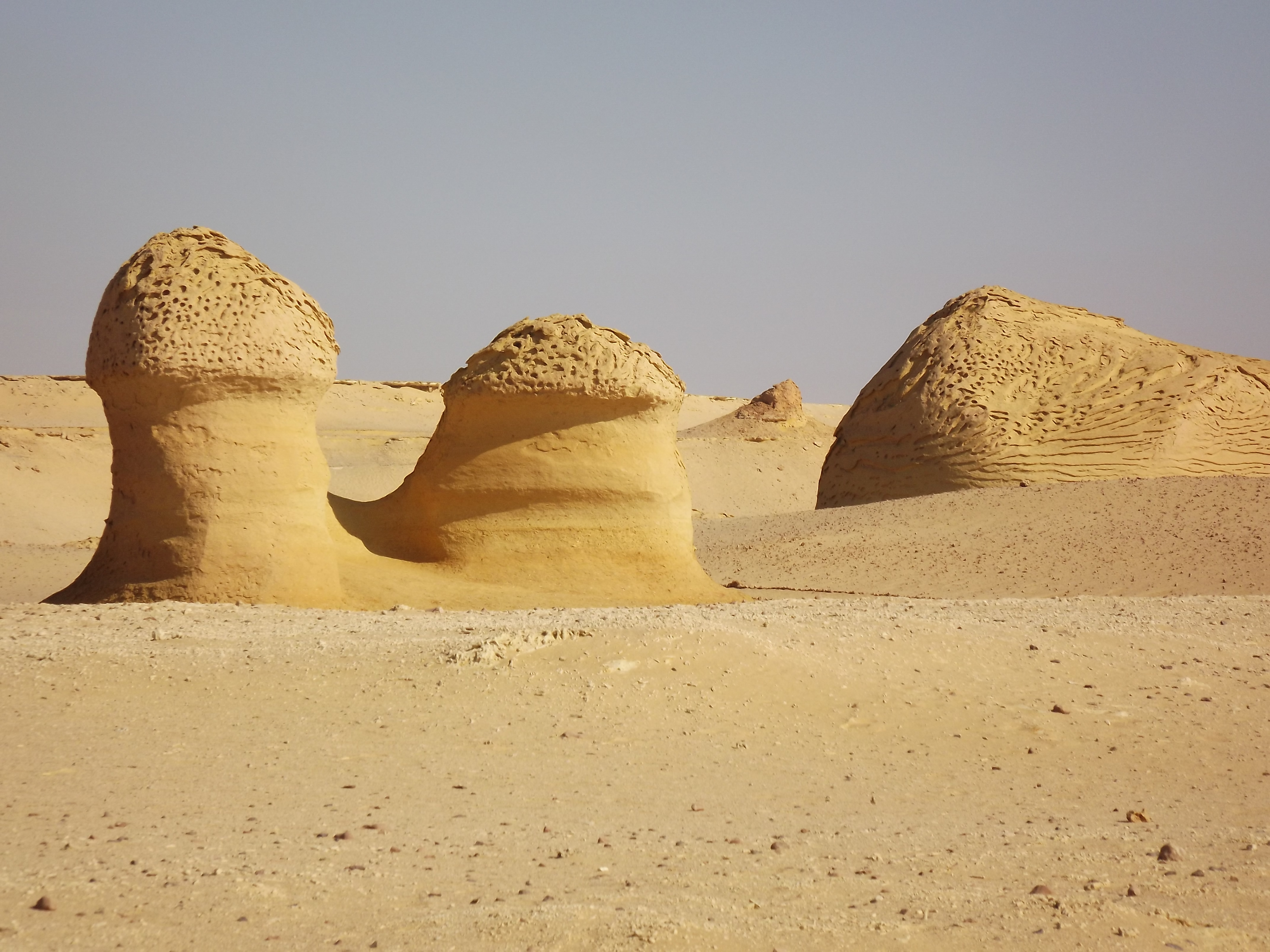
وادي الحيتان
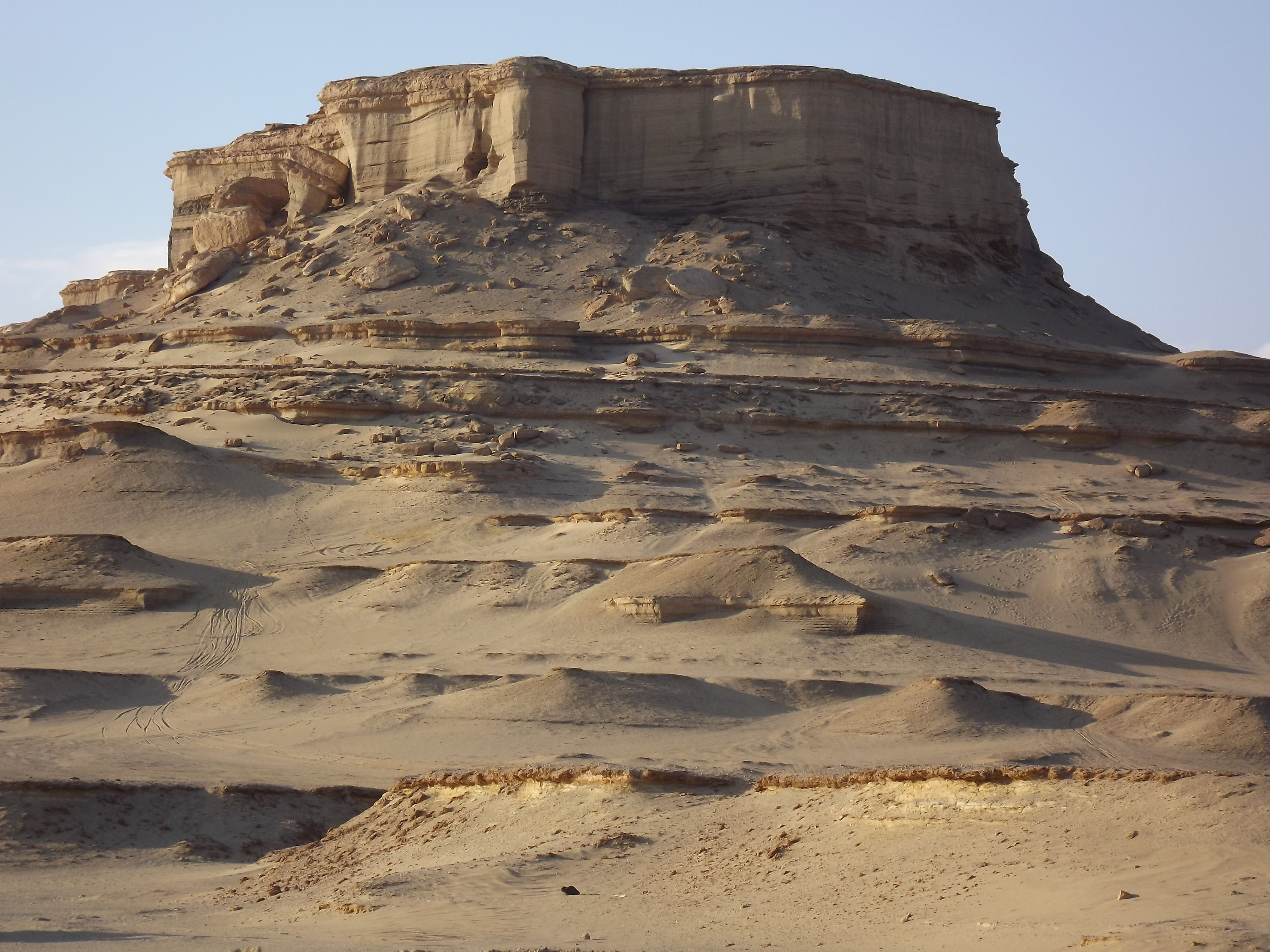
محمية قارون
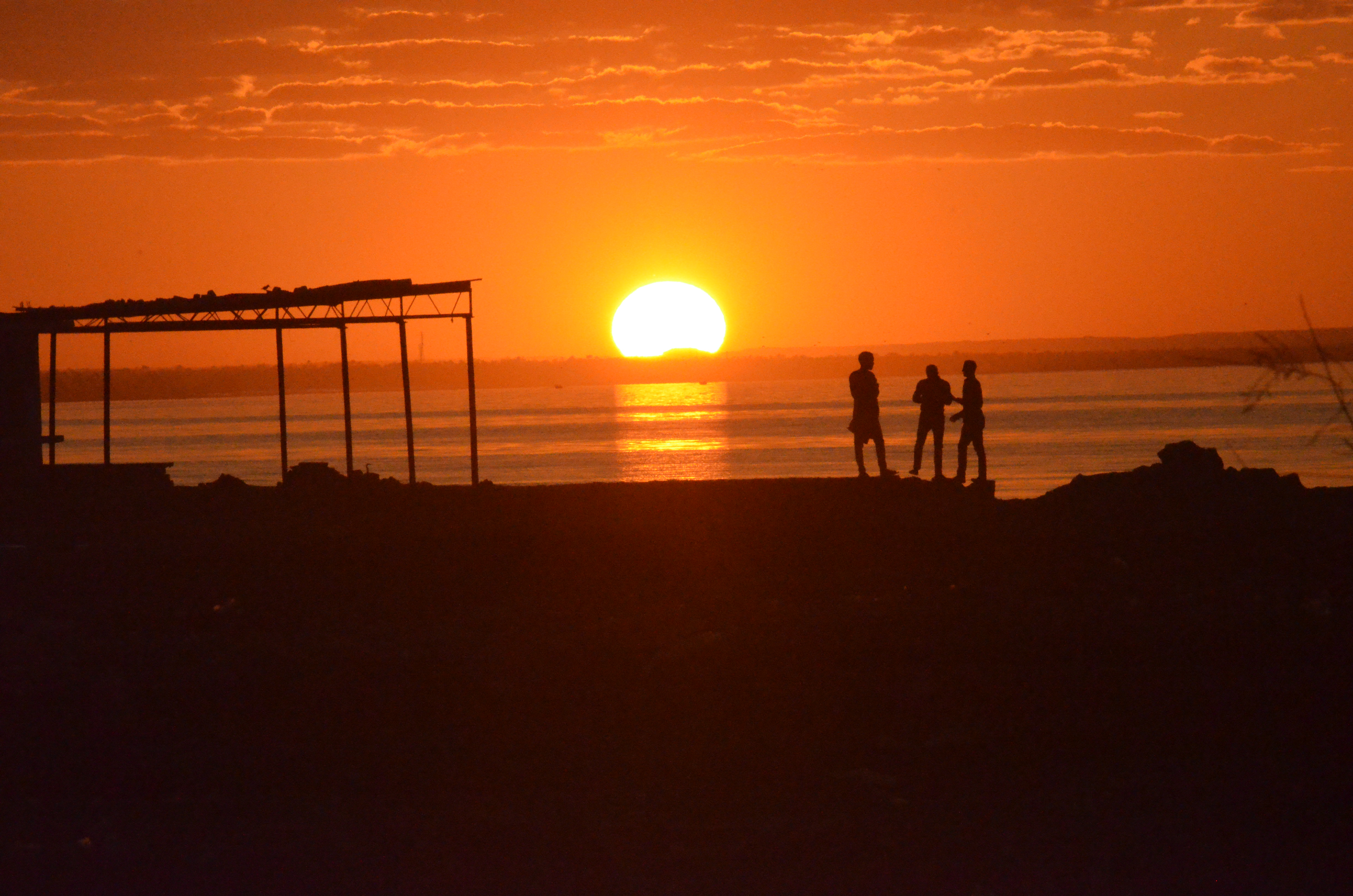
محمية قارون
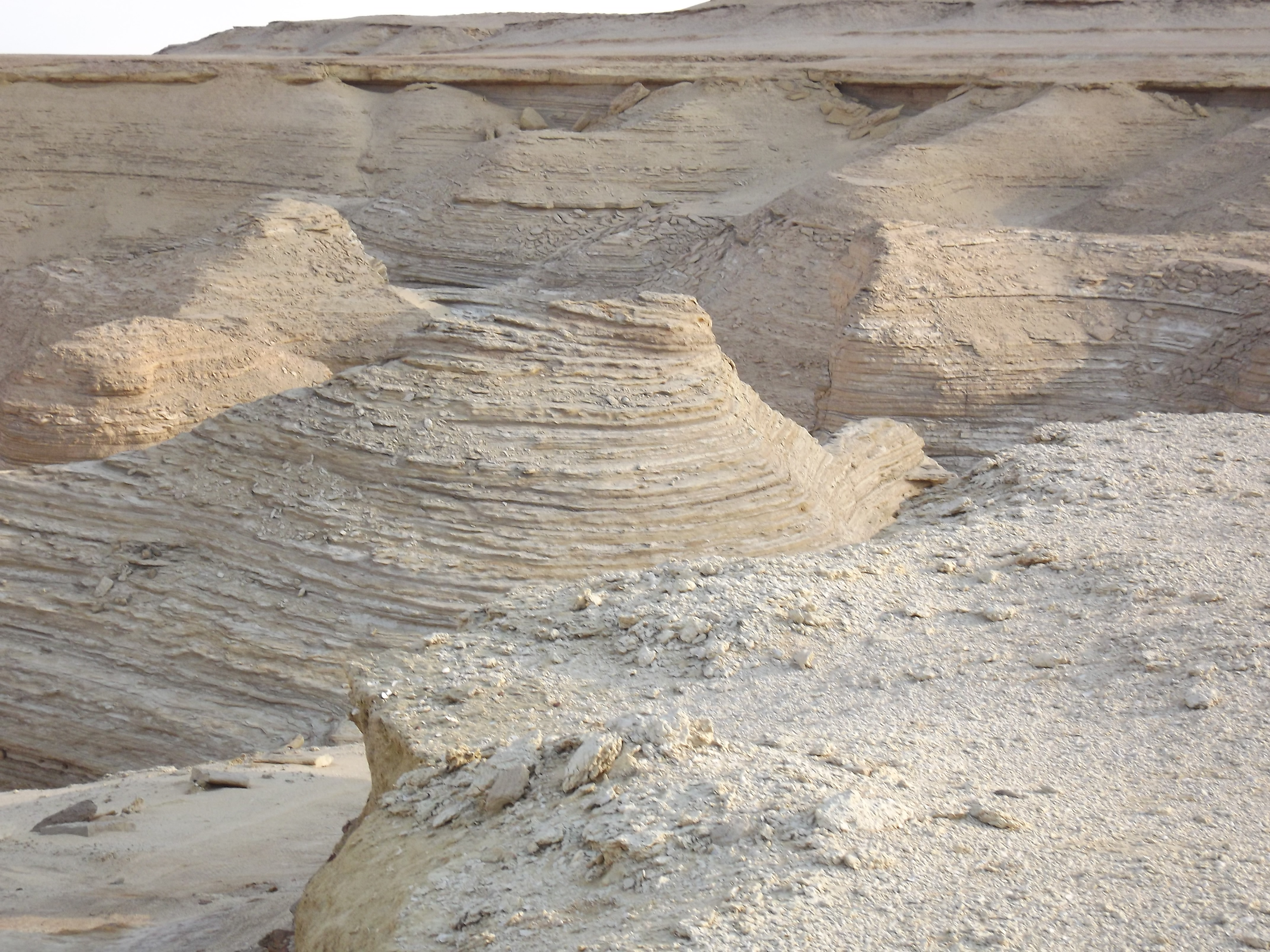
محمية قارون
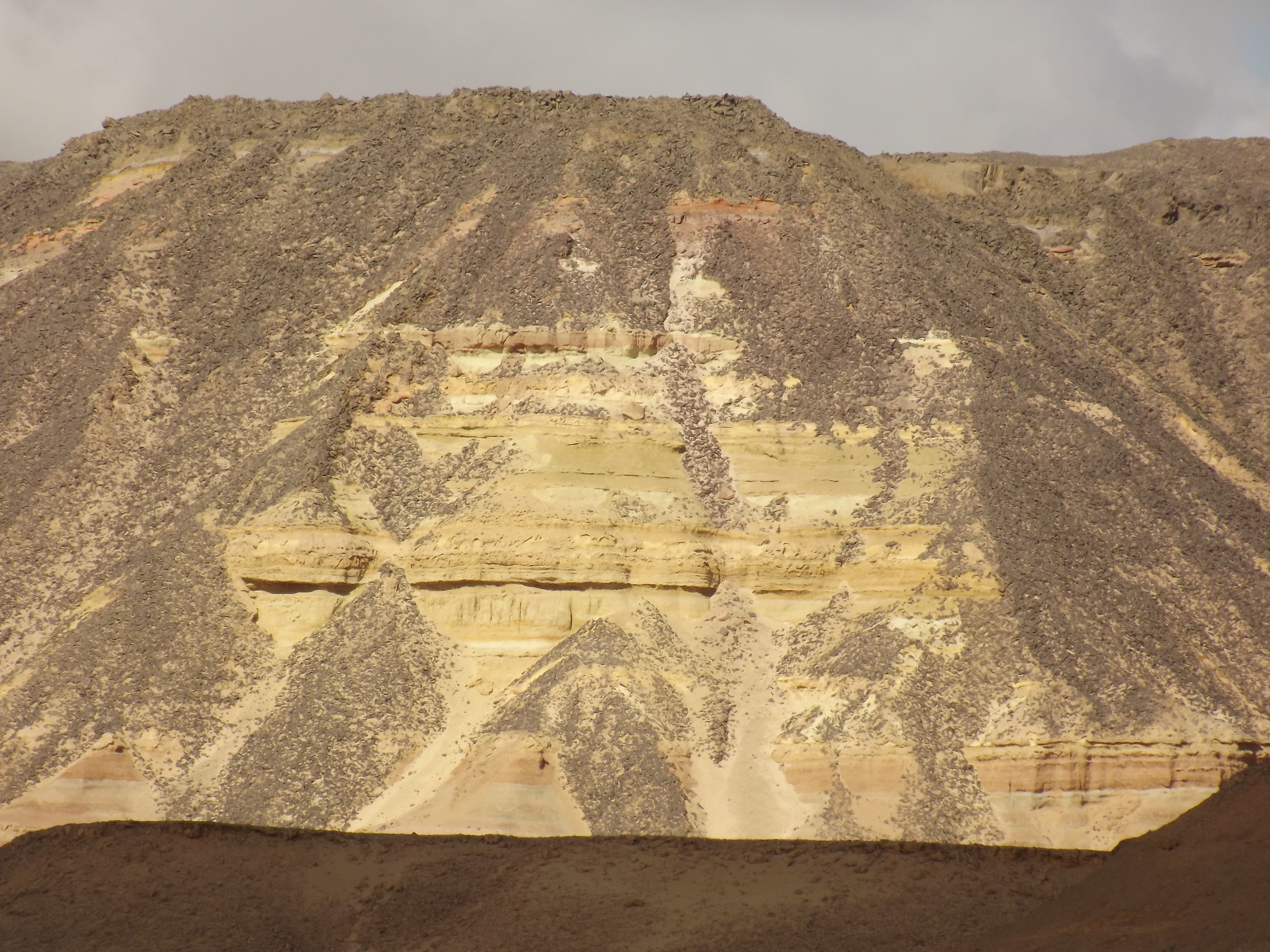
محمية قارون
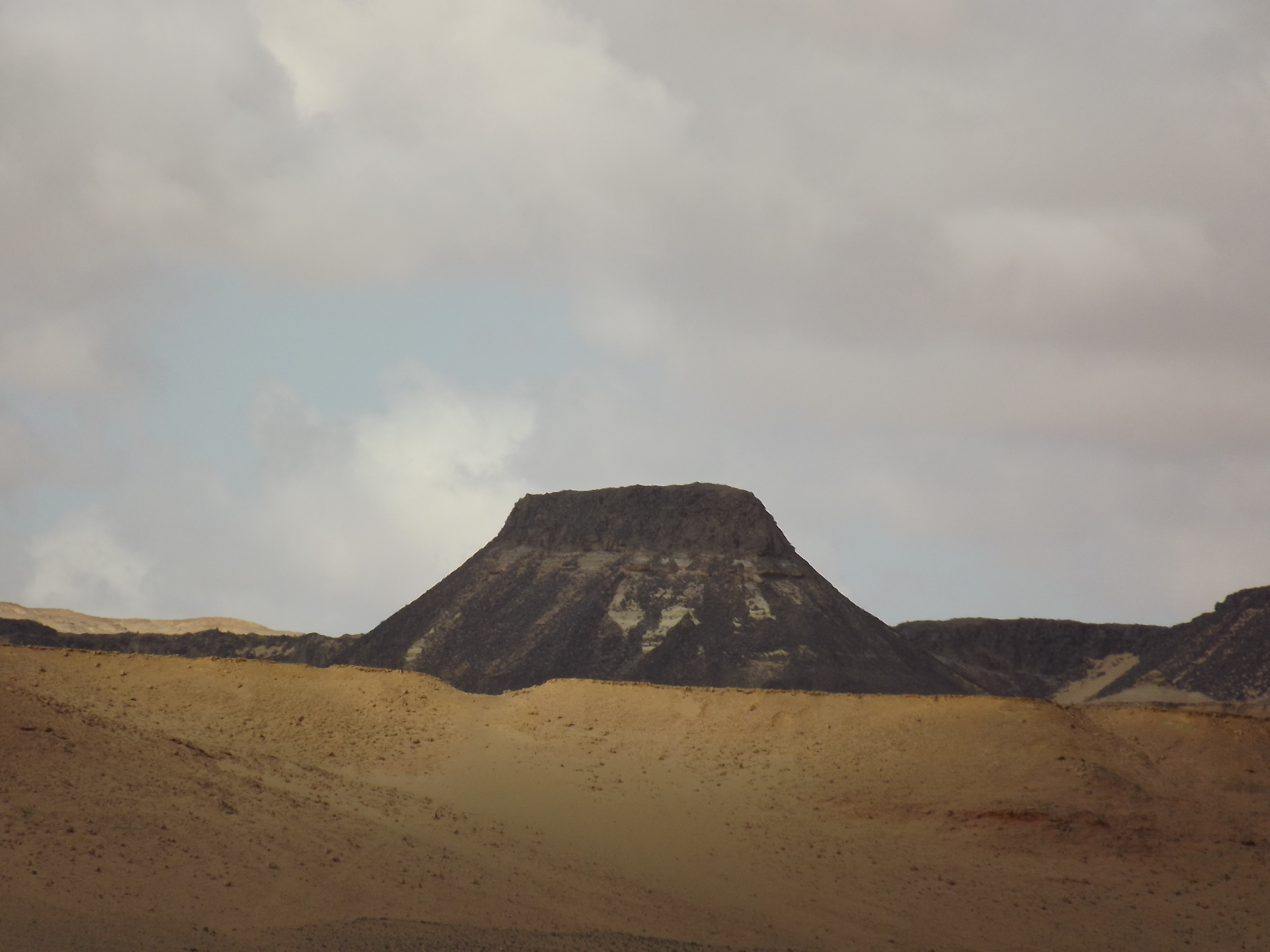
محمية قارون
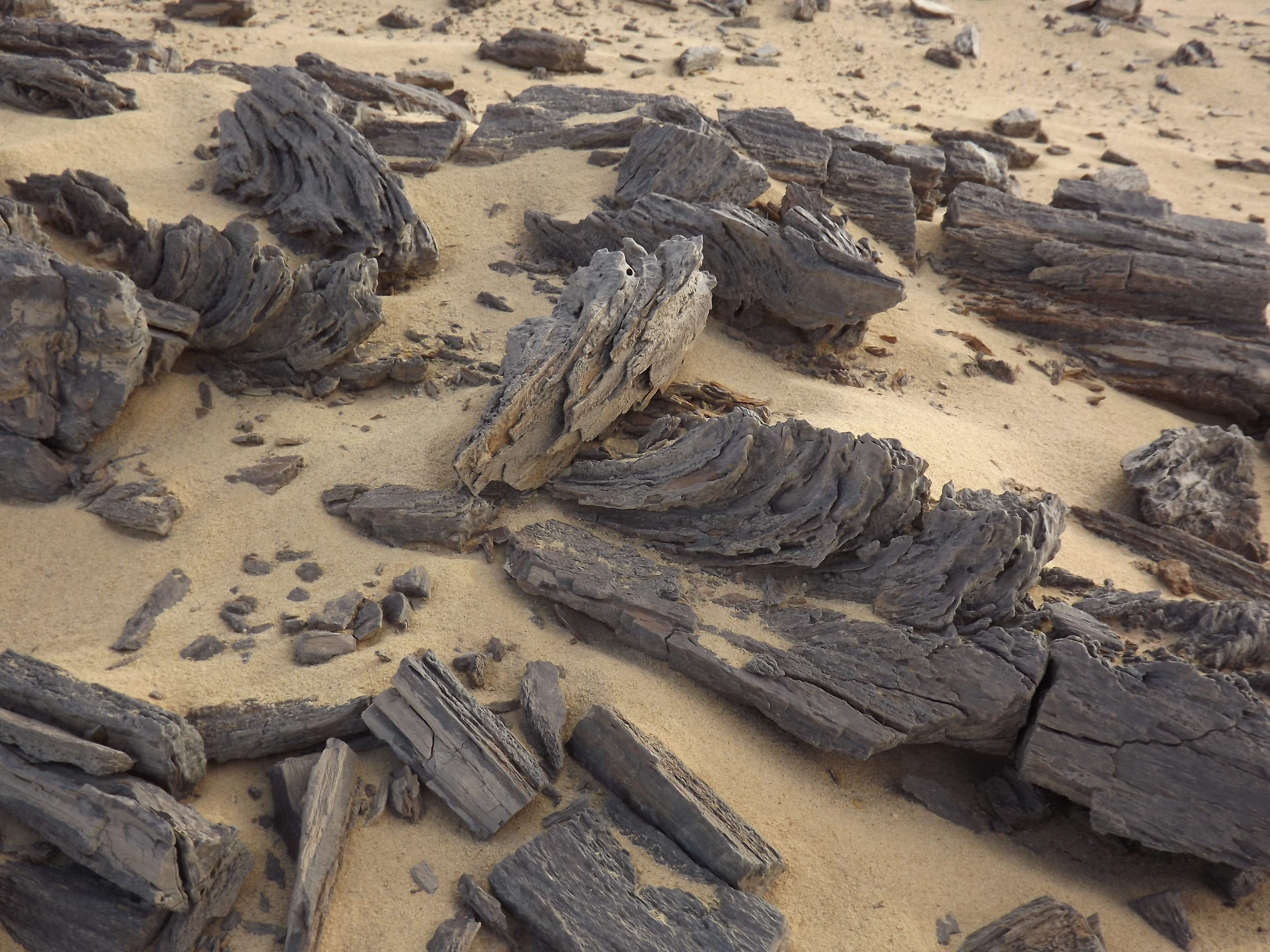
محمية قارون
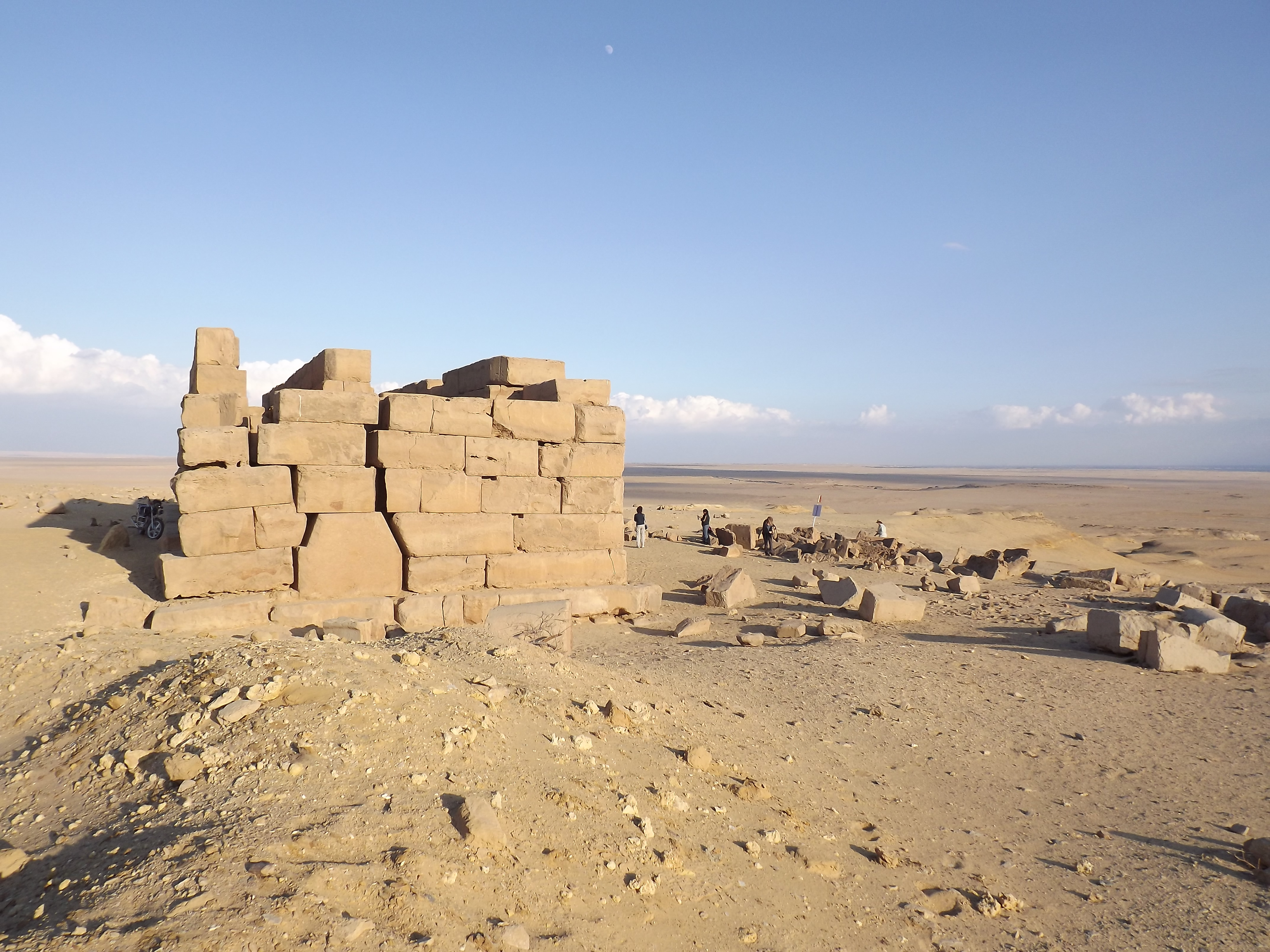
محمية قارون
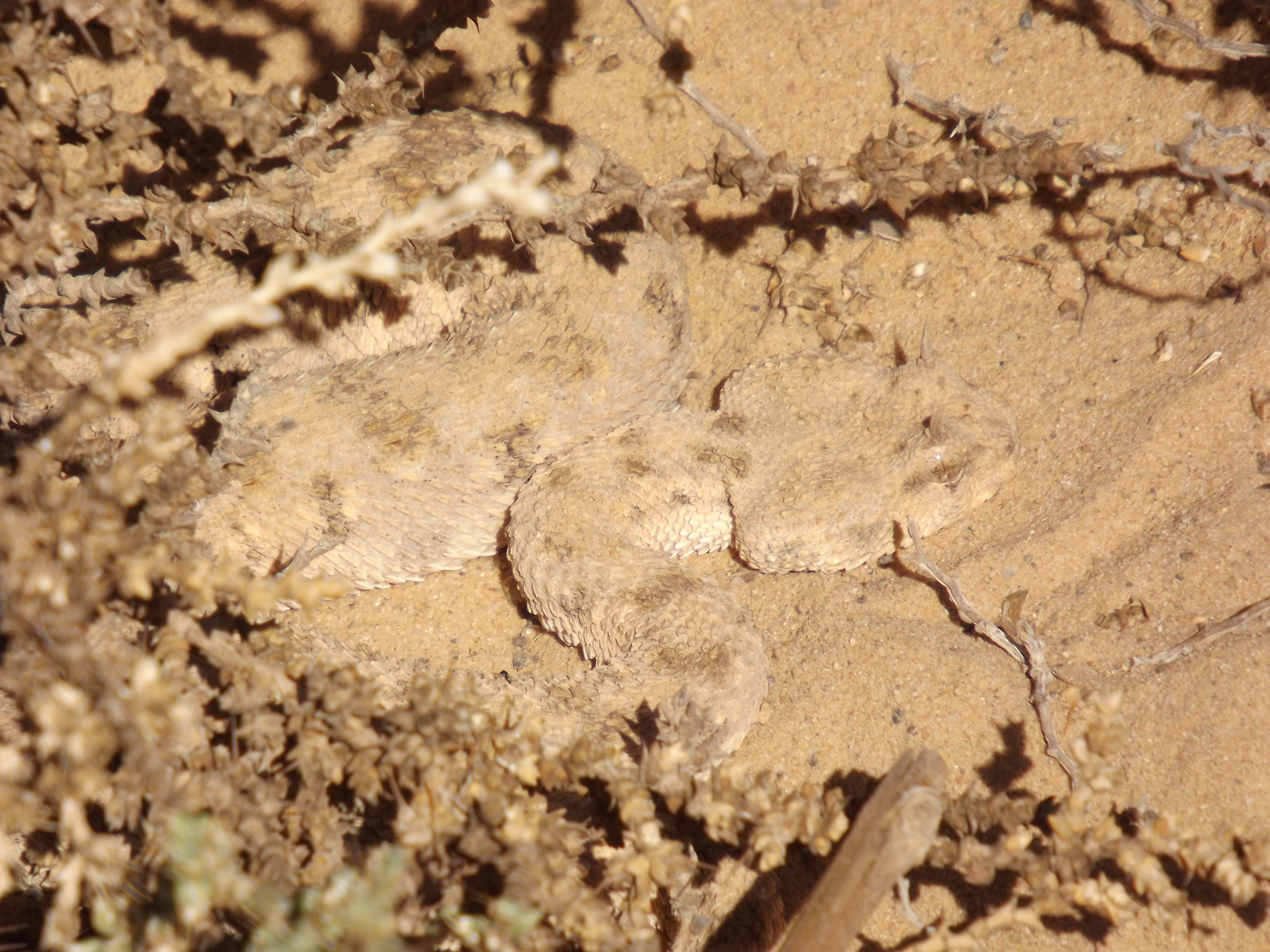
ثعبان بمحمية قارون
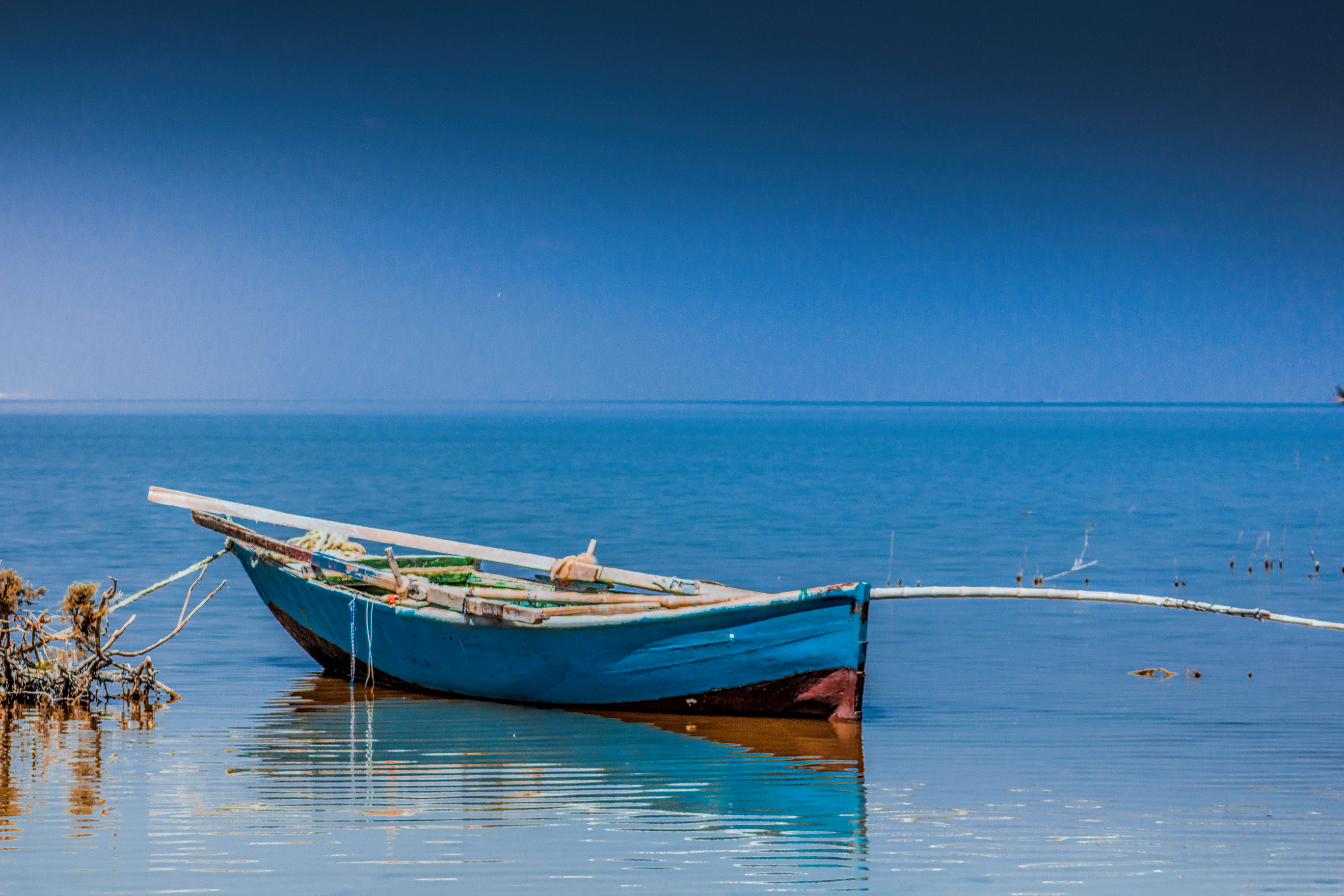
بحيرة قارون
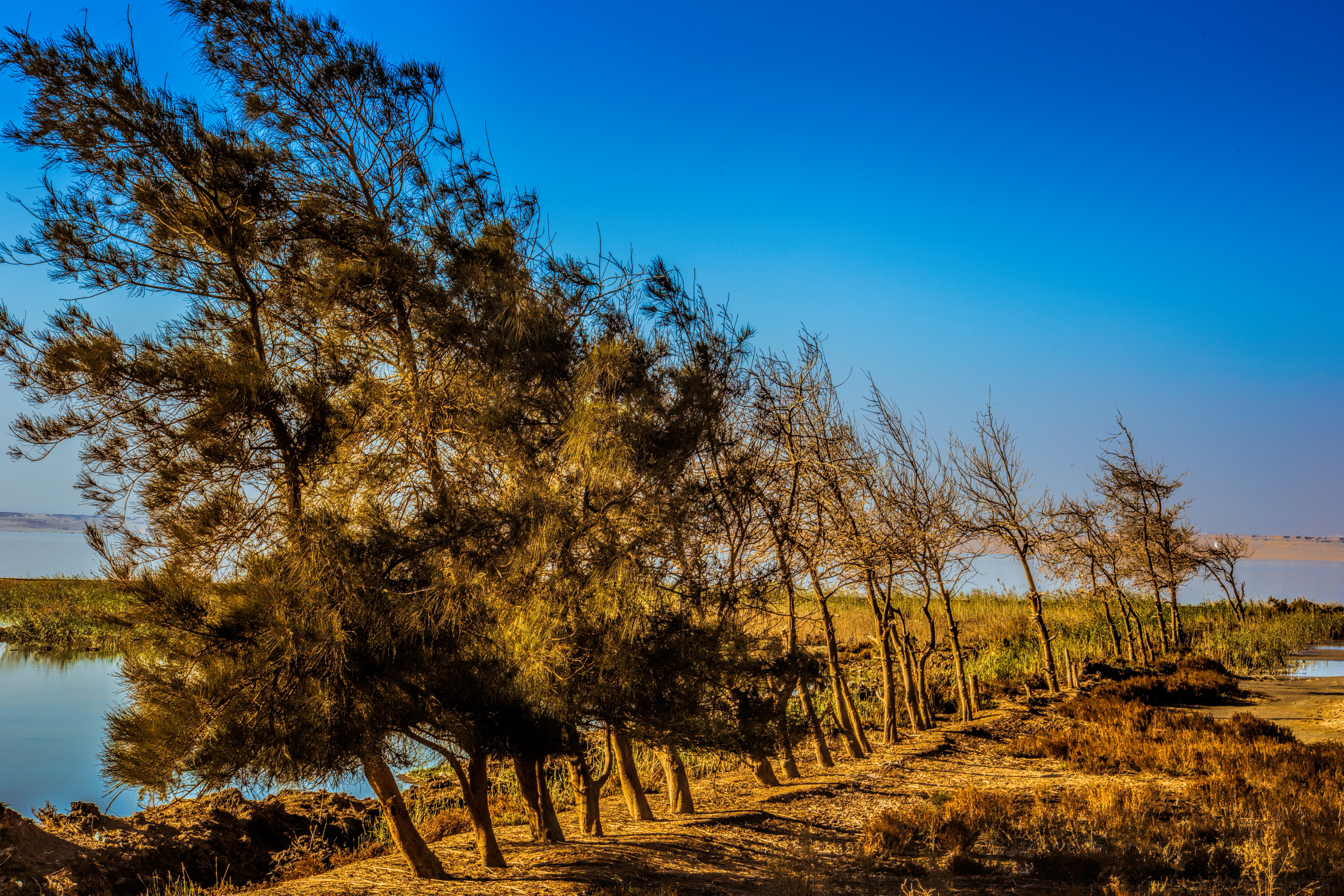
بحيرة قارون
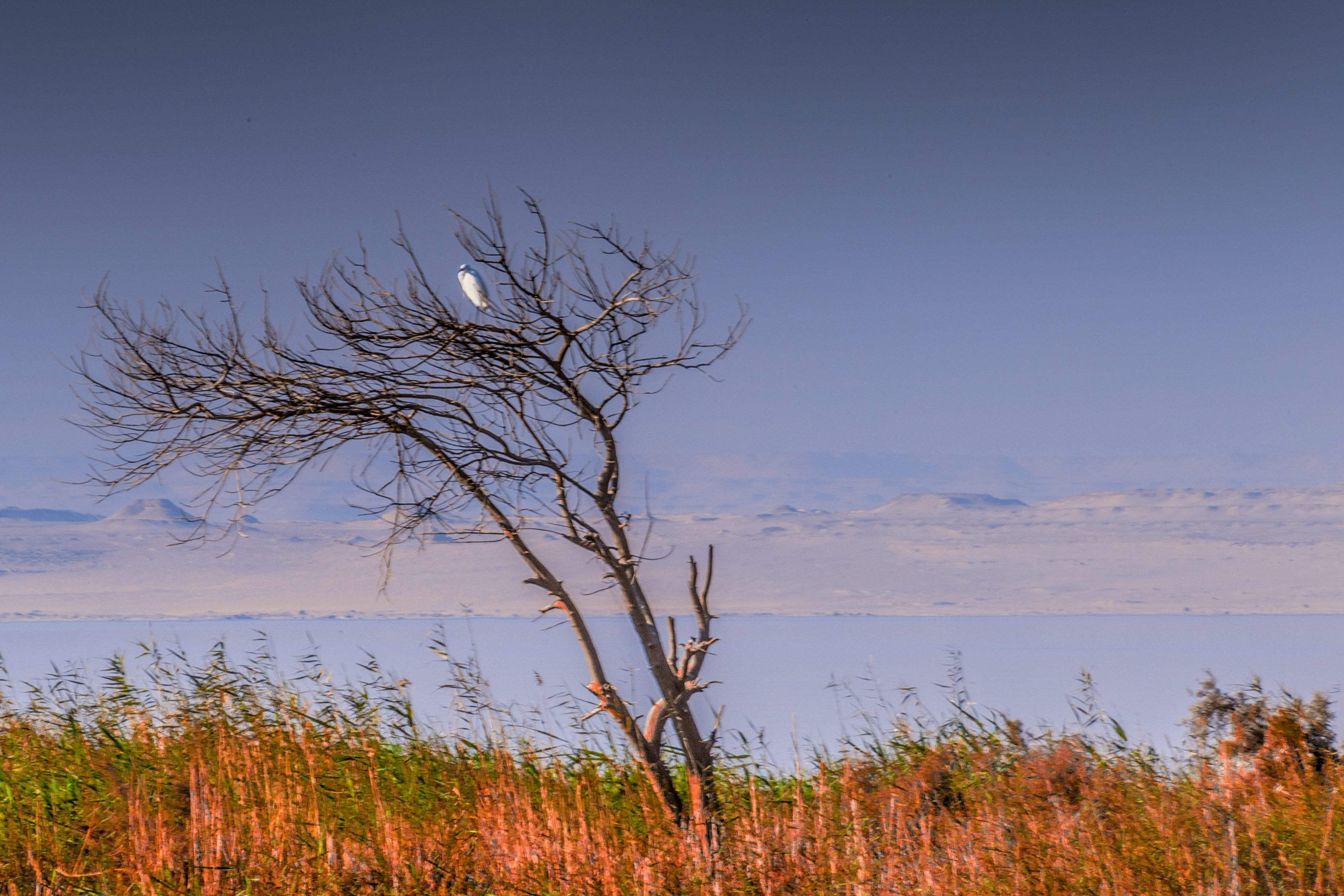
بحيرة قارون
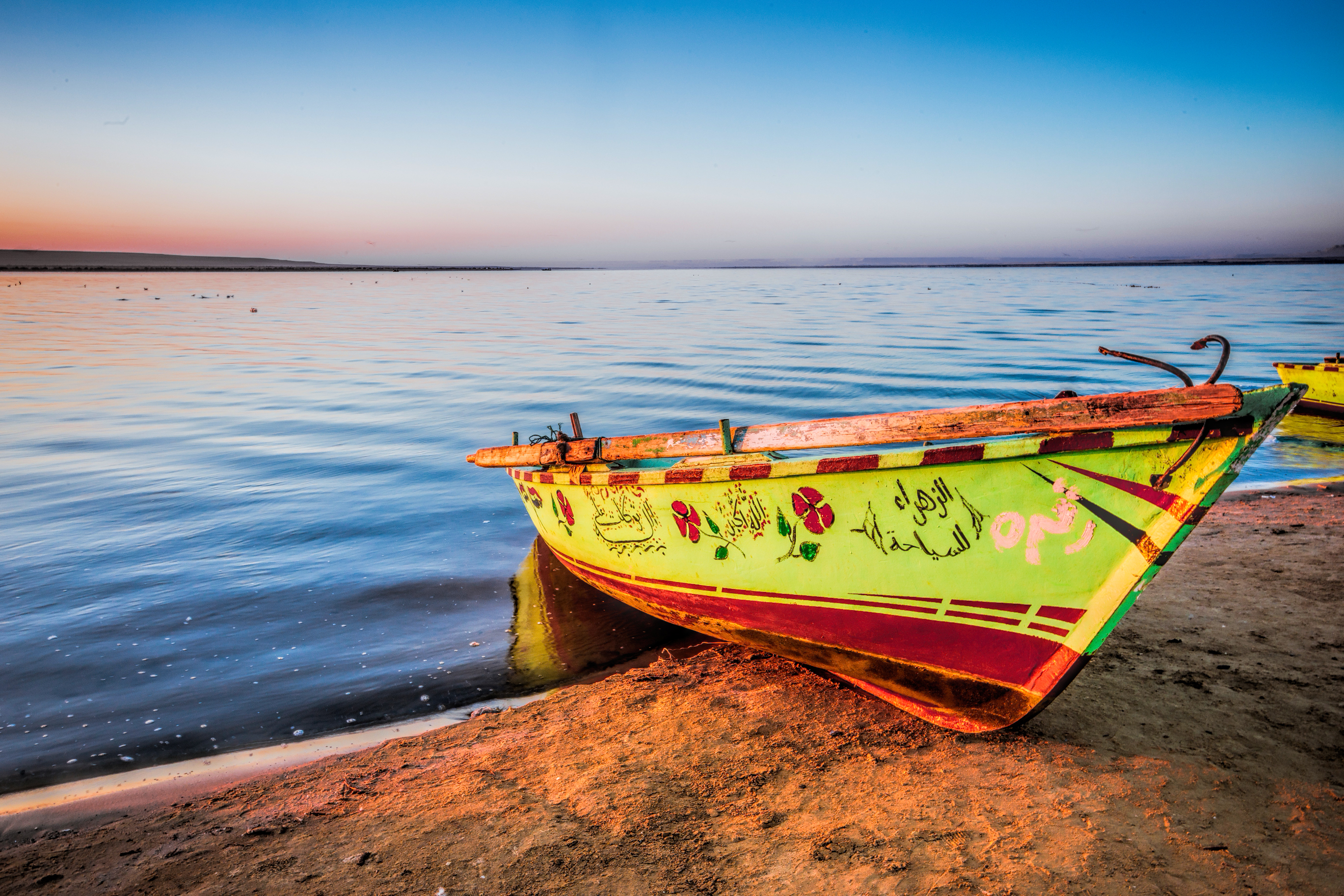
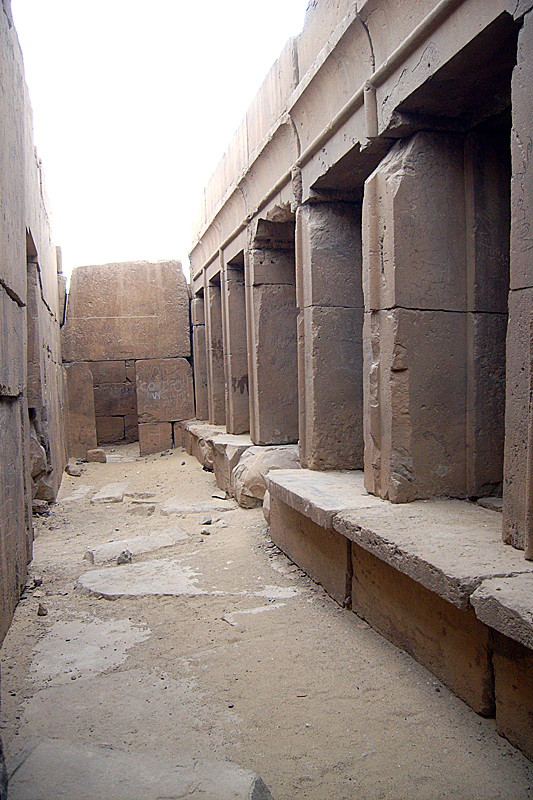
قصر الصاغة
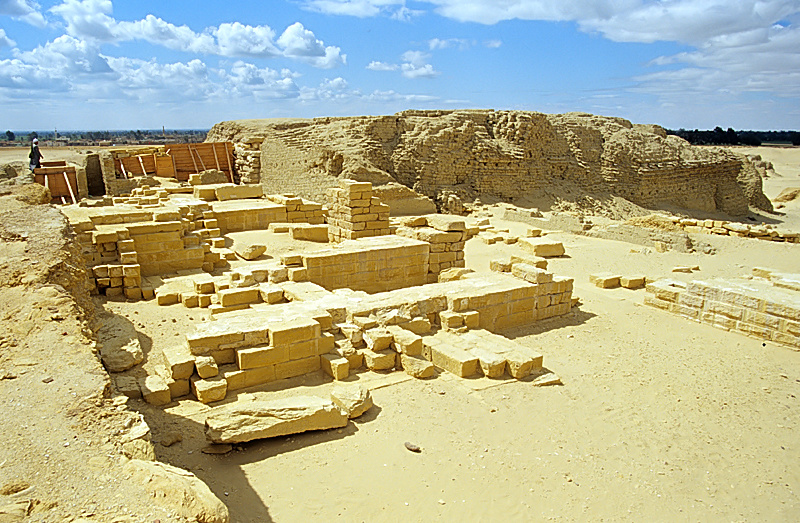
أطلال أم الأثل
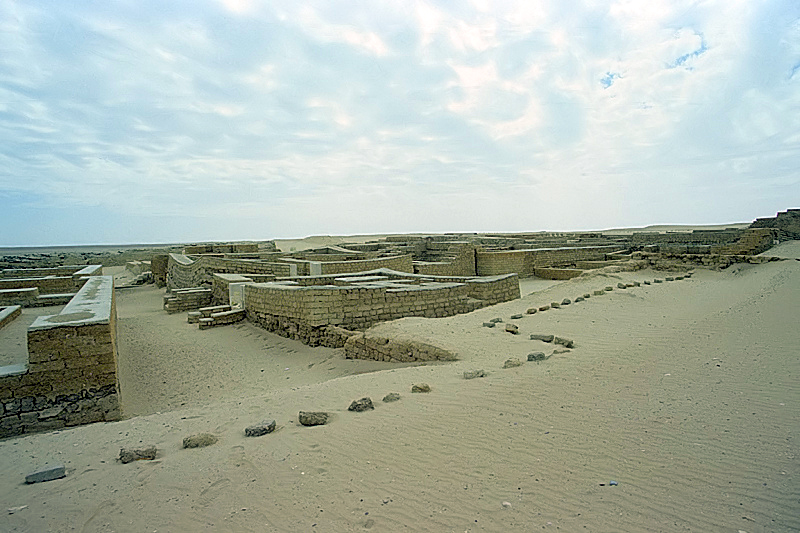
منطقة أم البريجات
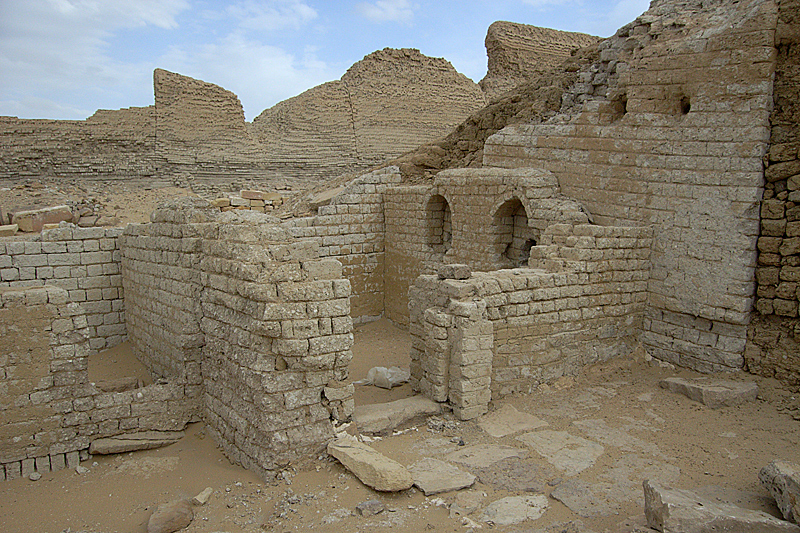
أطلال ديمية السباع
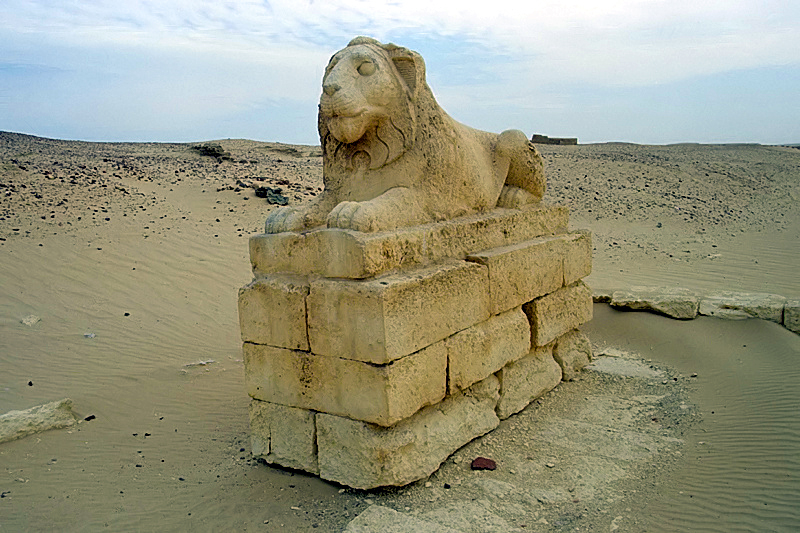
أسد أم البريجات
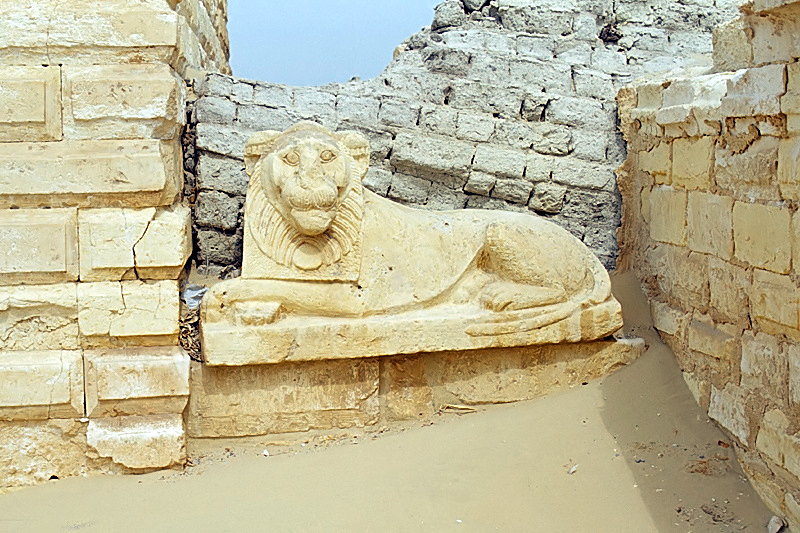
أسد مدينة ماضي
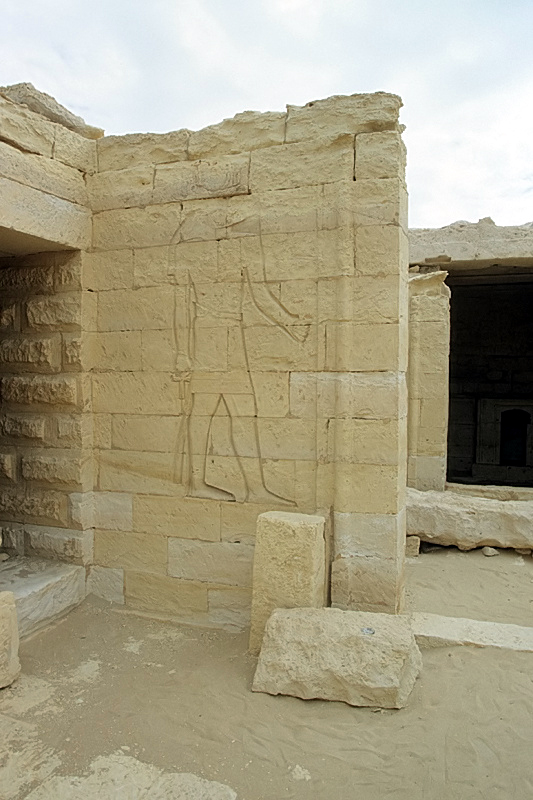
معبد مدينة ماضي
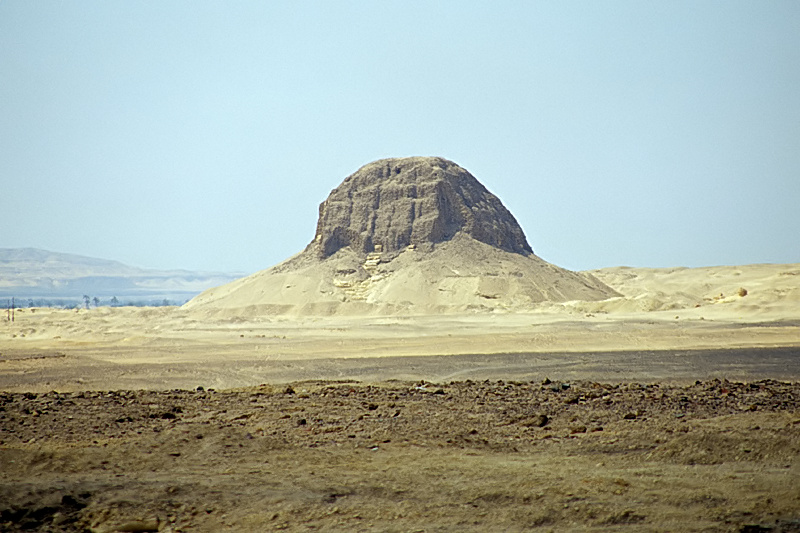
هرم اللاهون
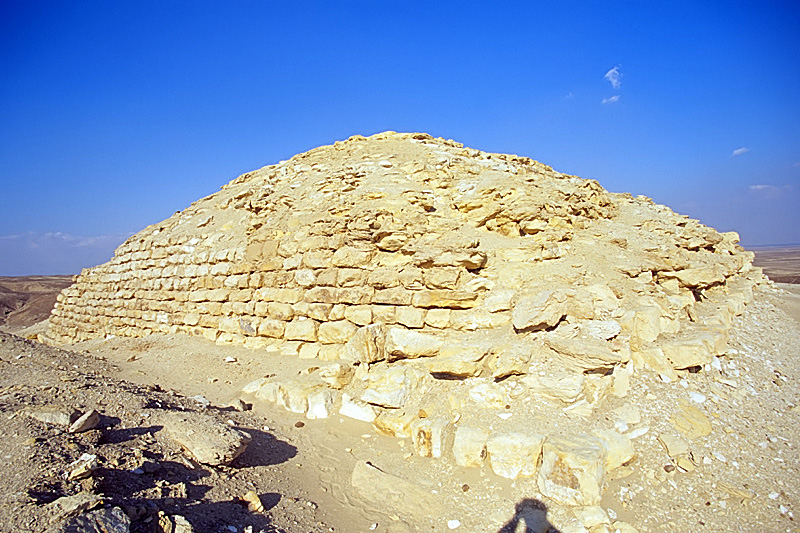
هرم سيلا
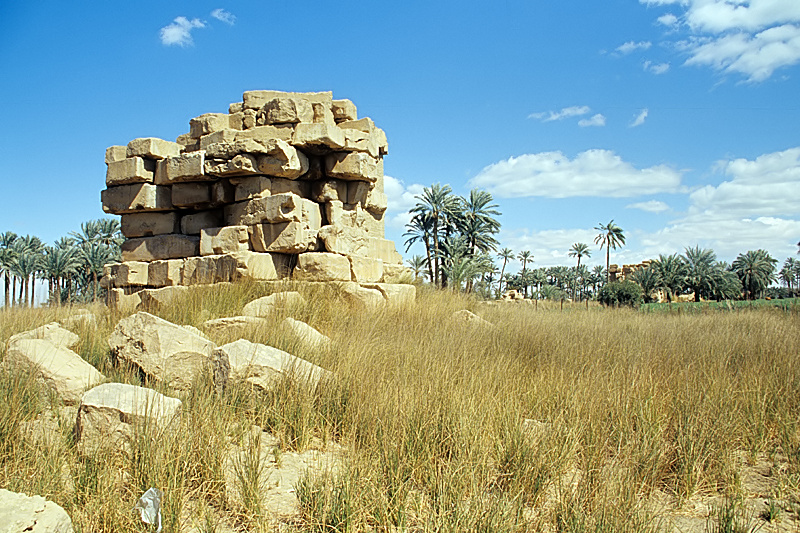
قاعدتا تمثالا إمنمحات الثاني بقرية بهمو
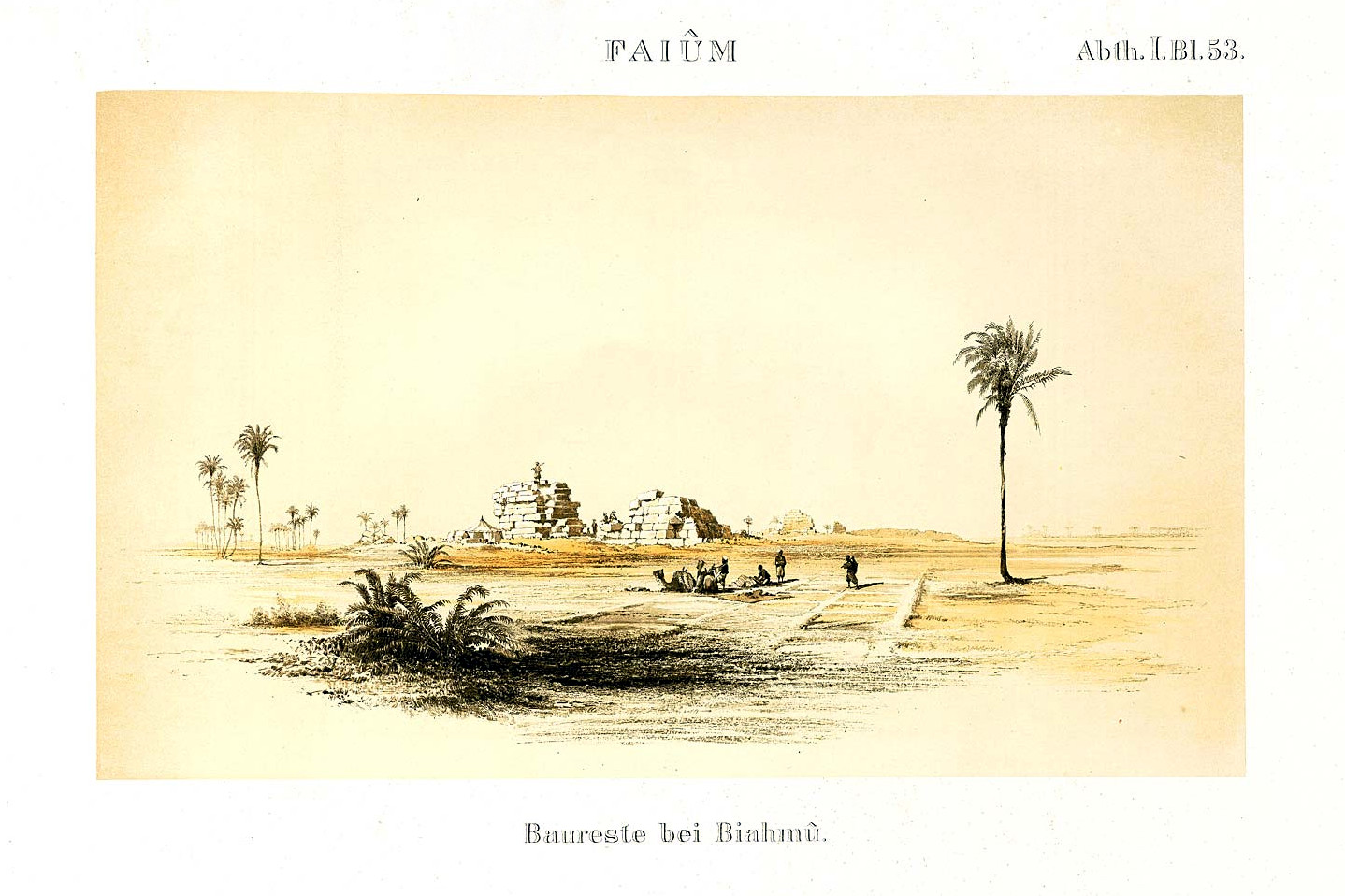
لوحة فنية لقاعدتا تمثالا إمنمحات الثاني بقرية بهمو
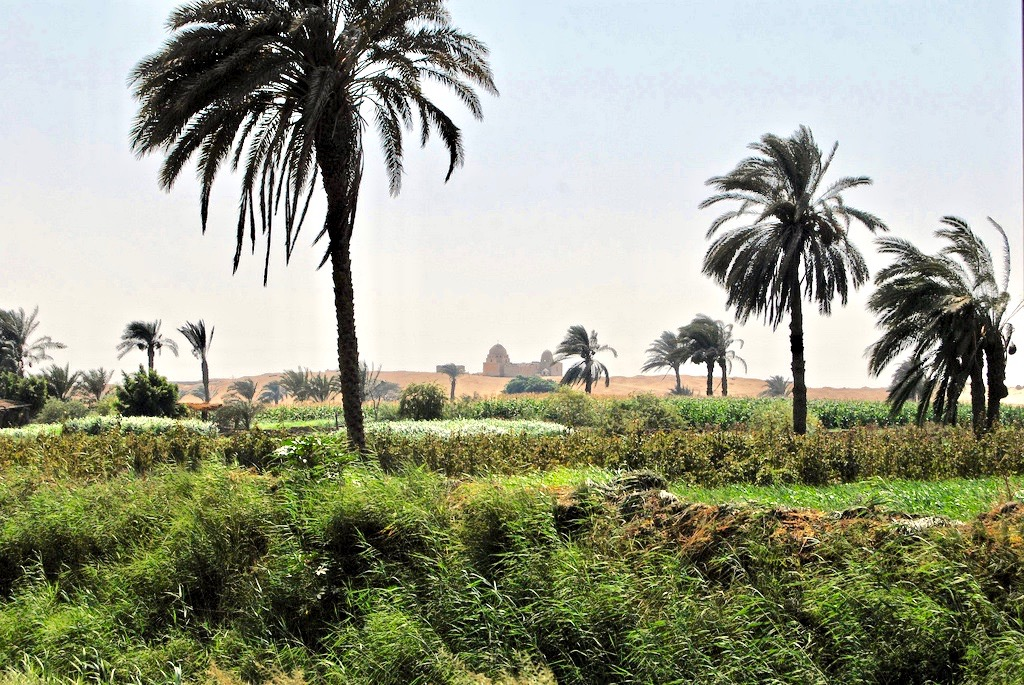
واحة الفيوم
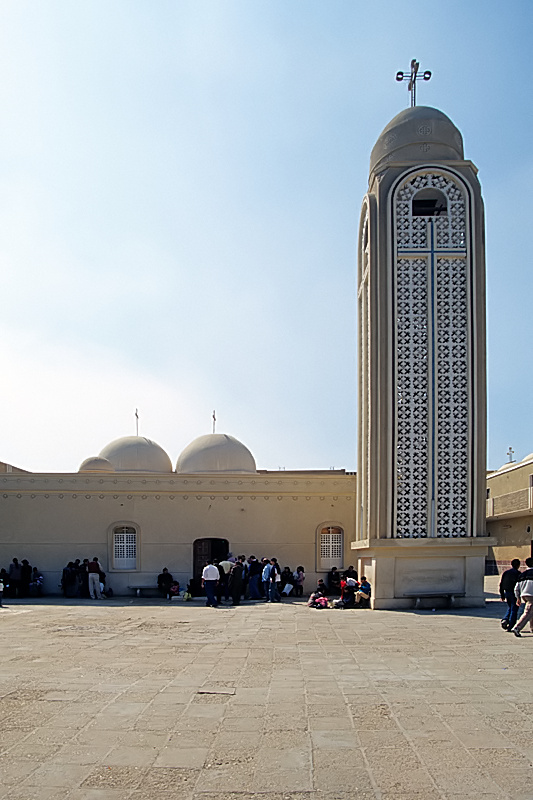
دير العزب
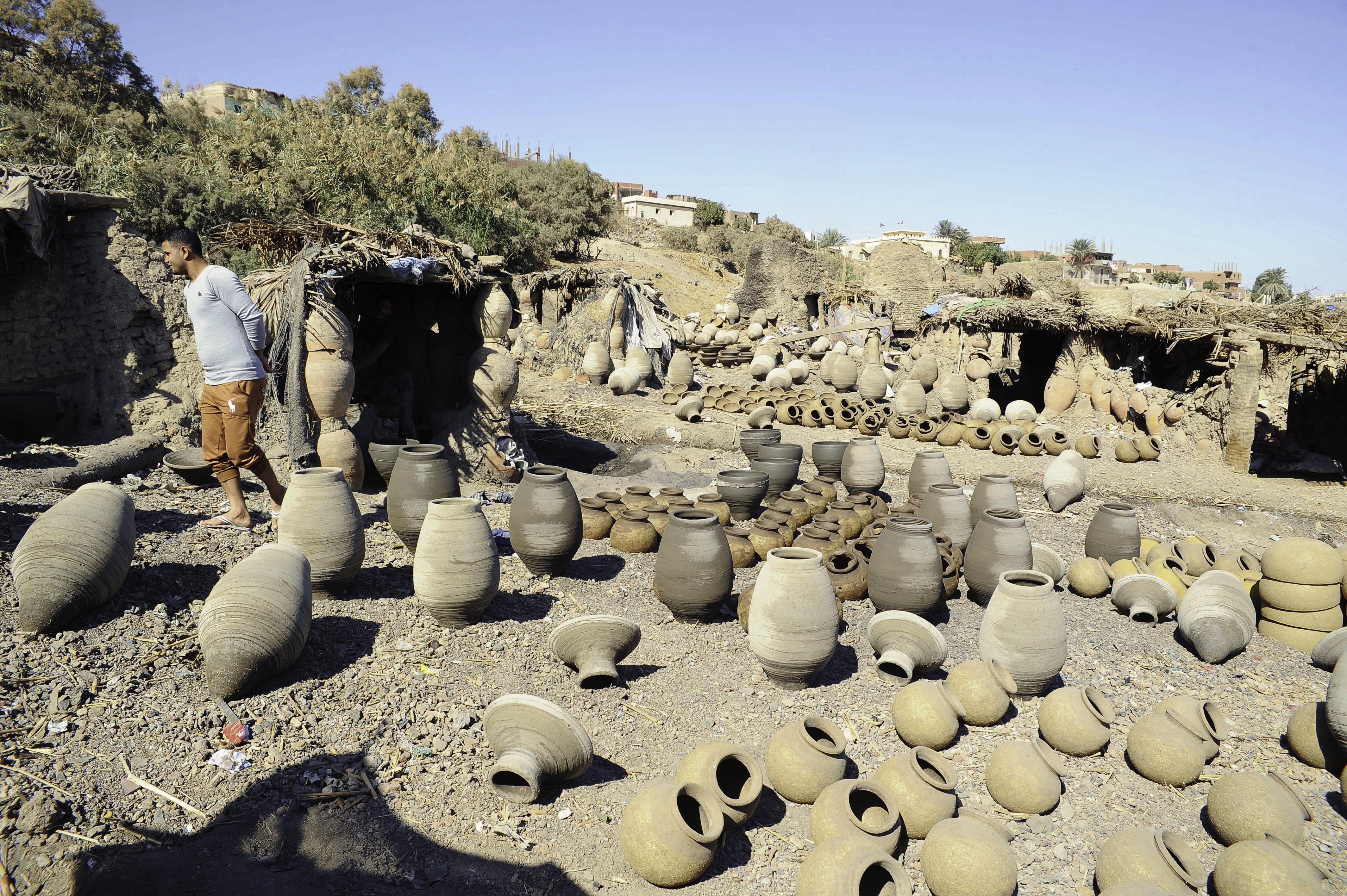
الصناعات اليدوية
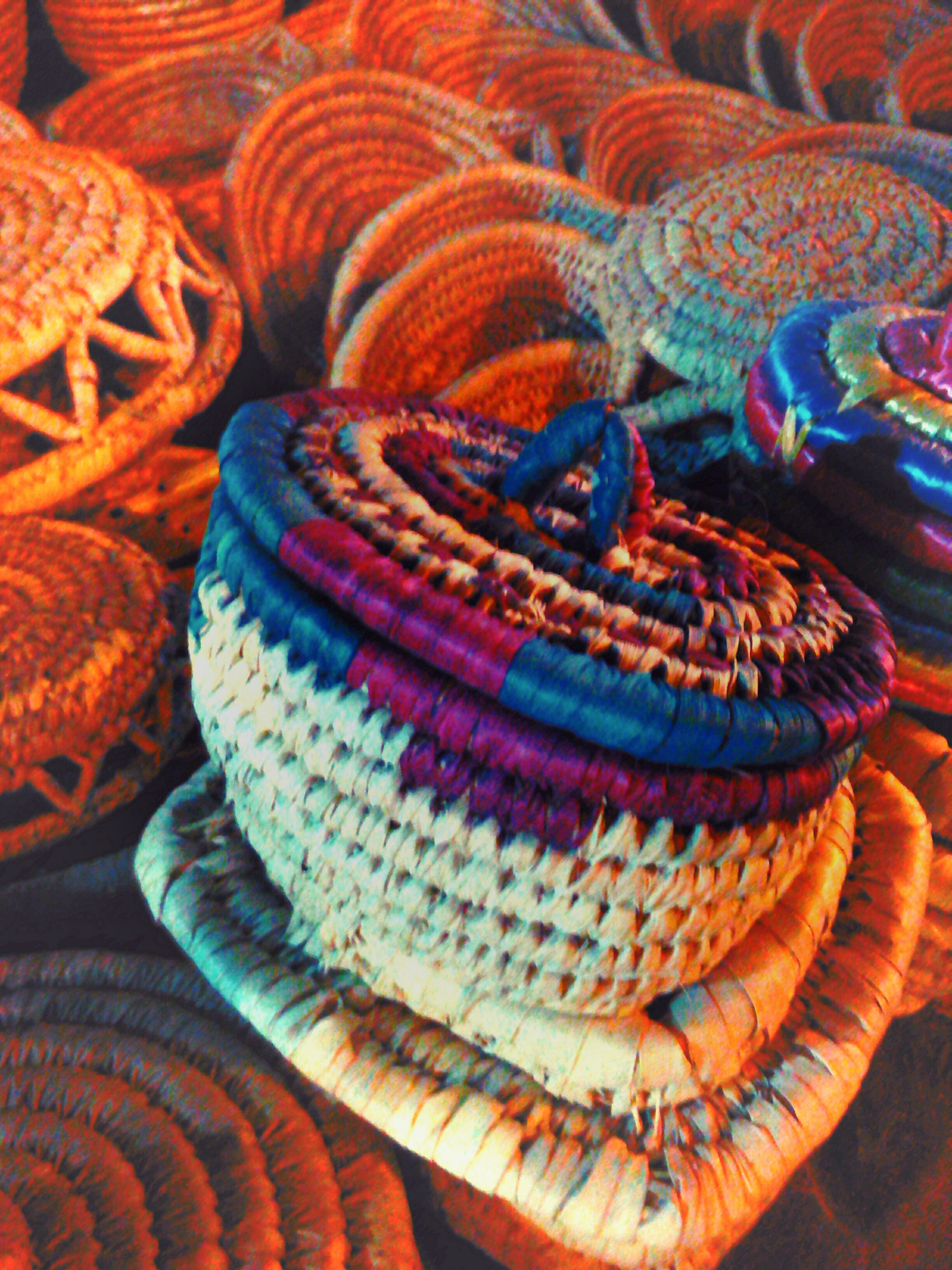
الصناعات اليدوية
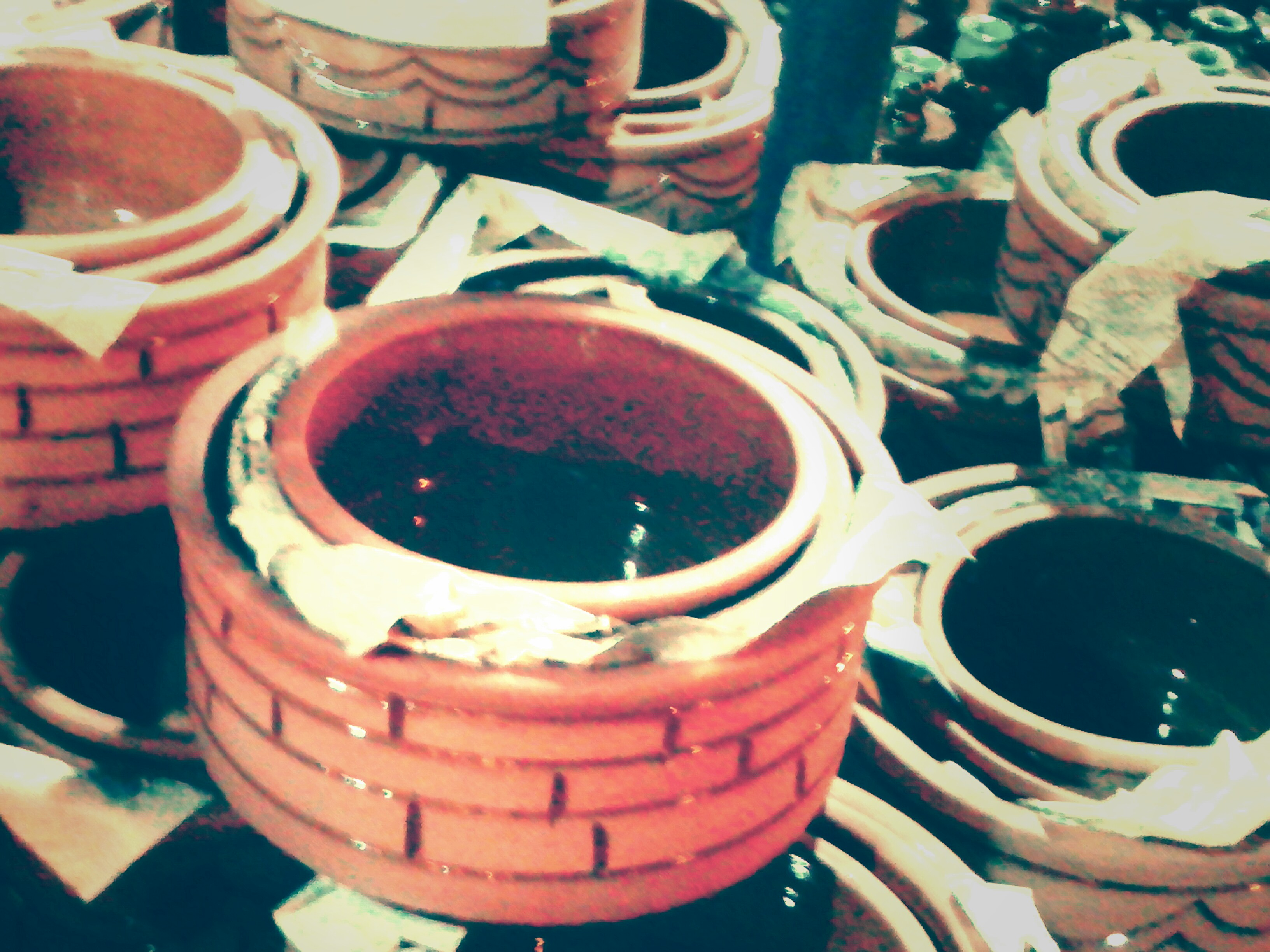
الصناعات اليدوية
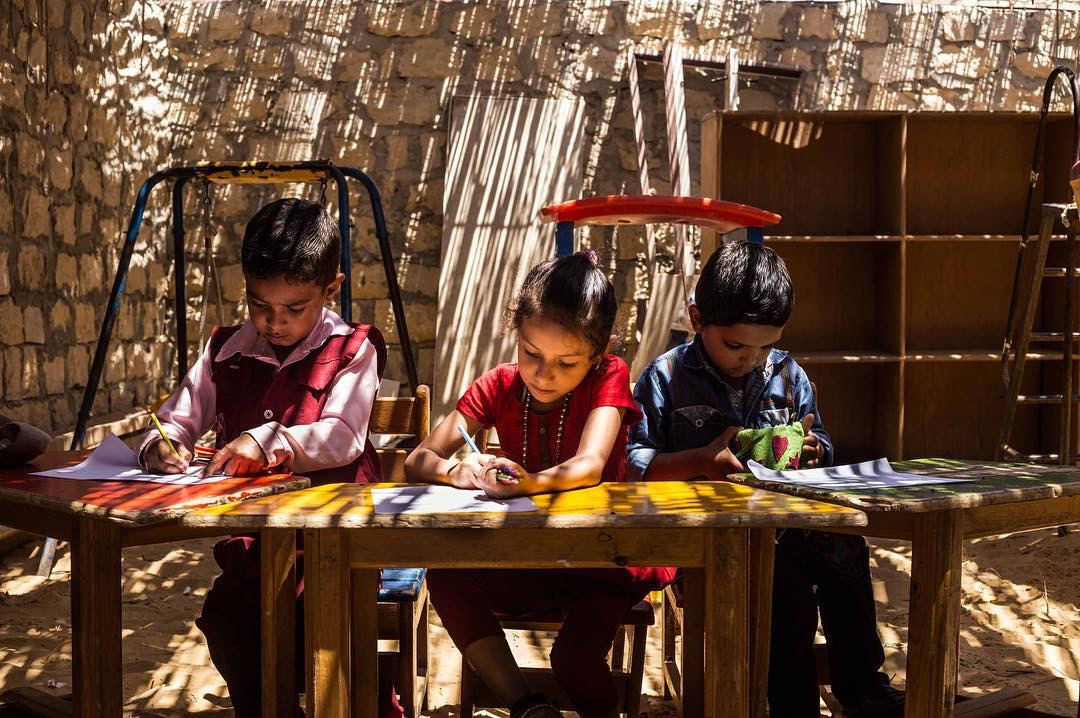
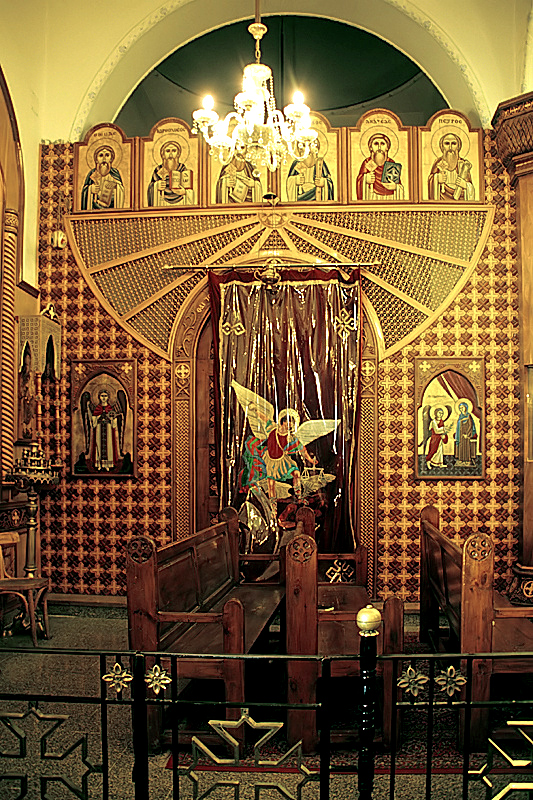
دير العزب
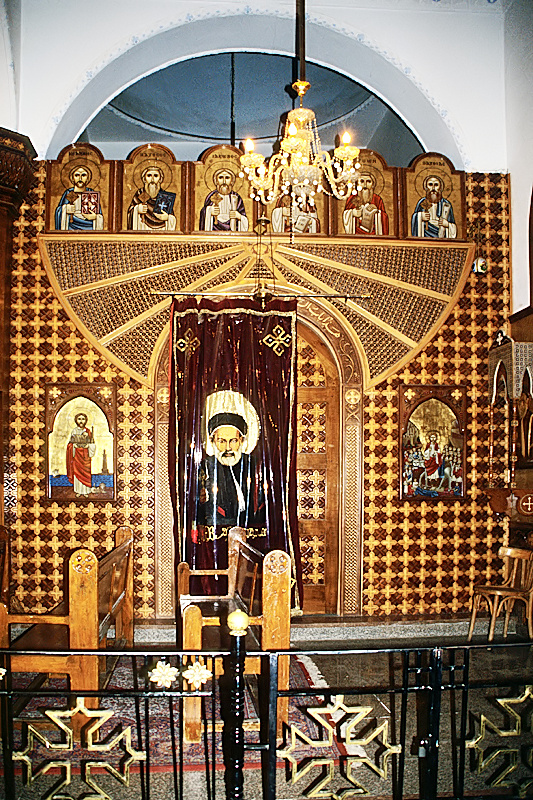
دير العزب
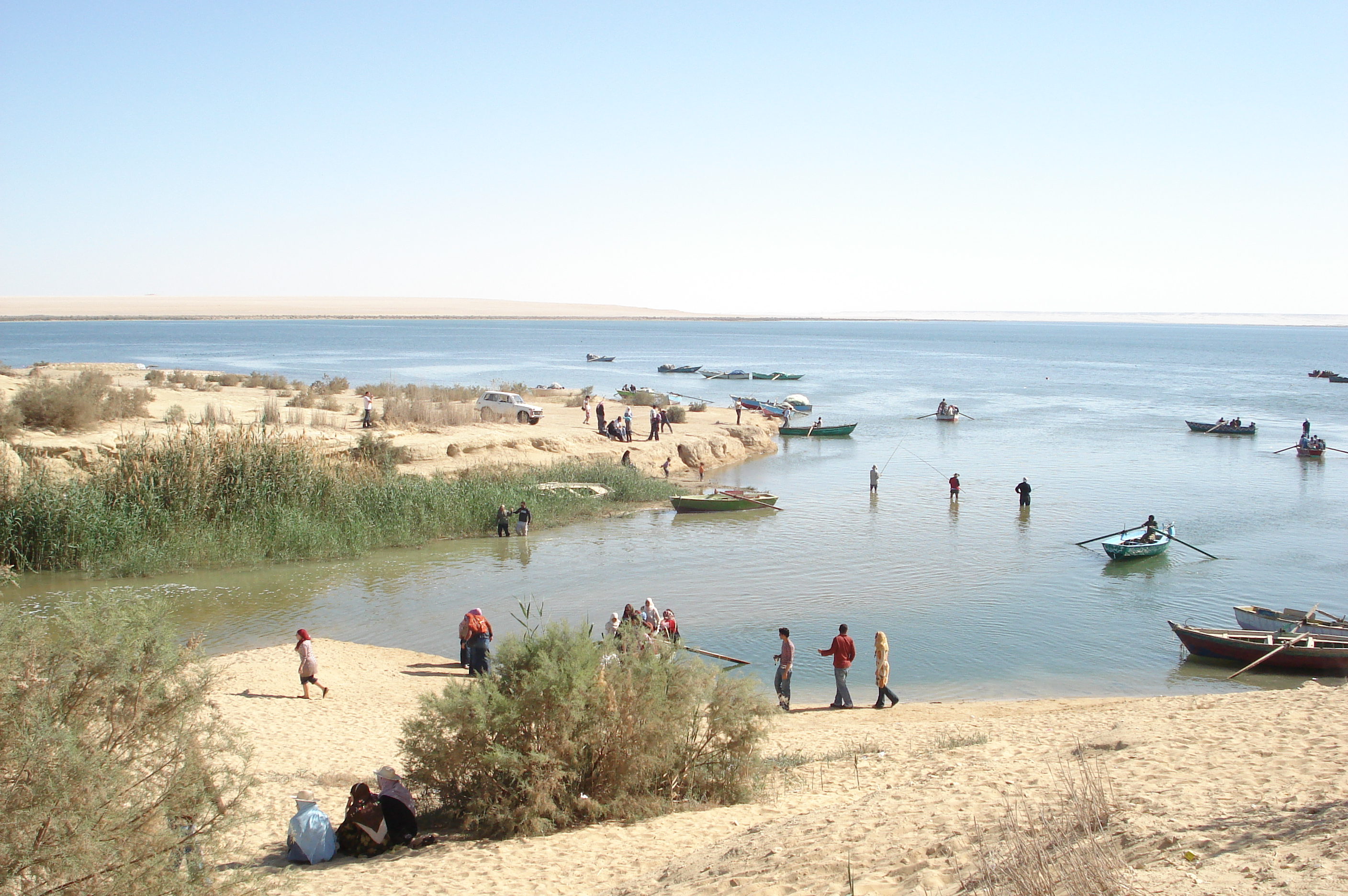
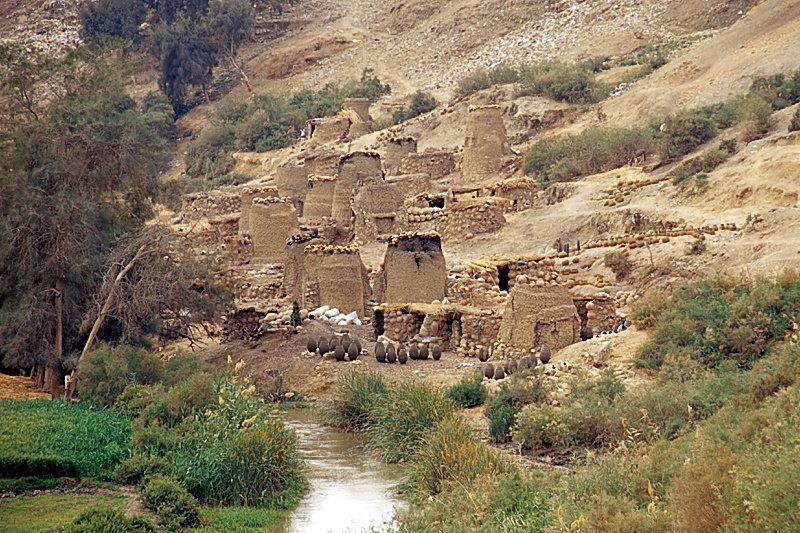
قرية نزلة
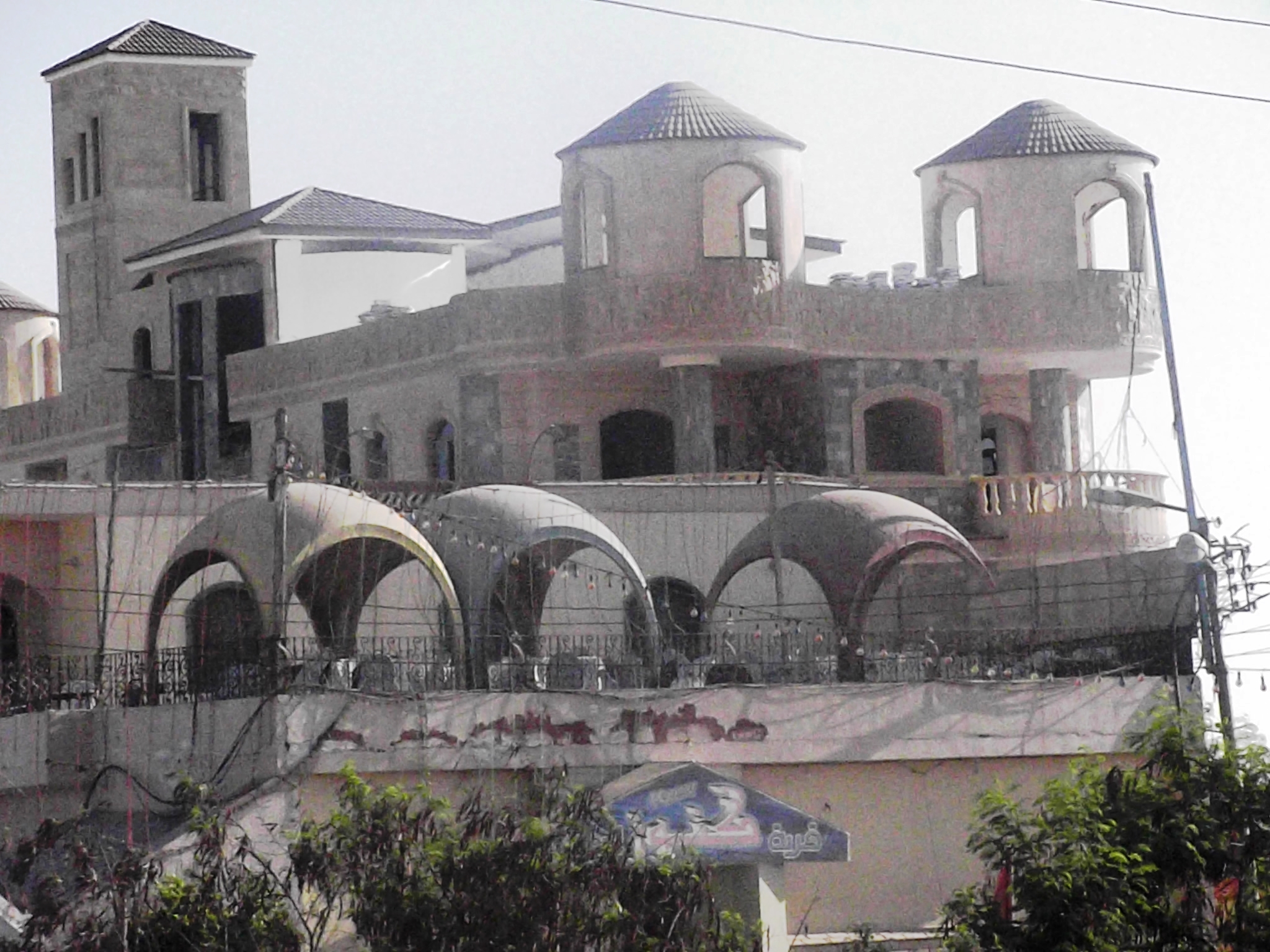
قرية كنوز
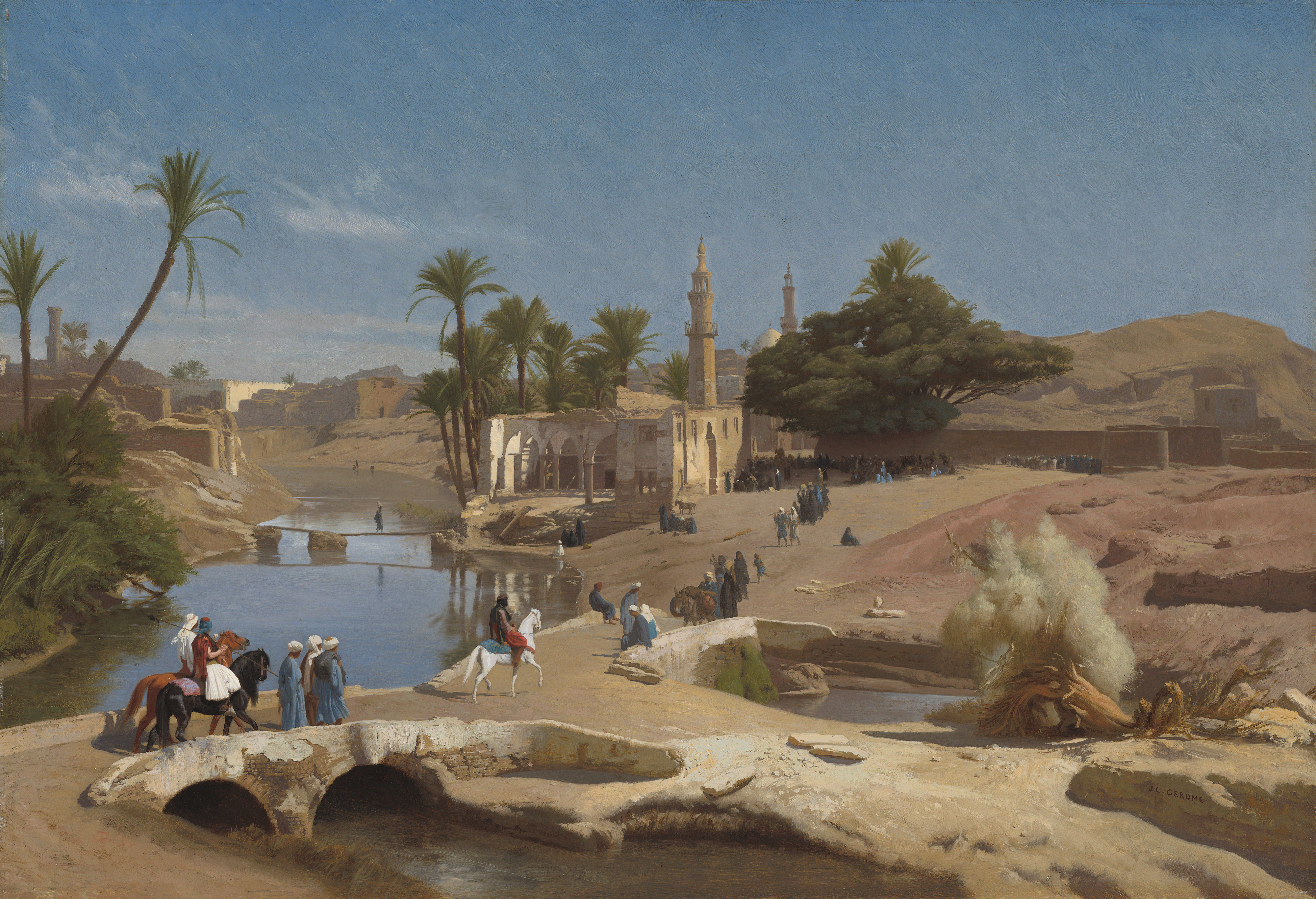
لوحة فنية للفيوم
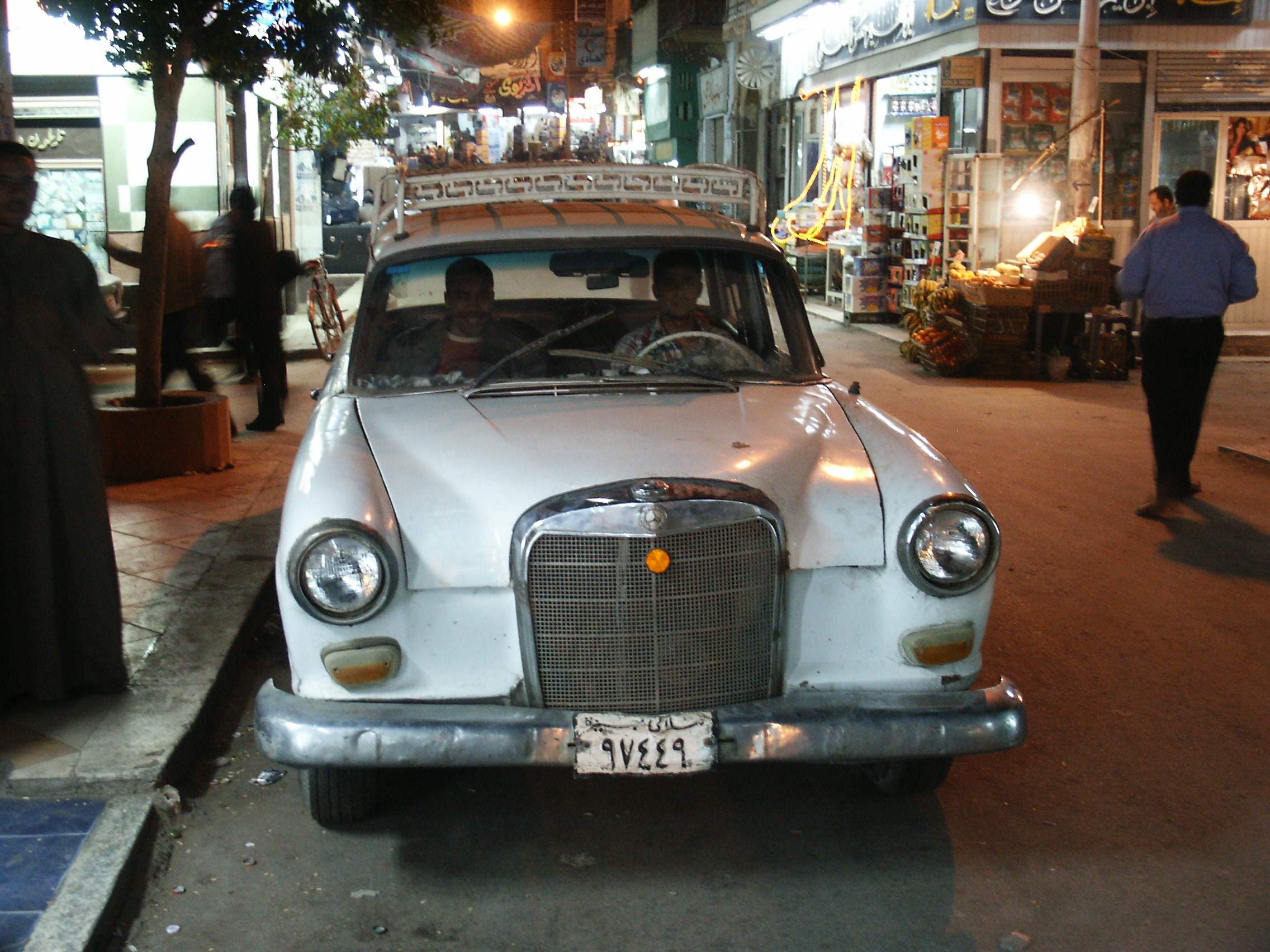
شارع بالفيوم
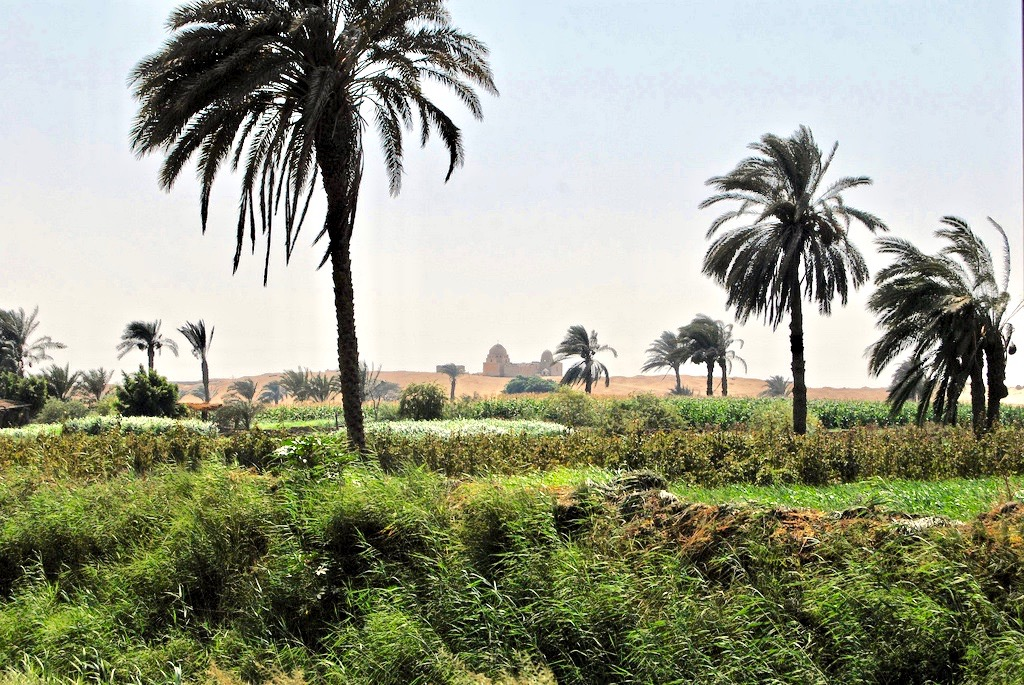
مشهد ريفي بواحة الفيوم
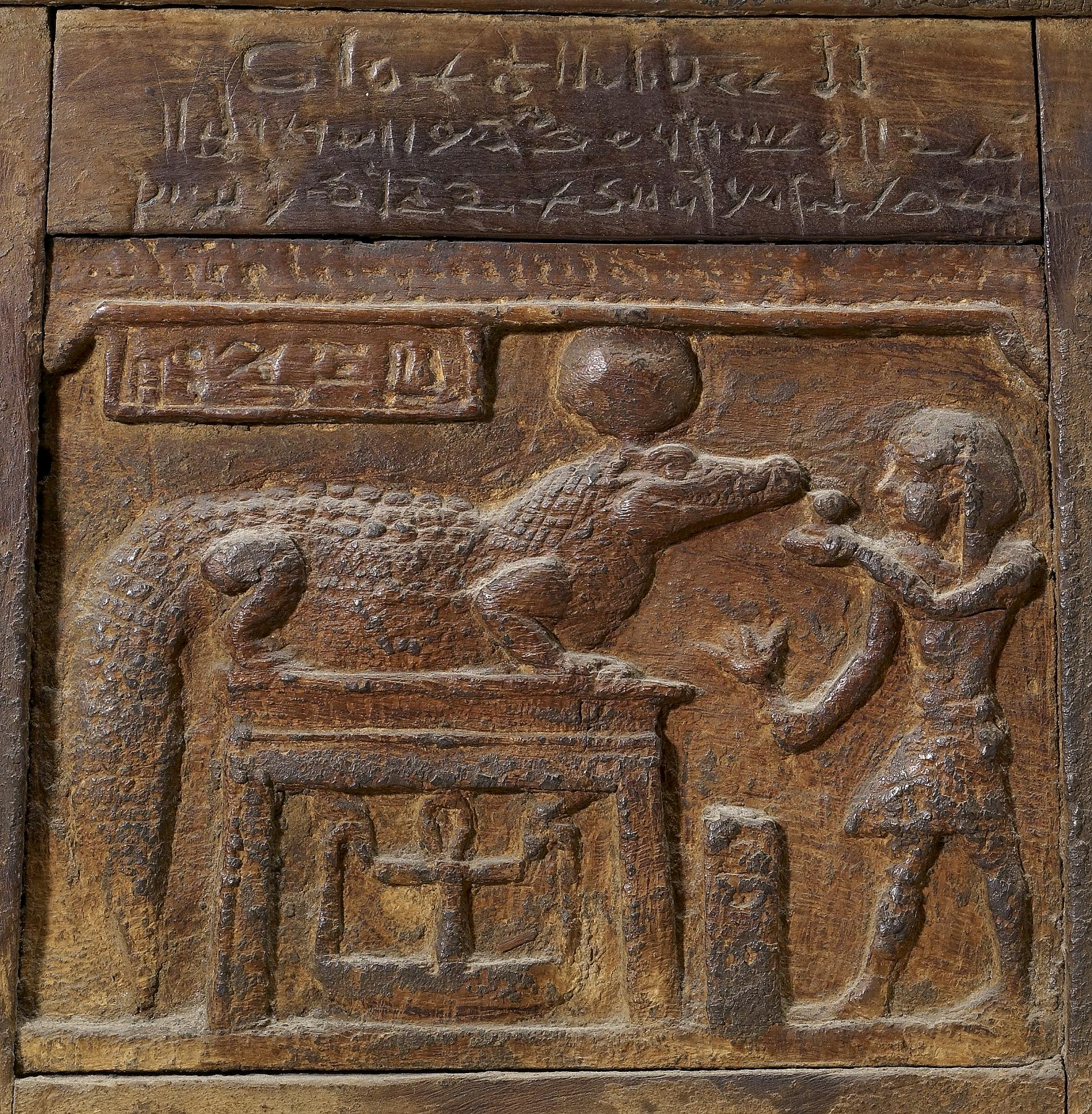
نقش على جدران أحد المعابد يظهر الإله سوبك
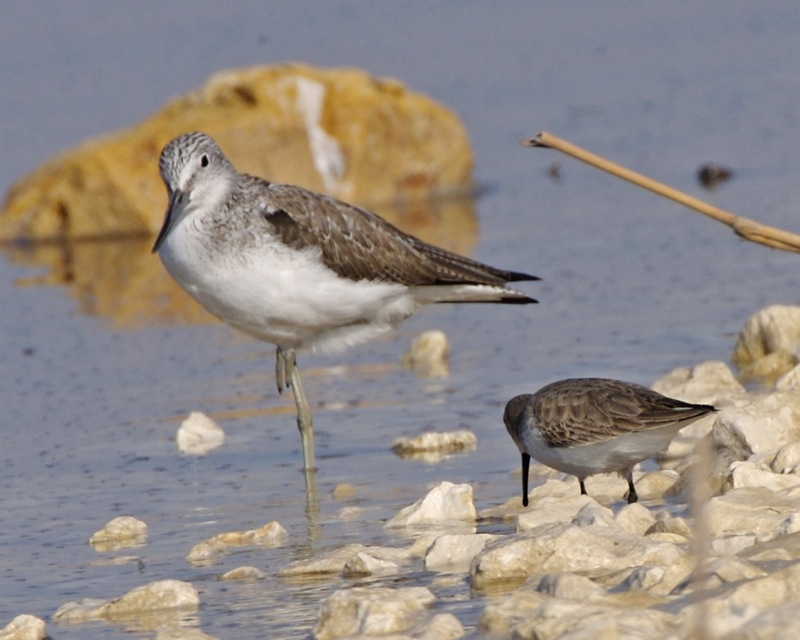
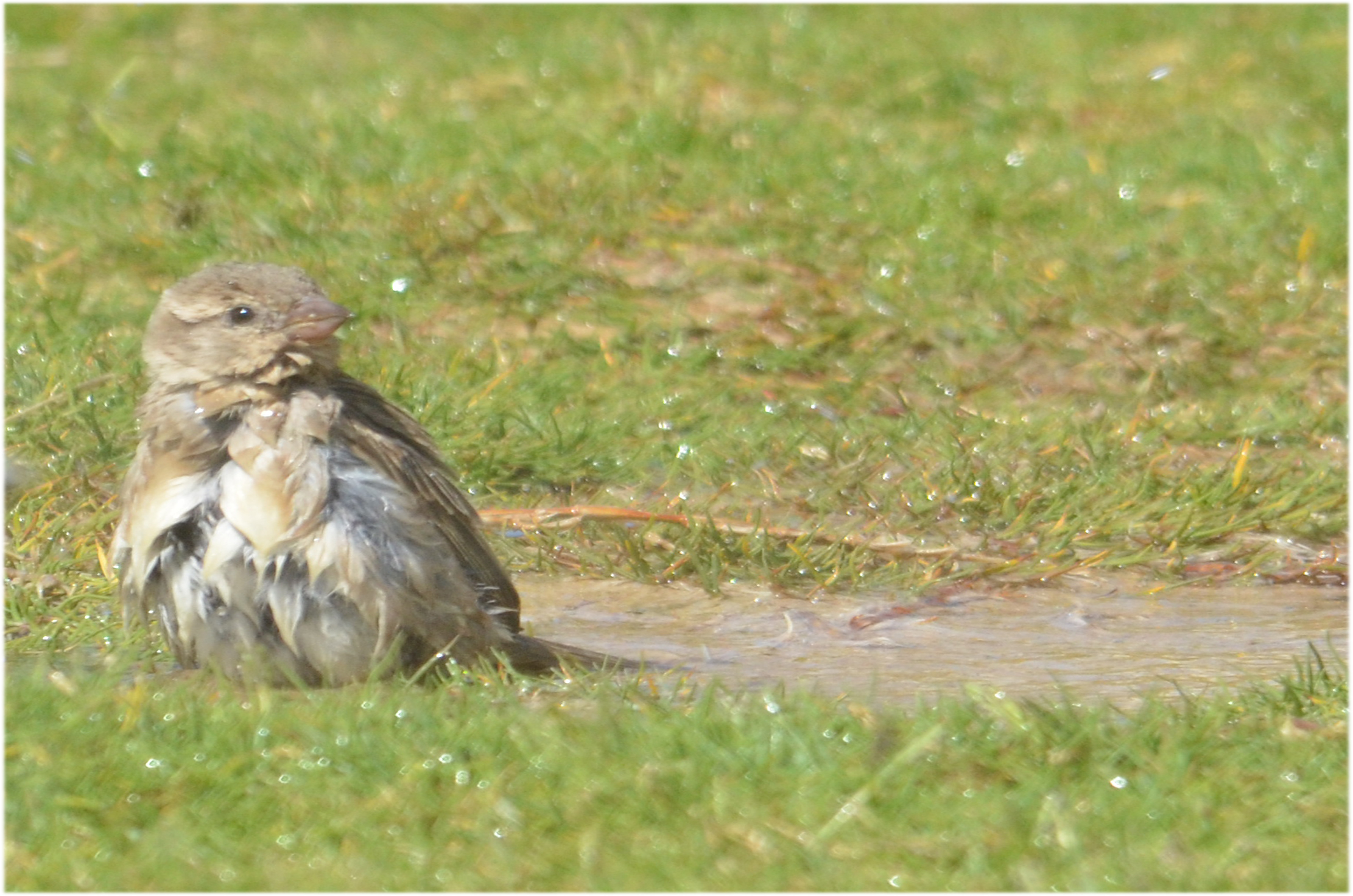
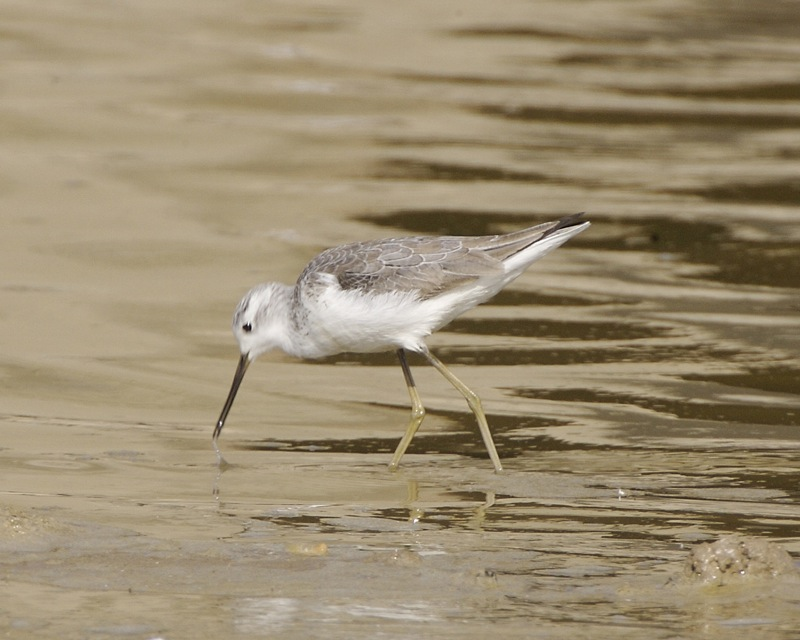
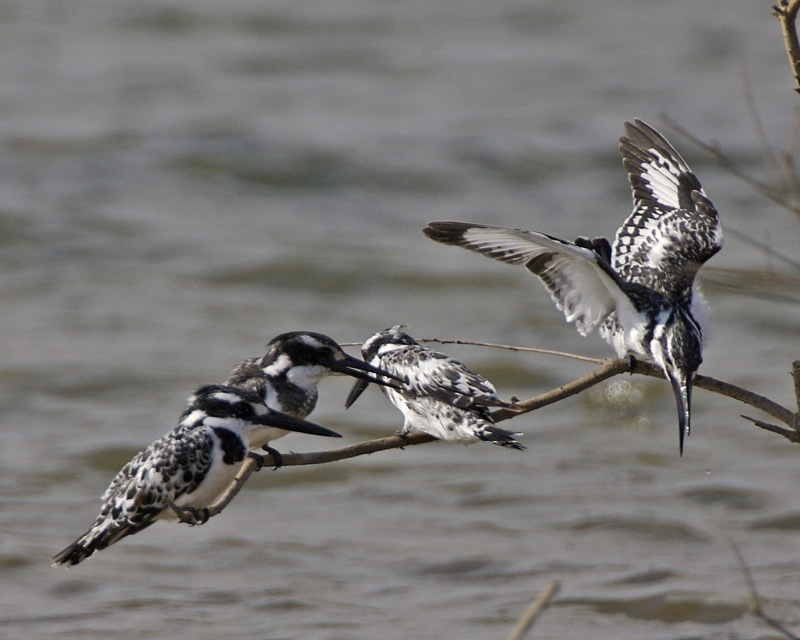
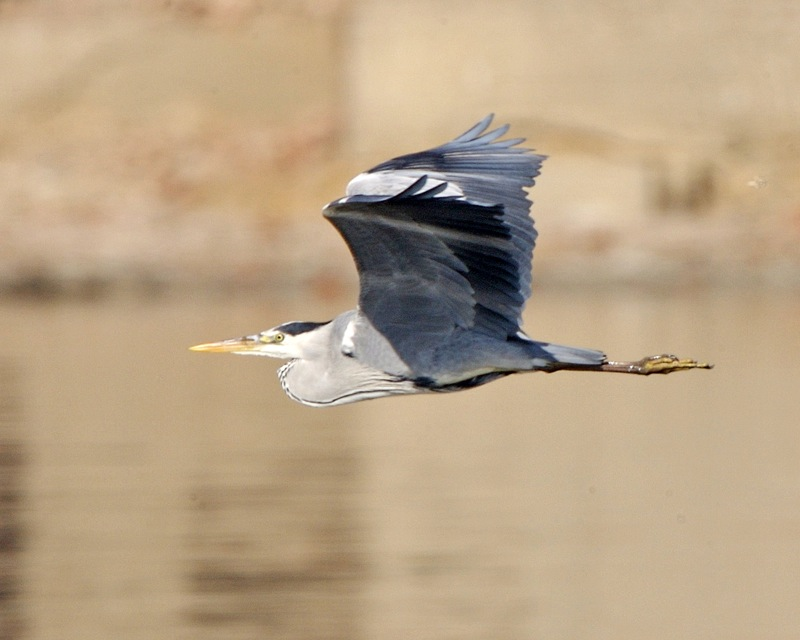
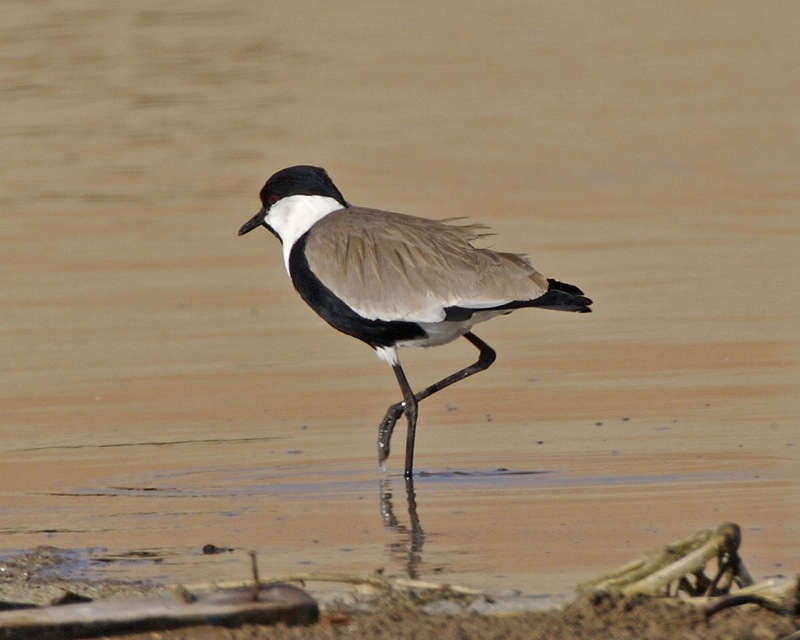
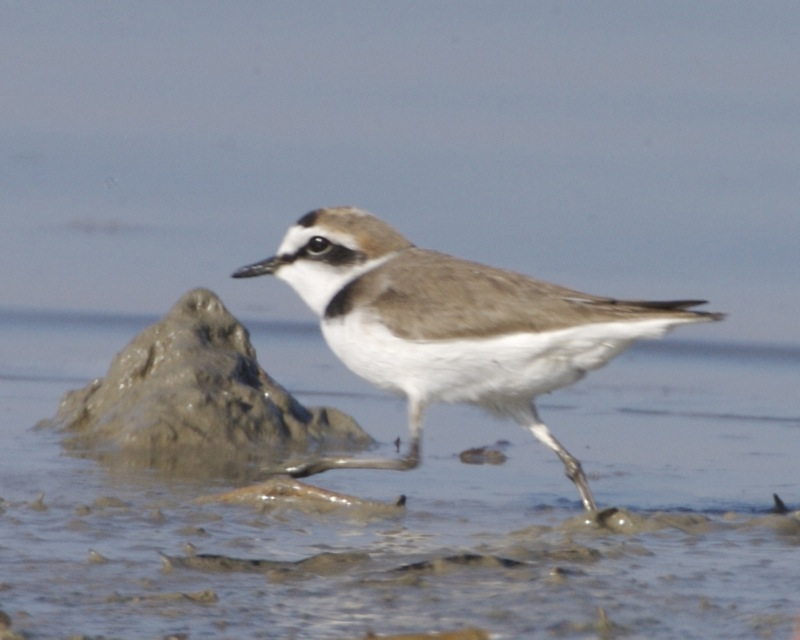
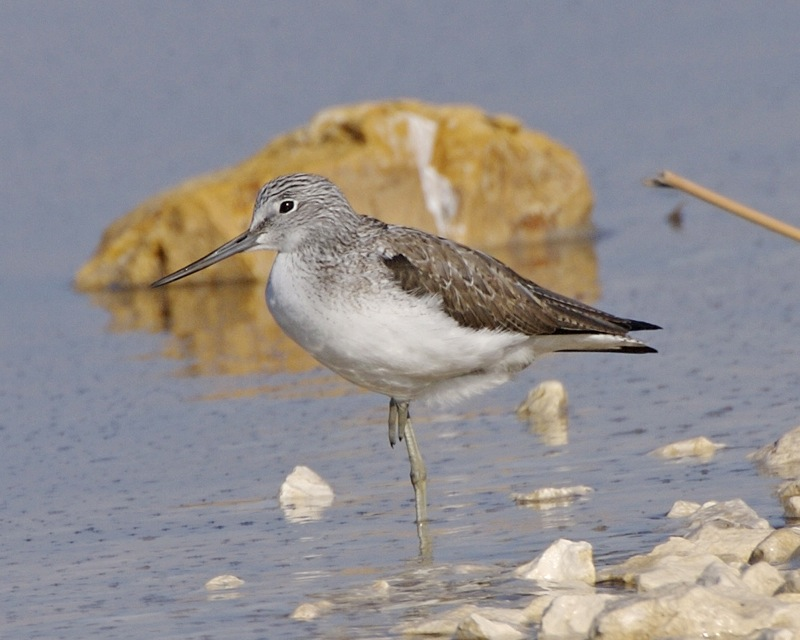
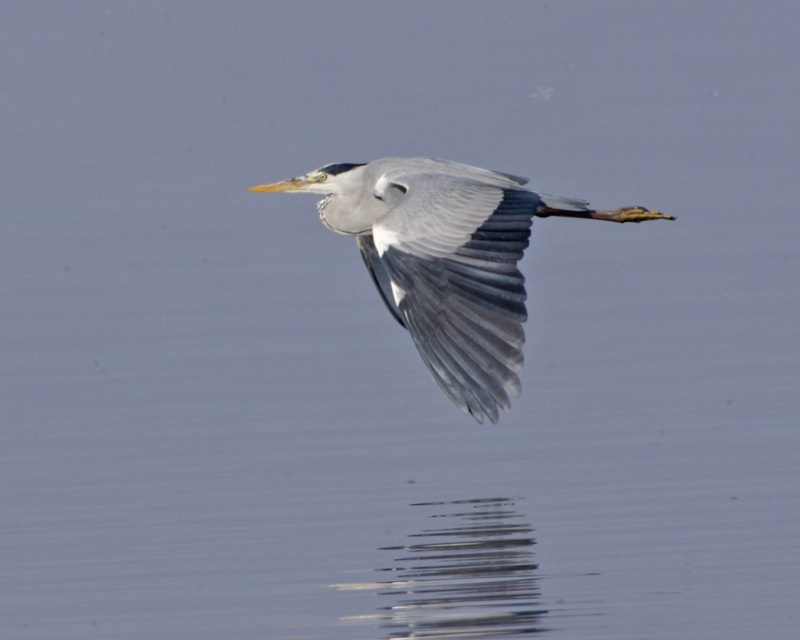
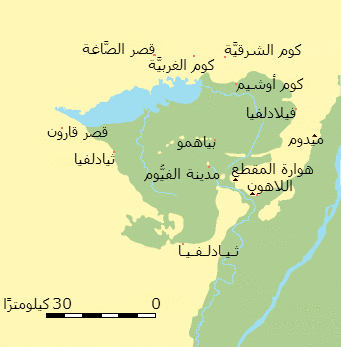